# 仮名手本忠臣蔵
『仮名手本忠臣蔵』（かなでほんちゅうしんぐら）とは、人形浄瑠璃および歌舞伎の演目のひとつ。寛延元年（1748年）8月、大坂竹本座にて初演。全十一段、二代目竹田出雲・三好松洛・並木千柳の合作。通称『忠臣蔵』。赤穂事件を題材とするが、人物や時代背景を室町時代（南北朝時代）に仮託した内容となっている。先行作品を含むこの作品以外の赤穂事件を題材とした作品については、忠臣蔵参照。

大石内蔵助こと大石良雄の家紋「二つ巴」。この紋のことは『仮名手本忠臣蔵』二段目にも記されている。大石家の紋については暁鐘成著の『雲錦随筆』に詳しい。

## はじめに
江戸城松の廊下で吉良上野介に切りつけた浅野内匠頭は切腹、浅野家はお取り潰しとなり、その家臣大石内蔵助たちは吉良を主君内匠頭の仇とし、最後は四十七人で本所の吉良邸に討入り吉良を討ち、内匠頭の墓所泉岳寺へと引き揚げる。この元禄14年から15年末（1701 - 1703年）にかけて起った赤穂事件は、演劇をはじめとして講談や浪曲などの音曲、文芸、絵画、さらには映画やテレビドラマなど、さまざまな分野の創作物に取り上げられている。ただしこれらには、史実とは異なる創作や脚色がある（赤穂事件の項参照）。赤穂事件を「忠臣蔵」と呼ぶことがあるが、この名称は『仮名手本忠臣蔵』を起りとする。
『仮名手本忠臣蔵』の「仮名手本」とは、赤穂四十七士をいろは四十七文字になぞらえたものである。『仮名手本忠臣蔵』の討入りの場面にあたる十一段目にも、四十七士の姿が「着たる羽織の合印（あひじるし）、いろはにほへとと立ちならぶ」とある。赤穂事件は『仮名手本忠臣蔵』の初演以前から浄瑠璃や歌舞伎で扱われているが、松島栄一は赤穂事件を扱った先行作に『忠臣いろは軍記』、『粧武者いろは合戦』、『忠臣いろは夜討』など「いろは」という言葉が題名に含まれるものがあり、いっぽう元文5年（1740年）の江戸市村座では、これも赤穂事件を題材とする『豊年永代蔵』が上演されており、元禄の豪商淀屋辰五郎の家の蔵を「いろは蔵」と称した例があったことを指摘している。こうした当時の背景から赤穂事件に「いろは」（仮名の手本）と「蔵」が結びつき、『仮名手本忠臣蔵』という題名ができたとし、また「赤穂事件の中心人物である大石の名の内蔵助というのも、なにほどかの関係をもっているであろう」とも述べている。
赤穂事件を芝居で扱ったと確認できる早い例としては、元禄16年の正月に江戸山村座で上演された『傾城阿佐間曽我』（けいせいあさまそが）の大詰がある。曽我の夜討ちにかこつけ赤穂浪士の討入りの趣向を見せたという。また元禄16年春に京都で上演された『傾城三の車』（近松門左衛門作）にも討入りの趣向がうかがえる。その後、赤穂事件を扱ったものとして『碁盤太平記』（近松門左衛門作）、『鬼鹿毛無佐志鐙』（吾妻三八作）、『忠臣金短冊』（並木宗助ほか作）など多くの作が上演されたが、これらを受けて忠臣蔵物の集大成として書かれたのが本作であり、『菅原伝授手習鑑』、『義経千本桜』とならぶ義太夫浄瑠璃の三大傑作といわれる。かつて劇場が経営難に陥ったとき、上演すれば必ず大入り満員御礼となったことから、薬になぞらえて「芝居の独参湯」とも呼ばれていたほどである。それだけに上演回数もほかの演目と比べれば圧倒的に多く、現在に至るも頻繁に舞台に取り上げられている。
『仮名手本忠臣蔵』は全十一段の構成となっている義太夫浄瑠璃である。本来ならその全十一段の「あらすじ」をまずまとめて示し、その後に作品の内容について解説すべきであるが、上でも触れたように本作は現在に至るまで頻繁に上演されている人気演目であり、この全十一段は文楽と歌舞伎いずれも、おおむね現行演目として伝承されている。従って段によっては、ひとつの段だけでも解説すべきことは多い。そこで本作については段ごとに原作の浄瑠璃にもとづく「あらすじ」と、その段についての「解説」に分け以下作品を紹介する。

## 主な登場人物
- 左兵衛督直義（さひょうえのかみただよし） : 室町幕府将軍足利尊氏の弟。尊氏の代理として、京から鎌倉へと下向し鶴岡八幡宮に参詣する。
- 高武蔵守師直（こうのむさしのかみもろのう） : 大名。鎌倉に在住する尊氏の執事職。その性格は傲慢で、或る人妻に横恋慕する。その人妻とは…
- 桃井若狭之助安近（もものいわかさのすけやすちか） : 大名。桃井播磨守の弟。鎌倉に下向した直義の饗応役となる。性格は気短か。
- 塩冶判官高定（えんやはんがんたかさだ） : 伯耆国の大名。桃井若狭之助と同じく直義の饗応役となる。普段は冷静沈着な性格。
- かほよ御前（かおよごぜん） : 塩冶判官の正室。もとは宮中に仕えた内侍。なお原作の浄瑠璃の本文表記では仮名書きで「かほよ」であるが、現行の文楽・歌舞伎では「顔世」の字を宛てている。
- 加古川本蔵行国（かこがわほんぞうゆきくに） : 桃井若狭之助の家の家老。
- 戸無瀬（となせ） : 加古川本蔵の妻。後妻。
- 小浪（こなみ） : 加古川本蔵の娘。じつは本蔵の先妻の娘なので、戸無瀬とは実の親子ではない。大星由良助のせがれ力弥とはいいなづけの約束を交わしている。
- 鷺坂伴内（さぎさかばんない） : 師直の家来。おかるに横恋慕する。
- おかる : かほよ御前に仕える腰元。早の勘平とは恋人どうしで、のちに夫婦となる。寺岡平右衛門の妹。
- 早の勘平重氏（はやのかんぺいしげうじ） : 塩冶家の譜代の家臣。
- 石堂右馬之丞（いしどううまのじょう） : 塩冶家に訪れた上使。
- 薬師寺次郎左衛門（やくしじじろうざえもん） : 同じく塩冶家に訪れた上使。師直と親しくしている人物。
- 原郷右衛門（はらごうえもん） : 塩冶家の諸士頭。
- 大星由良助義金（おおぼしゆらのすけよしかね） : 塩冶家の家老。国許にいる。
- 大星力弥（おおぼしりきや） : 由良助の息子。塩冶判官のそば近くに仕える。
- 斧九太夫（おのくだゆう） : 塩冶家の家老。
- 斧定九郎（おのさだくろう） : 斧九太夫の息子。
- 千崎弥五郎（せんざきやごろう） : 塩冶家家臣。
- 与市兵衛（よいちべえ） : 寺岡平右衛門とおかるの父親。山城国山崎に百姓をして暮らしている。
- 与市兵衛の女房 : 与市兵衛の妻、寺岡平右衛門とおかるの母。歌舞伎では「おかや」という名がついているが、原作の浄瑠璃ではこの人物に名は無い。
- 一文字屋（いちもんじや） : 京の祇園にある女郎屋の主人。
- 寺岡平右衛門（てらおかへいえもん） : 塩冶家に仕える足軽。おかるの兄。
- 矢間十太郎（やざまじゅうたろう） : 塩冶家家臣。ただし十段目と十一段目では名が「重太郎」と表記されている。
- 竹森喜多八（たけもりきたはち） : 塩冶家家臣。
- お石（おいし） : 由良助の妻。
- 大鷲文吾（おおわしぶんご） : 塩冶家家臣。
- 天河屋義平（あまがわやぎへい） : 塩冶家に出入りしていた廻船問屋。摂津国堺に店を持ち商売をしている。
- 園（その） : 義平の妻。原作の表記では仮名書きで「その」としているが、可読性を考慮して「園」とする。
- 大田了竹（おおたりょうちく） : 斧九太夫抱えの医者。園の父、義平の舅。

## 内容の大略
この項では、複数の段にわたるエピソードについて簡略に述べる。各エピソードの詳細及びここにあげないエピソードについては段ごとの「あらすじ」と「解説」を参照。
時は暦応元年（1338年）二月、塩冶判官高定は、足利尊氏の代参として鎌倉鶴岡八幡宮に参詣する足利直義の饗応役を命じられる。しかし塩冶判官は指南役の高武蔵守師直から謂れのない侮辱を受け、それに耐えかねた判官は殿中で師直に斬りつけるが加古川本蔵に抱き止められ、師直は軽傷で済む。判官は切腹を命じられ塩冶家は取り潰しとなる（大序、二段目、三段目、四段目）。判官切腹の際に高師直を討てとの遺命を受けた家老の大星由良助は、浪士となった塩冶家の侍たちとともに師直への復讐を誓い、それを計画し実行する（四段目、十段目、十一段目）。
この他に複数の段にわたるエピソードとして、早の勘平のエピソードと加古川本蔵のエピソードがある。
塩冶家譜代の侍である早の勘平は、刃傷事件の際に腰元のおかると逢引をしていてその場に立ち会えず、おかるの故郷の山崎に、おかるとともに駆落ちする（三段目）。おかるの父与市兵衛のもとで猟師として暮らす勘平は、山崎街道で猪と間違えて人を撃ち殺してしまう。勘平が撃ったのは、与市兵衛を殺して金を奪った斧定九郎であった。暗闇の中で勘平は自分が殺したのが定九郎であることに気付かず、定九郎のふところの金を奪う（五段目）。与市兵衛の遺体が見つかり、与市兵衛の女房や塩冶浪士の千崎弥五郎、原郷右衛門から与市兵衛を殺して金を奪ったと責められた勘平は切腹する（六段目）。一方、京都祇園の遊郭に売られたおかるは一力茶屋で由良助と出会い、おかるの兄寺岡平右衛門は仇討ちへの参加が認められる（七段目）。
加古川本蔵は塩冶判官とともに直義の饗応役を命じられた桃井若狭之助の家老である。本蔵の娘小浪は由良助の息子力弥とは刃傷事件の前に婚約していた。小浪は力弥に嫁入りするため、本蔵の妻戸無瀬とともに東海道を歩いて力弥のいる京の山科に向かう（八段目）。小浪と戸無瀬のあとを追って山科に現れた本蔵は、判官を抱き止めたことで師直は軽傷にとどまり、判官は切腹塩冶家はお取り潰しになったことを後悔しており、わざと力弥に討たれて師直館の絵図面を由良助に渡す（九段目）。

## 大序・鶴岡の饗応
『仮名手本忠臣蔵』は、以下の文章を以って始まる。
嘉肴（かかう）有りといへども食せざれば其の味はひをしらずとは。国治まってよき武士の忠も武勇もかくるゝに。たとへば星の昼見へず夜は乱れて顕はるゝ。例（ためし）を爰（ここ）に仮名書きの太平の代の。政（まつりごと）…
どんなにおいしいといわれるご馳走でも、実際に口にしなければそのおいしさはわからない。平和な世の中では立派な武士の忠義も武勇もこれと同じで、それらは話に聞くだけで実際に目にすることが無くなってしまうのである。だがそんな世の中でも、立派な忠義の武士は必ずいる。それはたとえば、星は昼には見えないが夜になれば空にたくさん現われるのと同じように、普段は見えなくても忠義の武士は、あるべきところには確かに存在するのだ。そんな武士たちの話をわかり易いように仮名書きにして、これから説明することにしよう…という大意で、要するにこれから「忠」も「武勇」も備わった「よき武士」、すなわち大名塩冶家に仕えた者たち（赤穂浪士）のことについて語ろうということである。

### あらすじ（大序）
（鶴岡兜改めの段）時に暦応元年二月下旬のことである。
将軍足利尊氏は南朝方の新田義貞を討ち滅ぼし、南北朝の動乱は収まりつつあった。鎌倉の鶴岡八幡宮では社殿の造替を済ませたので、尊氏の弟である左兵衛督直義が京から鎌倉へと下向し、今日は将軍尊氏の代参として鶴岡八幡へと参詣するところである。幕を張った馬場先にいる直義は大勢の供を従え、供の中には鎌倉在住の執事職高武蔵守師直、さらに直義の饗応役として桃井若狭之助安近と塩冶判官高定が任ぜられて控えている。

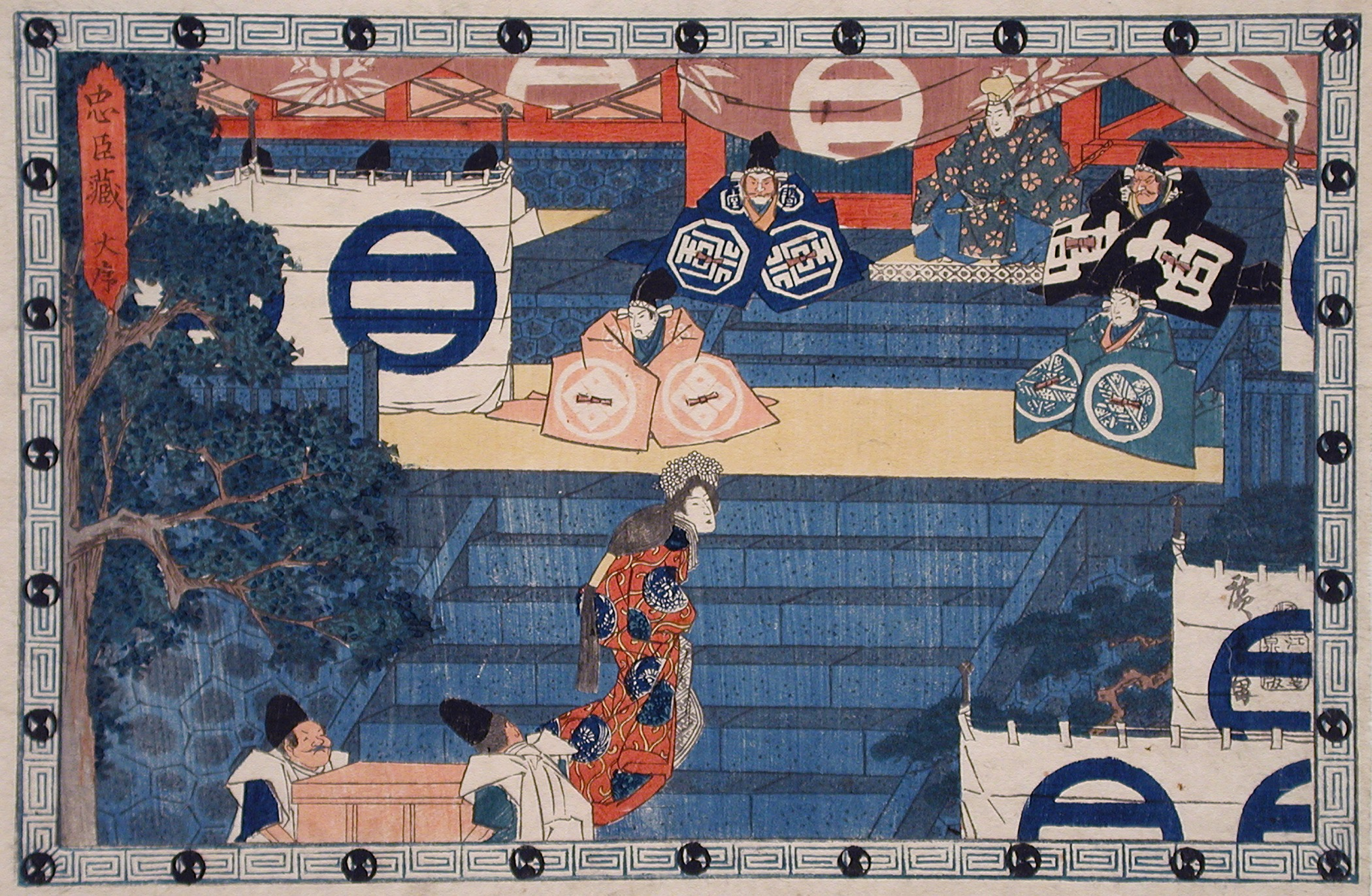
「忠臣蔵　大序」　新田義貞着用の兜を見極めるため、塩冶判官の妻かほよ御前が直義の前に呼ばれる。場面は鶴岡八幡の境内、画面左脇には大銀杏の木が見える。石段にはかほよ御前、そのすぐ左下には仕丁ふたりが、兜を収めた唐櫃を抱えて運ぶ。歌川広重画。

皆の前には唐櫃がひとつ置かれていた。直義には鶴岡代参のほかに、いまひとつ尊氏に命じられたことがあり、それは討取った新田義貞着用の兜を探しだし、これを鶴岡八幡宮の宝蔵に納めることであった。その兜というのが後醍醐天皇から下賜されたものであり、また義貞が清和源氏の血筋であるのを誉れとしたことによる。しかし義貞が死んだとき、そのそばには四十七もの兜が散らばってどれが義貞の兜なのか判らず、とりあえずそれらの兜を集め、この唐櫃にまとめて入れていたのである。この中から義貞がかぶったという兜を探し出し、鶴岡八幡に納めなければならない。
だが兜を納めようという直義に師直は「これは思ひ寄らざる御事」と口を挟み、清和源氏の血筋はいくらでもいる、そんな理由で義貞の兜をもったいぶって扱う必要はないという。これに桃井若狭之助が声をあげ、これは義貞軍の残党を懐柔し降参させようという将軍尊氏公の御計略であろう、「無用との御評議卒爾なり」と言おうとするのを師直はさえぎる。もしこの中から間違って義貞のものではない兜を選んでは後に大きな恥となることだ。「なま若輩ななりをしてお尋ねもなき評議、すっこんでお居やれ」と頭ごなしに怒鳴りつけた。これに目の色を変える若狭之助、それを察した塩冶判官が言葉を添え、直義の判断を仰ぐ。直義には兜の見極めについて考えがあった。かつて宮中に内侍として奉仕し、後醍醐天皇より義貞に兜が下賜されるのを目にしていたかほよ御前を、この場に呼び出したのである。かほよ御前は塩冶判官の妻である。かほよは唐櫃のなかからひとつの兜を取り出し、蘭奢待の香るこの兜こそ義貞着用のものに間違いないと差し出した。
見極められた兜を直ちに宝蔵に納めようと、直義は塩冶判官と若狭之助を連れて社殿に向かいその場を離れた。するとかほよの美貌に以前より執着していた師直がかほよに言寄り、付け文を無理やり渡そうとする。困惑するかほよ。そこへ折りよく来合わせた若狭之助にかほよは助けられたが、邪魔されて怒り心頭に発した師直は若狭之助を散々に口汚く罵り、これに怒った若狭之助は師直へ刃傷に及ぼうとする。しかし直義が帰館のため、判官も含めた供の者を従えて通りかかるので、若狭之助は無念ながらもこの場では自重するのだった。
⇒（二段目あらすじ）

### 解説（大序）
江戸時代、文芸や戯曲においてその時々に起こった事件をそのまま取り上げることは、幕府より禁じられていた。加賀騒動をはじめとするお家騒動を記した実録本なども出版を禁じられており、写本の形でのちにまで伝わっている。赤穂事件もある意味武家社会の醜聞ともいえる事件であり、これを取り上げることは幕政批判に通じかねないことから、人形浄瑠璃や歌舞伎の芝居においても、興行する側は相当の用心を以ってこの事件を脚色し、上演していた。それは本来の時代や人物の名前などを、違う時代や人物に置き換えて脚色することで抜け道としたのである。その時代や人物も「小栗判官」や「太平記」などさまざまだったが、この『仮名手本忠臣蔵』では近松の『碁盤太平記』に見られる設定や人物名、すなわち「太平記」の「世界」を借りている。それは直接には、『太平記』巻二十一「塩冶判官讒死の事」を題材としたものである。

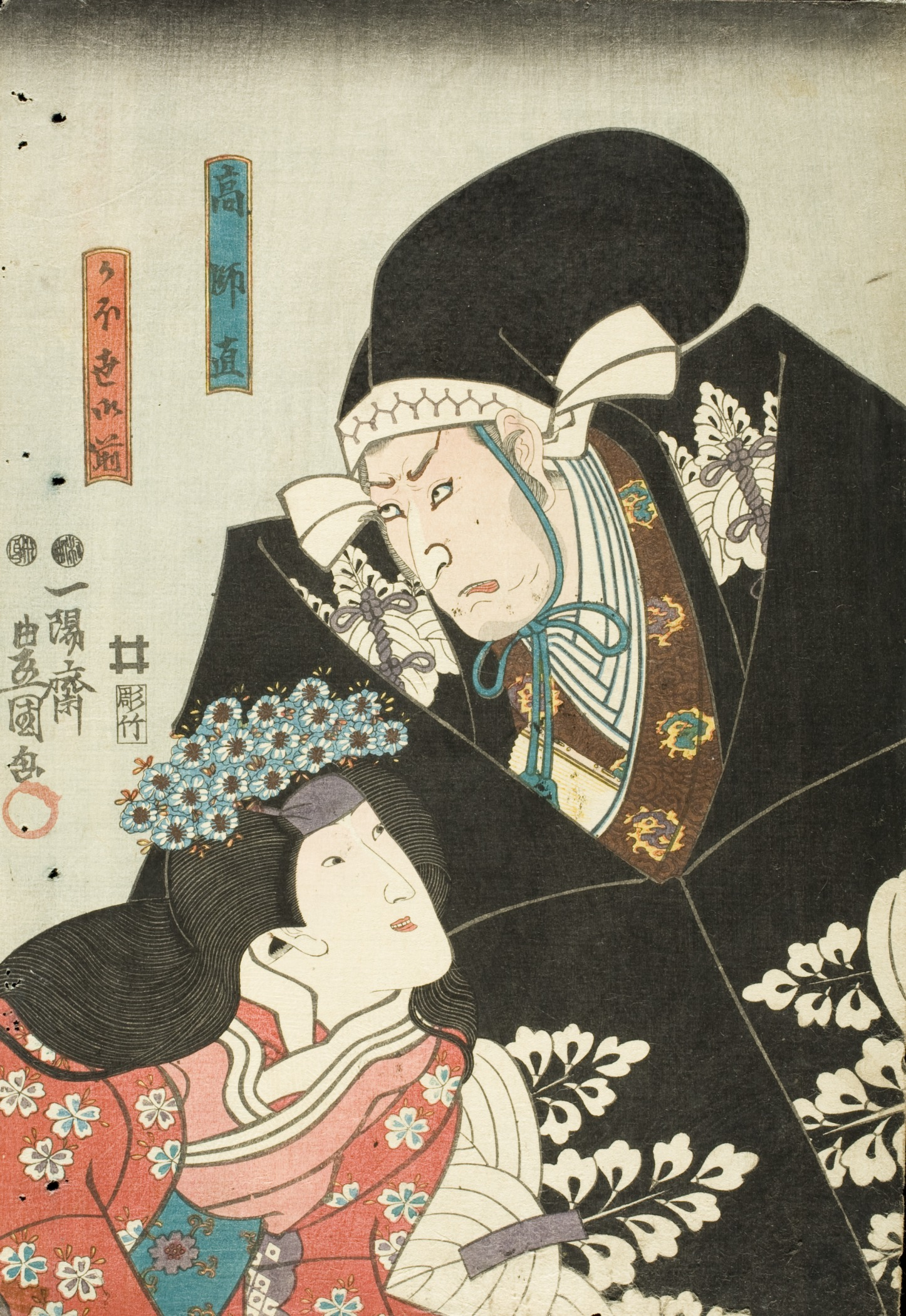
「大序」　四代目坂東三津五郎の高師直、三代目岩井粂三郎のかほ世御前。嘉永2年（1849年）7月、江戸中村座。三代目歌川豊国画。

「塩冶判官讒死の事」のあらましは、高師直が塩冶判官高貞の妻の美しさを聞きつけこれに執心し、恋文を送るが判官の妻からは拒絶される。これに腹を立てた師直が将軍尊氏や直義に判官のことを讒言した結果、判官は謀叛の汚名を着せられ、最後は判官やその妻子も無残な死を遂げるというもので、この話をもとに『仮名手本忠臣蔵』は吉良義央を高師直、浅野長矩を塩冶判官に置き換え、師直が判官の妻に横恋慕したことを事件の発端としている。ちなみに史実では、塩冶高貞は暦応4年播磨国影山（神東郡蔭山荘）にて自害、師直はその十年後、上杉能憲に摂津国武庫川で討たれている。
本作の師直は「人を見下す権柄眼（まなこ）」、義貞の兜の事についてもそれが将軍尊氏の「厳命」でありながら、「御旗下の大小名清和源氏はいくらも有る。奉納の義然るべからず」と口を挟んで憚らない。自らが仕える将軍家に対してでさえこうなのだから、自分より地位の低い者等に対しても傲慢な態度に出るのは当然である。それが若輩ながらもれっきとした大名である若狭之助を口汚く罵ったり、ほんらい人妻であるはずのかほよ御前に横恋慕してしつこく言い寄るという所業に表れている。そしてこの師直の傲慢さが悲劇を生み、それに多くの人が巻き込まれることになるのである。
時代物の義太夫浄瑠璃の最初の段を「大序」（だいじょ）という。「大序」はたいていが内裏や寺社、または将軍の御所などといった重々しい場面で、そこに天皇や公卿、将軍や大名などの高位の人物が集まって話が始まる。人形浄瑠璃は古くは通しの上演が原則だったので、各作品が再演されるときには「大序」も上演されていたが、現行の文楽にまで絶えず伝承されてきたのは『仮名手本忠臣蔵』と、ほかには『菅原伝授手習鑑』の「大序」があるくらいである。歌舞伎の義太夫狂言においても、人形浄瑠璃の作品が歌舞伎に移された当初は「大序」が上演されもしたが、そのほとんどが早くに廃滅した。歌舞伎の演目として絶えることなく伝承され、今日にまで上演され続けてきた「大序」は、『仮名手本忠臣蔵』が唯一といってよいものである。
歌舞伎では必ず幕を開ける前に、「口上人形」と呼ばれる操り人形による「役人替名｣（やくにんかえな）、すなわち配役を「相勤めまする役人替名…塩冶判官高定、○○○（演じる役者の名）…」と読み上げることがある。これはもと歌舞伎の芝居では、芝居の最初の幕が開く前に下級の役者が幕の前に出て、裃姿で「役人替名」を読み上げることがあり、それを人形が演じる形で残したもので、この「役人替名」の読み上げが見られるのも現在では『仮名手本忠臣蔵』の大序だけである。天王立という鳴物で幕を開ける荘重な場面であり、東西声で幕を開けた後も、登場人物たちは人形身と称して下を向いて瞳を開かず、演技をしないで、竹本に役名を呼ばれてはじめて「人形に魂が入ったように」顔を上げ、役を勤めはじめる。
六代目尾上梅幸はかほよ御前について、「この役は品格と色気で、品が七分に色気が三分というところでしょう。色気があるので、師直とのあんな事件（横恋慕されること）が出来上がる」と述べている。これは七代目澤村宗十郎も、「顔世御前の役は、品格と色気とが大切」としている。
原作の浄瑠璃では、かほよを助けたあと師直に悪口された若狭之助が、「刀の鯉口砕くる程」握り締め師直と一触即発のところ、直義が先払いの声とともに供を連れてその場に通りかかり、判官もその行列の「後押へ」すなわち最後のほうに加わってそのまま行過ぎる。これは文楽でも同様で、長柄の傘を差しかけられた直義が、判官や大名たちを従え舞台上手から下手へと通り過ぎるが、これを若狭之助が見送って立とうとすると師直が嫌がらせに袖でさえぎり「早えわ」という。この「早えわ」は、師直の人形遣いが言うのである。それで師直と若狭之助二人で幕となる。文楽の人形遣いが舞台上でせりふを言うのは珍しいことである。歌舞伎でもおおよそこの段取りであるが、幕切れは師直が二重舞台の石段、舞台下手側に勇んで刀を抜こうとする若狭之助、列から離れた判官が若狭之助を押しとどめるという『曽我の対面』の幕切れと同じ形式となる。また若狭之助が刀に手をかけ師直を斬ろうとすると、そこで直義の帰館を知らせる「還御」の声がかかり、師直と若狭之助ふたりだけで幕になることもある。
現行の舞台では直義以下の人物が大銀杏のある八幡宮の境内にいて、その中で「兜改め」が行われるが、上のあらすじでも紹介したように原作の浄瑠璃の本文には「馬場先に幕打廻し。威儀を正して相詰むる」とあり、直義たちは参詣者が下馬するための「馬場」、すなわち境内の外の幕を張った場所にいる。要するに原作の本文に従えば、「兜改め」をする場所は八幡宮の境内ではないということである。これは「兜改め」が済んだあとで直義が判官と若狭之助を率いて兜を社に納めようとするときにも、「段かづらを過ぎ給へば」とある。「段かづら」は今も鶴岡八幡宮の鳥居前に残る参道である（段葛の項参照）。
『仮名手本忠臣蔵』の歌舞伎における上演では、原作の浄瑠璃とは違った内容が見られる。これは大筋では違いは無いものの、脚本や演出などに各時代の役者たちの工夫が入れられるなどしたことにより、それが歌舞伎における型（演技・演出等）となって残り、芝居の演出やせりふなどが原作の浄瑠璃のものとは相違するようになったのである。さらに東京（江戸）と上方においても、同じ段の同じ場面で型に相違がある。そうした原作、東京、上方、また文楽における型の違いについても以下触れることにする。

## 二段目・諫言の寝刃

### あらすじ（二段目）

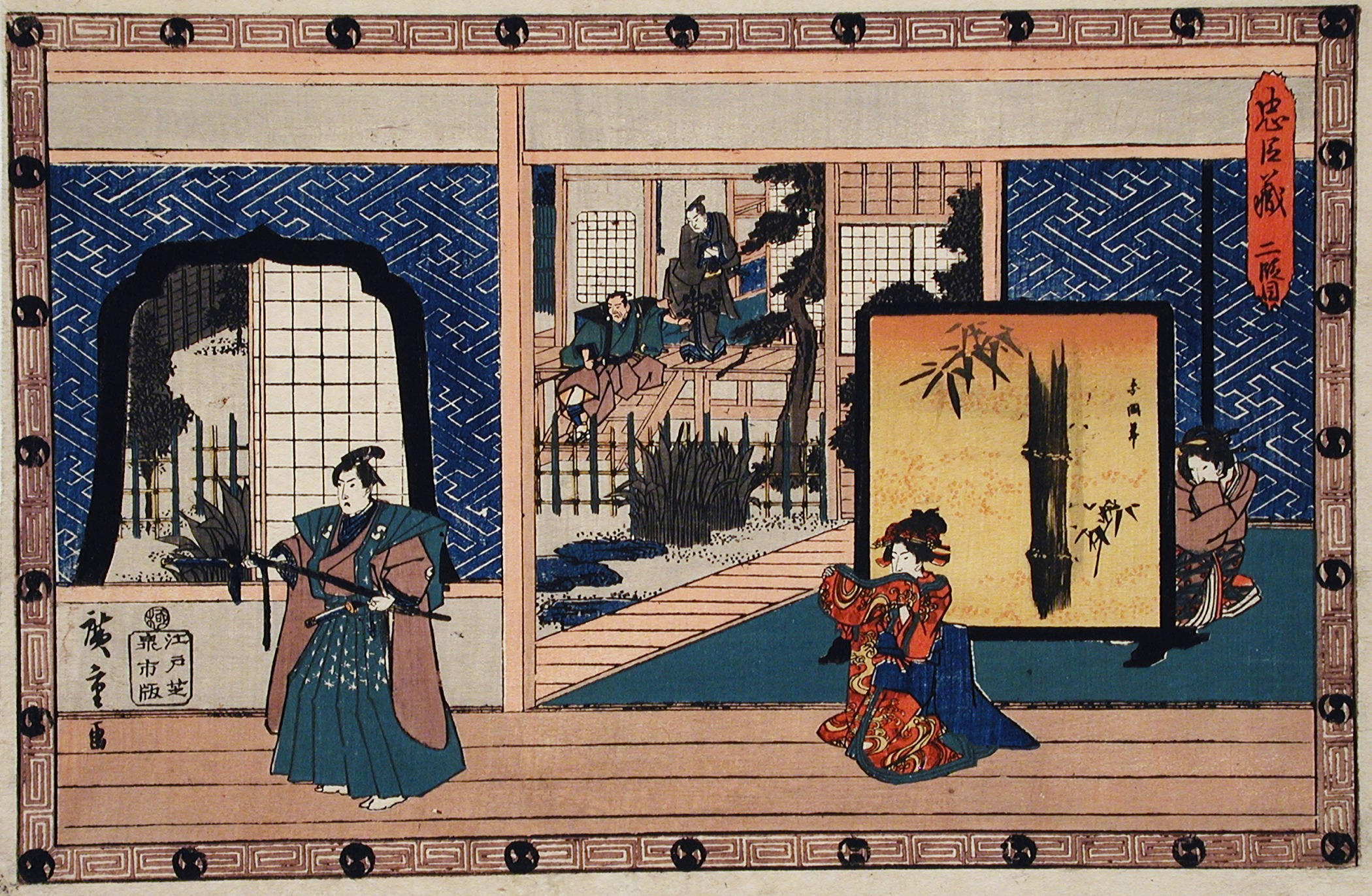
「忠臣蔵　二段目」　塩冶判官の使者として、大星由良助のせがれ力弥が若狭之助の館を訪れた。使者の役目を終え帰ろうとする力弥、それを見送る加古川本蔵の娘小浪。後ろの衝立の陰からは、母の戸無瀬がその様子を見守る。画面中央奥には、本蔵が松の枝を切って若狭之助に差し出す場面が描かれる。広重画。

（力弥使者の段）足利直義が鶴岡八幡に参詣した翌日のこと。時刻もたそがれ時、桃井若狭之助の館ではあるじ若狭之助が師直から辱めをうけたと使用人らが噂している。若狭之助の家老加古川本蔵はそれを聞きとがめる。そこへ本蔵の妻戸無瀬と娘の小浪も出てきて、若狭之助の奥方までもこの噂を聞き案じていると心配するので、本蔵は「それほどのお返事、なぜとりつくろうて申し上げぬ」と叱り、奥方様を御安心させようと奥に入る。
塩冶判官の家臣大星由良助の子息である大星力弥が、明日の登城時刻を伝える使者として館を訪れる。いいなづけの力弥に恋心を抱く小浪は本蔵や戸無瀬が気を効かせ、口上の受取役となるがぼうっとみとれてしまい返事もできない。そこへ主君若狭之助が現れ口上を受け取り、力弥は役目を終えて帰った。
（松切りの段）再び現れた本蔵は娘を去らせ、主君に師直の一件を尋ねる。若狭之助は腹の虫がおさまらず師直を討つつもりだと明かす。ところが本蔵は止めるどころか、若狭之助の刀をいきなり取って庭先に降り、その刀で松の片枝を切り捨て「まずこの通りに、さっぱりと遊ばせ」と挑発する。喜んだ若狭之助は奥に入る。見送った本蔵は「家来ども馬引け」と叫び、驚く妻や娘を尻目に馬に乗って一散にどこかへ去っていく。
⇒（三段目あらすじ）

### 解説（二段目）

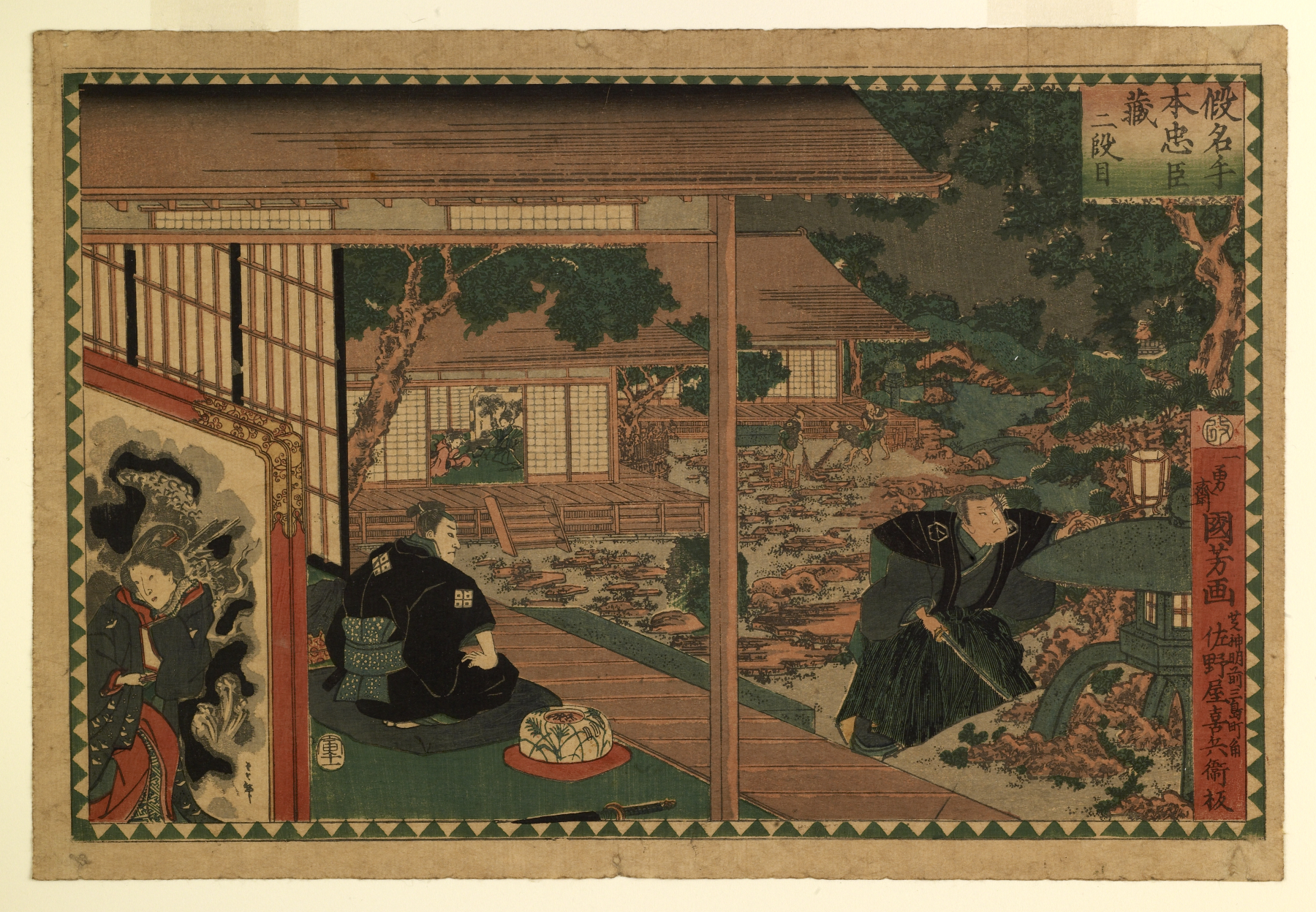
「仮名手本忠臣蔵　二段目」　本蔵が主君若狭之助の目前で、松の枝を切ろうとする場面を描く。画面左下隅でその様子を伺うのは戸無瀬。歌川国芳画。

桃井若狭之助安近は、その若さもあって気の短いお殿様である。その気短なお殿様が師直のような人間に、大名たちが居並ぶ公の場で「すっこんでろこのバカ！」などのように罵倒されては収まらない。そんな若狭之助には加古川本蔵という「年も五十の分別盛り」の家老が仕えていたが、その「分別盛り」であるはずの男が後先の考え無しに師直を斬ってしまえばよいと、無分別なことを主君に勧めて憚らない。まして家老という重い立場であれば、必死になって諌めるのが筋である。さらに本蔵はその話のすぐ後に、馬に乗ってどこかへ駆け出してゆく。「分別盛り」の男が血気にはやる主君を諌めもせず、大急ぎでどこへ行くつもりなのか。その答えは、このあとの三段目で明らかになるのである。
この段で、実説の大石内蔵助に当たる大星由良助の名がはじめて出てくる。その息子の力弥というのも実説の大石主税のことである。ただし由良助が姿を現すのは四段目になってからである。
なお歌舞伎の二段目については台本が二種類あり、ひとつは上のあらすじで紹介した原作の浄瑠璃にもとづくものだが、もうひとつこれを書き替えた「建長寺の場」というものがあり、これを「二段目」として上演することがある。これは七代目市川團十郎が初演し、その台本が上方の中村宗十郎に伝わったものだという。内容は、大序の鶴岡八幡で師直に罵られた翌日の夜、若狭之助が鎌倉建長寺に仏参ののち寺の書院で休息している。そこへ若狭之助を迎えに来た本蔵が、床の間の掛け軸に記されている文字をめぐって若狭之助とやりとりをし、その中で師直を斬るという若狭之助をやはり本蔵が諌めることなく、松の枝を切ってそれを勧めるというものである。ただしこの「建長寺」では舞台面が室内をあらわす平舞台の大道具なので、松を切るくだりでは床の間にある盆栽の松を切ることになっている。また七代目團十郎がはじめてこの「建長寺」を演じたときには、まず建長寺の住職となって若狭之助との禅問答があり、そのあと本蔵に替わって出たという。しかしいずれにしても現行の歌舞伎では、この二段目は通し上演の際にも省略しほとんど上演されることがない。文楽では松切りの段に比べて力弥使者の段の上演回数が少ない。

## 三段目・恋歌の意趣

### あらすじ（三段目）
（進物の段）新築の御殿に直義が逗留し、大名などはじめとして多くの名ある武士が直義饗応のため礼服に身を整えて詰めている。時刻も正七つの夜明け前でまだ辺りは暗い。そこへ館の門前に師直が烏帽子大紋の姿で、家来の鷺坂伴内に先払いをさせながら到着する。師直はあのかほよ御前のことをなおも執着し、どうやって物にしようかなどと伴内と話しているところに、若狭之助の家来加古川本蔵が師直に直接会いたいとこの場に来ているとの知らせが来る。さては若狭之助がその本蔵を遣わして、昨日の鶴岡での遺恨を晴らすつもりだな…ここへ呼び寄せやっつけてやろう。そう考えた師直は、伴内とともに刀の目釘をしめして本蔵を待ち構えた。

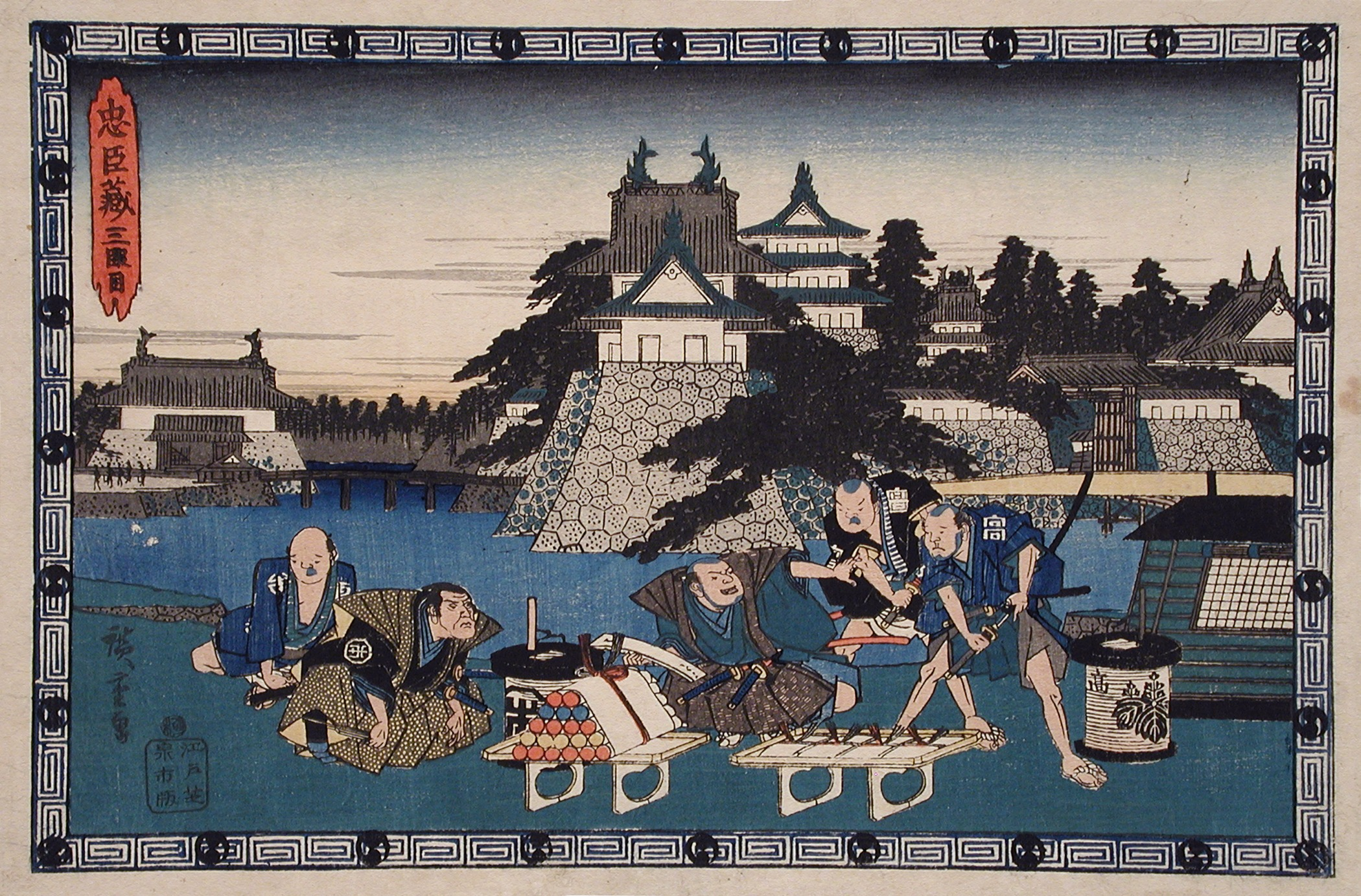
「忠臣蔵　三段目」　師直と伴内主従の前に現われた本蔵は、様々の進物を並べる。広重画。

ところが師直の前に出た本蔵は、意外な行動に出る。本蔵は師直の前をはるか退ってうづくまり、このたび将軍尊氏公より直義公饗応という名誉の役目を主人若狭之助は仰せ付けられ、本来若輩の若狭之助が首尾よく勤められるのも、みな師直様のお取り成しによる、そこでそのお礼として進物を差し上げたいと、師直の目前に黄金や反物など多くの進物を並べたのである。本蔵が仕返しに来たと思っていた師直と伴内、このありさまに拍子抜けして顔を見合わせた。
「…これはこれは痛みいったる仕合せ」と師直は言葉を改め、本蔵からの進物を取り収め若狭之助のことについて誉めだした。手の裏を返したこの師直の態度に、本蔵はしてやったりと内心喜ぶ。そして師直に挨拶して場を立とうとしたが、機嫌をよくした師直が殿中の様子をみてゆくがよいと熱心に勧めるので、それではと本蔵は、師直のあとについて門内へとは入るのだった。
（どじょうぶみの段）程もなく、供を連れた塩冶判官が到着するが若狭之助がすでに出仕していると聞き、「遅なわりし残念」と譜代の家来早の勘平ひとりを連れ、殿中へと急ぎ行く。
かほよ御前に仕える腰元のおかるは、かほよから師直あての文の入った文箱を持って門前まで来る。その恋人の勘平がふたたび門前あたりに来たのを見たおかるは、勘平を呼び止めた。勘平は文箱を主人塩冶判官の手から師直様へ渡すようにしようというところ、判官が勘平を呼んでいるとの声に勘平は文箱を持って館の内へと入った。すると入れ違いに伴内が現われる。いまの勘平を呼ぶ声は伴内のしわざであった。おかるに岡惚れする伴内は、恋敵の勘平がいないのを幸いにおかるにしなだれかかり口説くが、そこへ奴たちが来て「伴内様師直様の急ぎ御用」というので、仕方なく伴内は奴たちとともに立ち去った。
そこへまた勘平が出てくる。いまの奴たちは、勘平が頼んでわざと伴内を呼びにやらせたのである。二人きりとなった恋人どうし、手に手をとって逢引のためその場を立ち退く。
（館騒動の段）御殿では饗応のための能が催されるなか、若狭之助は「おのれ師直真っ二つ…」と、差した刀を握り締め師直を待ち構えていた。
師直が、伴内をともないそこへ来た。だが師直主従は若狭之助の姿を遠くから認めると、「貴殿に言い訳いたし、お詫び申す事がある」と刀を投げ出して鶴岡でのことを詫びる。「その時はどうやらした詞の間違いでつい申した…武士がこれ手を下げる」と師直は、伴内もともに若狭之助に対して幾度も詫びた。これが最前本蔵による進物のせいだとは知らぬ若狭之助、この師直のあまりの態度の変わりように拍子抜けし、また呆れて刀には手を掛けていたものの、抜くにも抜かれず困ってしまう。近くの物陰に隠れる本蔵は、あるじ若狭之助の様子をはらはらしながら見守っている。師直主従はさらに若狭之助に追従を重ね、若狭之助は戸惑いながらも、伴内に連れられて奥の間へと入るのだった。本蔵も無事に済んだことにほっとして、いったん次の間へと下がる。
あとには師直一人が残る。そこに塩冶判官が長廊下を通ってやって来た。
判官を見た師直は「遅し遅し。何と心得てござる。今日は正七つ時と、先刻から申し渡したではないか」という。本蔵から賄賂を受け取りはしたものの、本来なら若僧と馬鹿にする若狭之助に頭を下げ、追従を並べたことが師直にとっては内心面白くなく、機嫌を損ねていた。
しかし判官が「遅なわりしは不調法」と謝りつつ、勘平を通して届けられたかほよ御前からの文箱を取り出し師直に渡すと、師直はまたもがらりと様子を変え、執心するかほよの文が来たことに機嫌を直す。師直は文箱を開けて中身を改めた。…だがその内容は、師直の期待を大きく裏切るものだった。かほよの文には次の和歌が記されている。
「さなきだに　おもきがうへの　さよごろも　わがつまならぬ　つまなかさねそ」
これは『新古今和歌集』にある古歌であり、要するに塩冶判官というれっきとした夫（つま）を持つ自分への求愛はお断りしますという返事であった。
この恋の不首尾に、師直の怒りは収まらない。そしてこの怒りは、いま目前にする判官にぶつけられた。さてはこの夫の判官にも自分のことを打ち明けているのだろう…そんな勘繰りをしながら、判官の出仕が遅れたのは、奥方のかほよにへばりついていたからだろうとか、または判官のことを井戸にいる鮒に譬えるなどの悪口を、判官に向って散々に浴びせる。あまりのことに判官もついに堪忍袋の緒が切れた。
「こりゃこなた狂気めさったか。イヤ気が違うたか師直」「シャこいつ、武士を捕らえて気違いとは、出頭第一の高師直」「ムムすりゃ今の悪言は本性よな」「くどいくどい、本性なりゃどうする」「オオこうする」と判官は、刀を抜いて師直へ斬りつけた。

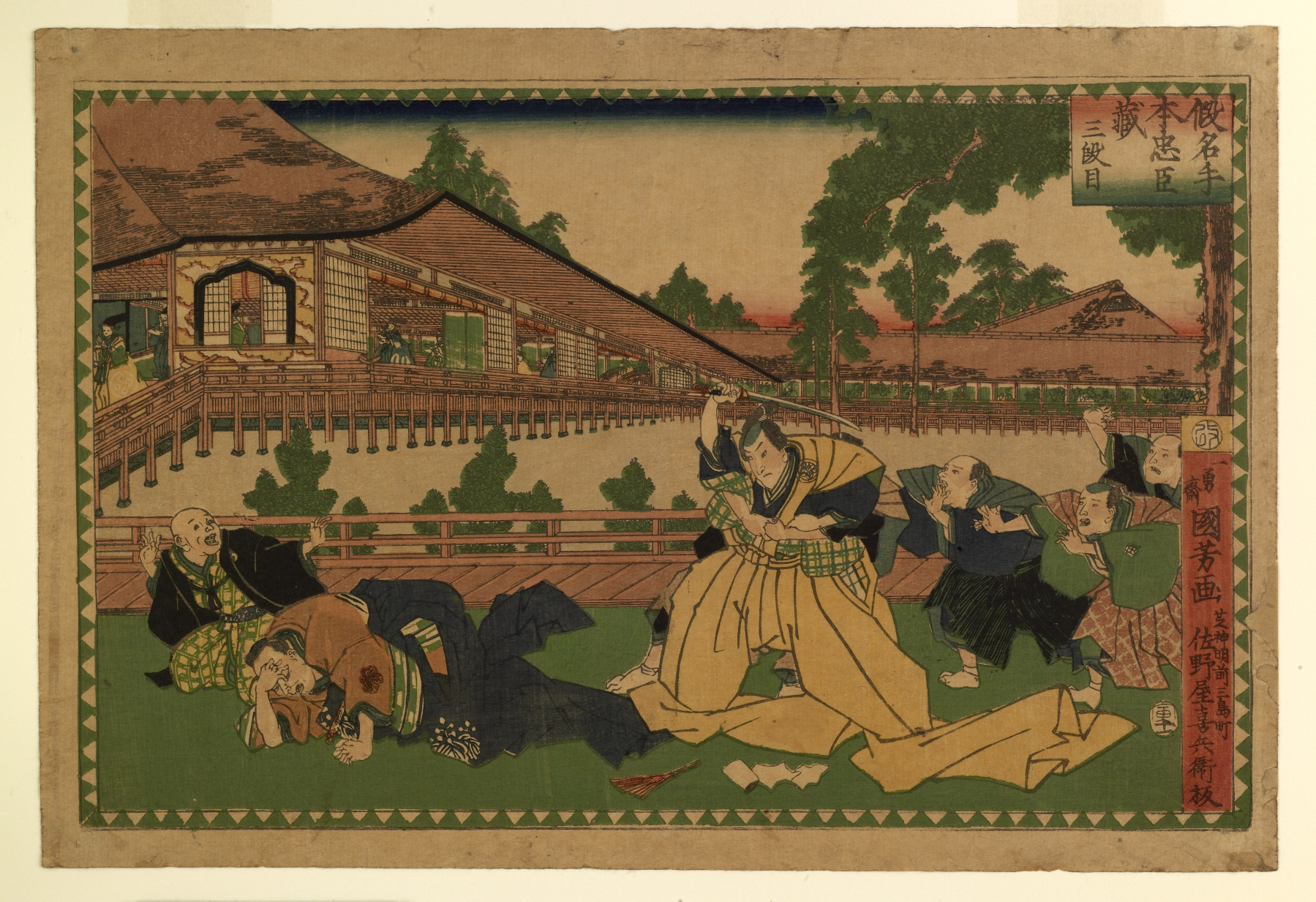
「仮名手本忠臣蔵　三段目」　師直からわけもわからず散々の悪口を浴びせられた塩冶判官は、ついに堪えきれず刀を抜き師直に斬りつける。国芳画。

判官が抜いた刀は師直の眉間を切る。なおも斬り付けようとする判官、だが次の間に控えていた本蔵がこれに気付き、判官を抱きかかえて止める。師直はその場を逃げ出し、騒ぎを聞きつけた大名たちも駆けつけ判官は取り押さえられ、館の内は上を下への大騒ぎとなった。

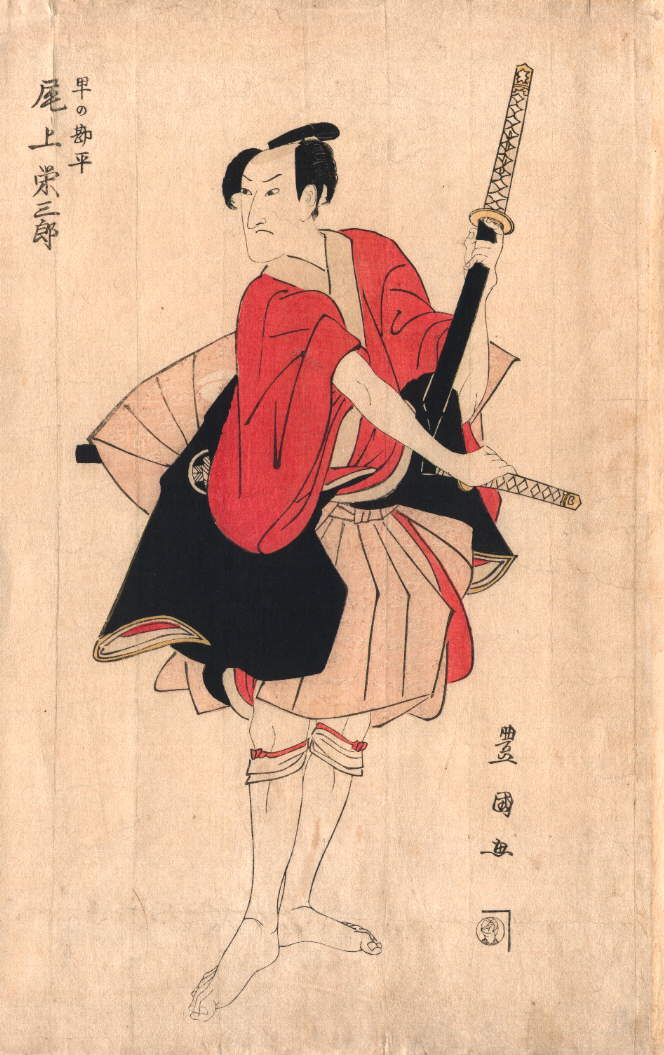
「三段目」　初代尾上榮三郎の早の勘平。文化2年（1805年）6月、江戸河原崎座。「裏門」での姿を描く。初代歌川豊国画。

（裏門の段）館は判官の刃傷により、表門裏門ともに閉められた。腰元のおかると情事の最中だった勘平は館で騒動が起こったことを知り、慌てて館の裏門へと駆けつけたが、聞けばあるじの判官が師直と喧嘩となって刃傷に及んだことにより、閉門を命じられ罪人の乗る網乗物で自らの屋敷に送られたという。
主家が閉門となったからには戻ることも出来ない。色事にふけって大事の主君の変事に居合わせなかったとは武士にあるまじき事…もはやこれまでと勘平は刀に手をかけ切腹しようとした。だがおかるがそれを止め、こうなったのも自分のせい、ひとまず自分の実家に来て欲しいといって泣き沈む。勘平は、いまは本国に帰っている家老の大星由良助が戻るのを待ってお詫びしようと、おかるのいうことを聞いてこの場を立ち退くことにした。
すると、鷺坂伴内が手下を率いて勘平を捕らえに現われた。勘平は「ヤアよい所に鷺坂伴内、おのれ一羽で喰いたらねど、勘平が腕の細葱（ほそねぶか）、料理塩梅食うて見よ」と、手下どもをやっつける。伴内も勘平に斬りかかるが、首をつかまれ投げ飛ばされた。勘平は伴内を斬り殺そうとするが、おかるが「そいつ殺すとお詫びの邪魔、もうよいわいな」と留めるのを、伴内は隙を見て逃げてゆく。もはや夜明け、明け六つの空が白む中、おかると勘平はこの場を落ちてゆくのであった。
⇒（四段目あらすじ）

### 解説（三段目）
二段目の最後で本蔵は馬で駆け出していったが、その理由がこの三段目で明らかとなる。すなわち機転を利かせて師直に賄賂を贈り、事を収めようとしたのである。この賄賂は功を奏し、若狭助は師直を斬る覚悟をするが師直が平謝りに謝るので拍子抜けし、結局斬ることができなかった。なお本蔵が二段目で若狭之助との話の最後に、若狭之助の刀をいきなりとって庭に降り、松の木の枝を切るが八代目坂東三津五郎によれば、これは松を切ることでそのヤニを刃に付け、それで再び刀を抜こうとしても抜きにくくしたのだという。 
「進物場」は現行の文楽と歌舞伎では師直は出ず、伴内の傍らにある駕籠に乗っていることになっている。歌舞伎では伴内が、本蔵が主の師直へ仕返しに来るのだろうと思い、「エヘンバッサリ」などといいながら中間たちと本蔵を討つ稽古をする。それが仕返しではなかったと知れた後のおかしみなど、伴内を演じる役者の腕の見せ所である。
そのあとかほよから師直に宛てた文箱を、腰元のおかるが持ちやってくる。おかるをめぐって早の勘平と伴内とのやり取りがあり、伴内を追い払うと勘平とおかるの逢引となるが、この勘平とおかるの軽率さがのちの六段目の悲劇への伏線となっていき、勘平の「色に耽ったばっかりに」の悲痛な後悔の台詞に繋がってゆく。筋としては重要な場面だが、現行の歌舞伎では上演時間の都合により省略され、ほとんど演じられることがない。このあたりの件りを「どじょうぶみ」というのは、伴内がおかるの前に現われるとき「鰌（どじょう）踏む足付き鷺坂伴内」という浄瑠璃の文句があることによる。また勘平の名について「早野勘平」とすることが多いが、原作の浄瑠璃では「早の勘平」としている。
「館騒動」は通称「喧嘩場」とも言い、この場面がいわゆる「刃傷松の廊下」にあたる。原作の浄瑠璃では若狭之助が奥へ入ったあと、「程も有らさず塩冶判官、御前へ通る長廊下」と塩冶判官が現われ、そこで師直に呼び止められる。「長廊下」というのが史実の「松の廊下」を思わせるが、歌舞伎では「足利館松の間の場」と称し、大きな松が描かれた大広間の大道具となっている。また大筋では変わらぬものの、原作の浄瑠璃とは段取りやせりふが歌舞伎では変わっている。東京（江戸）式でそのおおよその段取りを述べると以下のようである。
「進物場」から舞台が廻り、「松の間の場」になると思い詰めた若狭之助が長裃姿で花道より出てくる。すると上手より師直も伴内を連れて現われる。それを見た若狭助は本舞台へと駆けて行き、刀に手をかけて師直を斬ろうとするが、「これはこれは若狭之助殿、さてさてお早いご登城…」などと言いながら師直は卑屈に謝り、伴内も若狭之助にすがりつき止める。結局気勢をそがれた若狭之助は「馬鹿な侍だ！」と、一言罵倒して引っ込む。そのあと師直は伴内と「馬鹿ほどこわいものはないなァ」「御意にござりまする」などと話し、伴内が引っ込むと塩冶判官がこれも長裃姿で花道より出てくる。それを見た師直、「遅い遅い」と若狭之助に侮辱された憤懣を判官にぶつける。
そこへ折悪しくも、その師直へかほよから求愛を断る文が届く（東京の型では、判官はかほよからの文箱を持たずに出る）。かほよから返信がきたことにいったんは気をよくしたものの、例の「さなきだに」の和歌を見てすっかり機嫌を悪くした師直は、かほよのことを引き合いに出して判官に悪口しはじめる。これにむっとするも塩冶判官は抑える。だが「ハハハハハ…師直殿には御酒召されたか」というと師直は「何だ、酒は飲んでも飲まいでも、勤むるところはきっと勤むる武蔵守。コリャお手前、酒参ったか（飲んだか）」と、以下長ぜりふで判官のことを罵り、最後は「鮒だ鮒だ、鮒侍だ」という。ついに判官が腹に据えかね刀に手をかけるが、師直がそれを見て「殿中だ！」と叫ぶ。殿中での刃傷は家の断絶と、判官は必死にこらえる。それでもなお毒づく師直に耐えかねた判官は、ついに師直へ刃傷におよぶが、下手側に立ててあった衝立の陰から本蔵が飛び出し、判官を抱き止める。師直は上手へと逃げて入り、烏帽子大紋姿の大名たちが大勢出てきて判官を取り囲み止めるところで幕となる。
上方の型では若狭之助が師直を斬るのをあきらめて立ち去ろうとするとき、「昨日鶴岡において拙者への悪口雑言、そのとき斬り捨てんと思えども…」とやや長めのせりふを言い、最後に「馬鹿な侍だ」と言い捨てて引っ込む。十三代目片岡仁左衛門はこれを「大阪式」と称している。また上でも述べたように原作では判官がかほよからの文箱を師直に直接渡すが、東京式では判官の役が安く見えるとして、茶坊主が出てその場に届けることになっている。上方では原作通りに判官が文箱を持ち、花道から出てくる段取りである。 
師直が判官を罵るとき、「判官の出仕が遅れたのは、奥方のかほよにへばりついていたからだろう」と言うが、内山美樹子は判官のモデルである浅野内匠頭が女色を好み、昼夜の別なく女と居て戯れていたという『土芥寇讎記』の記事を引き、こうした風聞を踏まえた上で判官をこのように罵らせたのではないかと指摘している。
この段の師直は原作の浄瑠璃の本文にもあるように、本来は烏帽子大紋の姿であったが、歌舞伎では大紋の長袖では判官にからみにくいという理由で、現行のような着付けに長袴だけの姿となっている。ただし若狭助が引っ込んだ後、判官登場までの間に師直が舞台上に出した姿見で茶坊主や伴内たちに手伝わせ、長袴だけの姿から烏帽子大紋に着替えるという演出があった。これは「姿見の師直」と呼ばれ、三代目尾上菊五郎が創作した型だといわれるが、じつは三代目中村歌右衛門が始めたものである。師直が通りかかる大名たちに挨拶を交わしながら烏帽子大紋に着替え、のちに判官にからむくだりで烏帽子と大紋の上を取るというものだが、明治以降は五代目菊五郎と六代目菊五郎、その弟子の二代目尾上松緑が演じたくらいで、今日では全く廃れている。しかし歌舞伎における現行の師直の姿は、この「姿見の師直」の着替える前の姿がもとになっているのである。
「裏門」は「どじょうぶみ」のくだりと同様、現行の歌舞伎ではほとんど上演されることがなく、この「裏門」の代わりとして『道行旅路の花聟』がもっぱら上演されている。

### 道行旅路の花聟

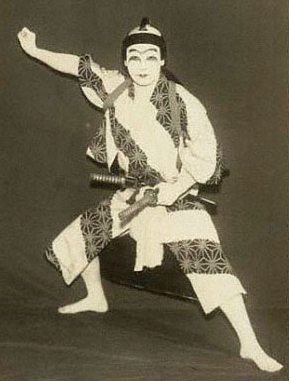
『道行旅路の花聟』　二代目尾上松緑の鷺坂伴内。

これは『仮名手本忠臣蔵』の元々の内容ではないが、現行の歌舞伎の通し上演では一体化して上演されている。 清元節を使った所作事で、天保4年（1883年）3月、江戸河原崎座で初演された。このときは『仮名手本忠臣蔵』を「表」すなわち本来の幕とし、その「裏」として段ごとに新たな幕を加えるという「裏表」の趣向で演じられたもので、この『道行旅路の花聟』は三段目の「裏」として出された所作事である。三升屋二三治の作。その語り出しが「落人も、見るかや野辺に若草の」と始まるところから、通称『落人』（おちうど）という。ただしこの語り出しは、じつは菅専助・若竹笛躬合作の浄瑠璃『けいせい恋飛脚』（安永2年〈1773年〉初演）からの焼き直しである。
内容はおかる勘平が駆け落ちを決意し、おかるの故郷山城国の山崎へと目指す途中、そのあとを追いかけてきた鷺坂伴内が二人にからむというものだが、その詞章は三段目の「裏門」から多くを拝借しており、「裏門」を書替えた所作事といえる。初演の役割は勘平が五代目市川海老蔵、おかるが三代目尾上菊五郎、伴内が尾上梅五郎。以来人気演目として、今日に至るも盛んに上演されている。楽しく色彩豊かな所作事で、さわやかな清元を聞きながら、軽やかで華やかな気分を味わう演目。せりふには地口も盛り込まれており、特に東京でよく出る。舞踊の定番の演目でもある。
なおこの所作事は、上で述べたように本来ならば三段目のあとに出すべきものであるが、戦後の昼夜二部制の興行では四段目の後に演じられている。つまり『落人』で昼の部を終り、五段目からを夜の部にする構成である。

### 蜂の巣の平右衛門
『道行旅路の花聟』が初演されたときに同じく三段目の「裏」として出されたのが、通称『蜂の巣の平右衛門』である。ただし近年では上演を見ない。内容は、塩冶家の足軽寺岡平右衛門が鎌倉から国許へ書状を届ける途中、近江の鳥本宿の茶店に立ち寄り休む。そこで巣にいた蜂がよそから来た蜂と争うのを見るなどして胸騒ぎを覚え、鎌倉へ引き返そうとするが、蜂の争いとは塩冶判官が師直へ刃傷に及ぶ兆しであったというもの。これも三升屋二三治の作であった。平右衛門は五代目海老蔵で、海老蔵はこの平右衛門を『道行旅路の花聟』の前に演じ、次に勘平へと早替りして出た。『蜂の巣の平右衛門』は『日本戯曲全集』第十五巻に台本が収録されているが、「四段目裏」となっている。

## 四段目・来世の忠義

### あらすじ（四段目）
（花籠の段）扇が谷にある塩冶判官の上屋敷は、あるじの判官が閉門を命じられたことにより大竹で以って門を閉じ、家中の者たちも出入りを厳重に禁じられていた。

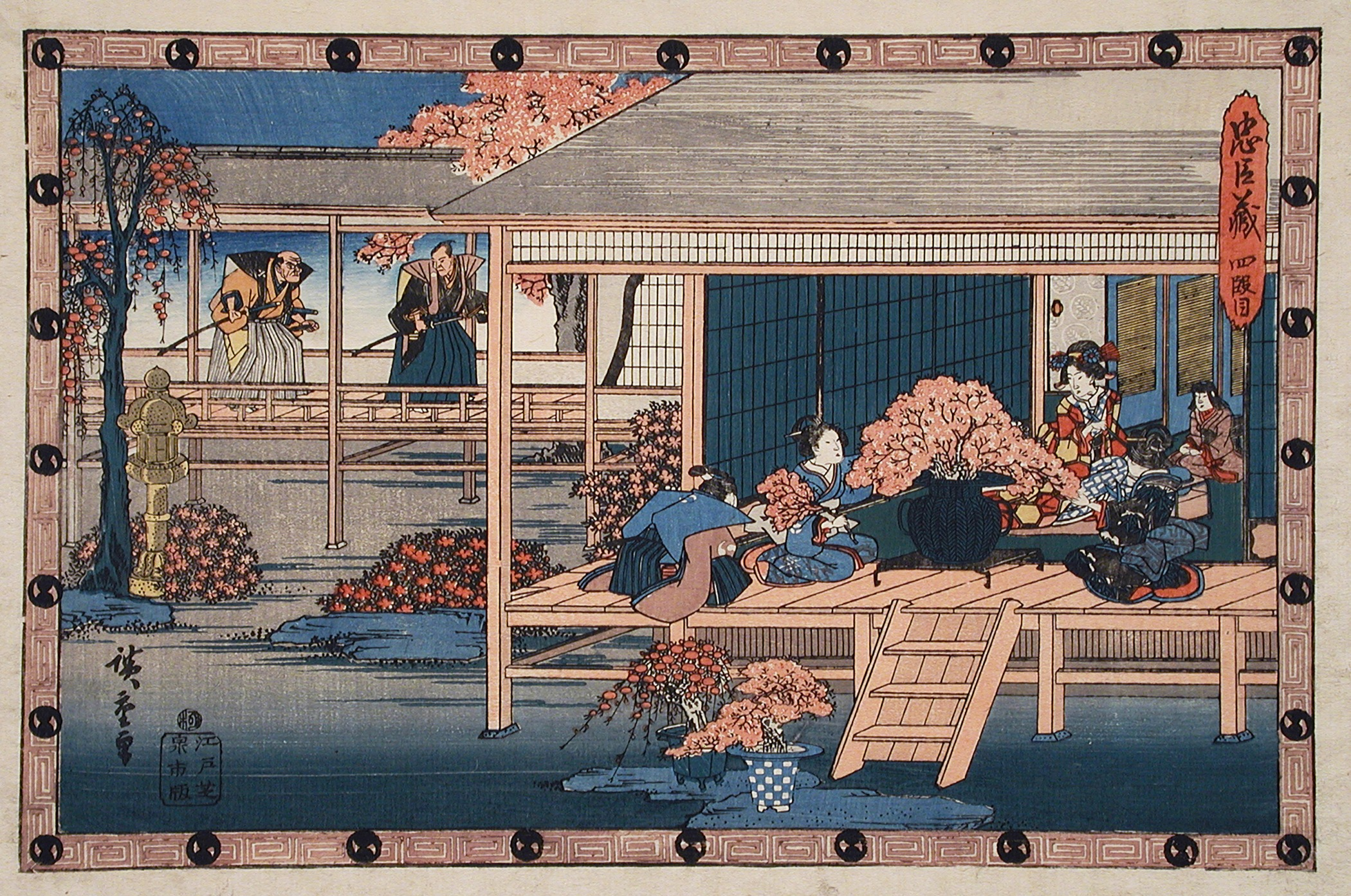
「忠臣蔵　四段目」　「花籠」の場面。かほよ御前が夫判官のために花を誂えているところに、原郷右衛門と斧九太夫が参上する。広重画。

そうして蟄居している判官に妻のかほよ御前は夫の心を慰めようと、大星力弥も伺候する前で八重桜を籠に生け、判官へ献上しようとするところに、諸士頭の原郷右衛門と家老の斧九太夫が参上する。郷右衛門によれば本日上使が館に来るとの知らせ、閉門を赦すという御上使であろうと郷右衛門はいうが、九太夫はそうではあるまいと打ち消し、師直に賄賂でも贈っておけばよかったなどという。これに郷右衛門は腹を立て九太夫と言い争いとなるのをかほよがなだめ、事の起こりはこのかほよから、あの「さなきだに」の和歌を師直に送らなければこんなことには…と嘆くのであった。そこへ「御上使のお出で」という声がするので、かほよをはじめとして人々は座を改め、上使を迎える。
（判官切腹の段）足利館から石堂右馬之丞、薬師寺次郎左衛門が上使として来訪した。情け深い石堂に比べ、師直とは親しい間柄の薬師寺は意地が悪い。一間より判官が出てきて上使に応対する。判官は切腹、その領地も没収との上意を申し渡される。これには同席していたかほよはもとより、家中の者たちも驚き顔を見合わせるが、判官はかねてより覚悟していたのかその言葉に動ずる気色も無く、「委細承知仕る」と述べた。そして着ているものを脱ぐと、その下からは白の着付けに水裃の死装束があらわれる。判官はこの場で切腹するつもりだったのである。だがせめて家老の大星由良助が国許から戻るまでは、ほかの家臣たちにも目通りすまい…と待つが、なかなか現れない。

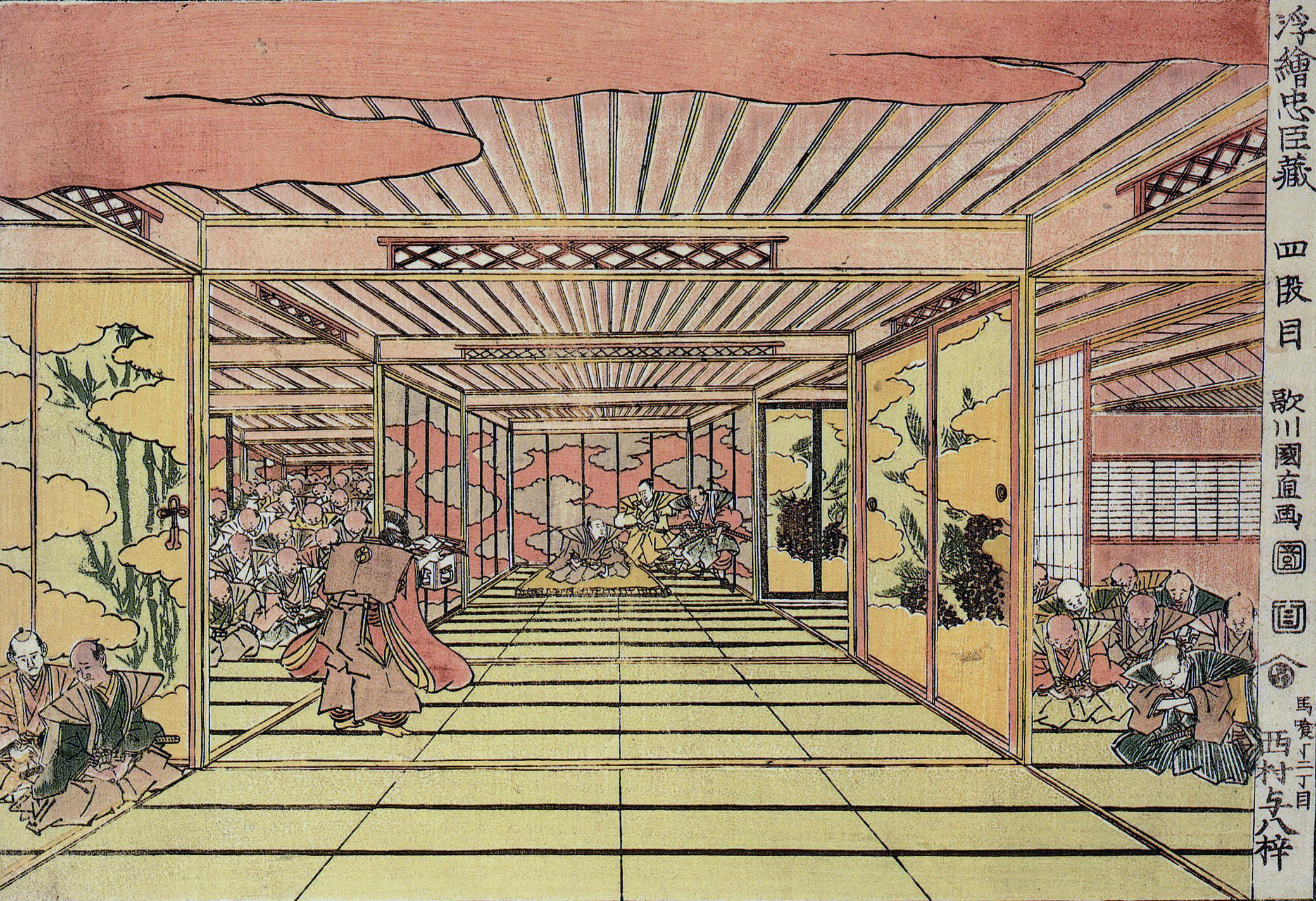
「浮絵忠臣蔵　四段目」　判官切腹の場面。室内の様子を一点透視法を強調した浮絵という技法によって描いたもの。座敷中央奥に判官、その右傍らには上使の石堂と薬師寺が並ぶ。力弥は画面左側、腹切り刀を三方に載せて捧げ持ち、判官のいる奥へと歩む。歌川国直画。

判官は力弥に尋ねた。「力弥、力弥、由良助は」「いまだ参上仕りませぬ」「…エエ存命に対面せで残念、残り多やな。是非に及ばぬこれまで」と、遂に刀を腹に突き立て、近くにいたかほよがそのさまを正視できず目に涙して念仏を唱える。そのとき大星由良助が国許より駆けつけ、後に続いて一家中の武士たちが駆け入った。「ヤレ由良助待ち兼ねたわやい」「ハア御存生の御尊顔を拝し、身にとって何ほどか」「オオ我も満足…定めて仔細聞いたであろ。エエ無念、口惜しいわやい」…と判官は刀を引き回し、薄れゆく意識の中で最後の力を振り絞り、「この九寸五分は汝へ形見。我が鬱憤を晴らさせよ」とのどをかき切って事切れた。由良助はその刀を主君の形見として押し頂き、無念の涙をはらはらと流すのだった。だがこれで判官の、余の仇を討てとの命が伝わったのである。
石堂は由良助に慰めの言葉をかけて帰り、薬師寺は休息するといって奥へ入った。上使の目を憚っていたかほよ御前はそれを見て、とうとうこらえきれず「武士の身ほど悲しい物のあるべきか」と判官のなきがらに抱きつき、前後不覚に泣き崩れるのだった。判官の遺骸は塩冶家菩提所の光明寺に埋葬するため、駕籠に乗せられるとかほよも嘆きつつそれに付き添い館を出て、光明寺へと急ぐ。
（評定の段）そのあと、一家中で今後のことについての会議をすることになった。由良助は家老斧九太夫と金の分配のことで対立し、九太夫はせがれの定九郎とともに立ち去る。ここで由良助は、残った原郷右衛門、千崎弥五郎ら家臣たちに主君の命を伝え、仇討のためにしばらく時節を待つように話す。やがて明け渡しの時が来る。由良助たちは「先祖代々、我々も代々、昼夜詰めたる館のうち」も、もう今日で見納めかと名残惜しげに館を出る。

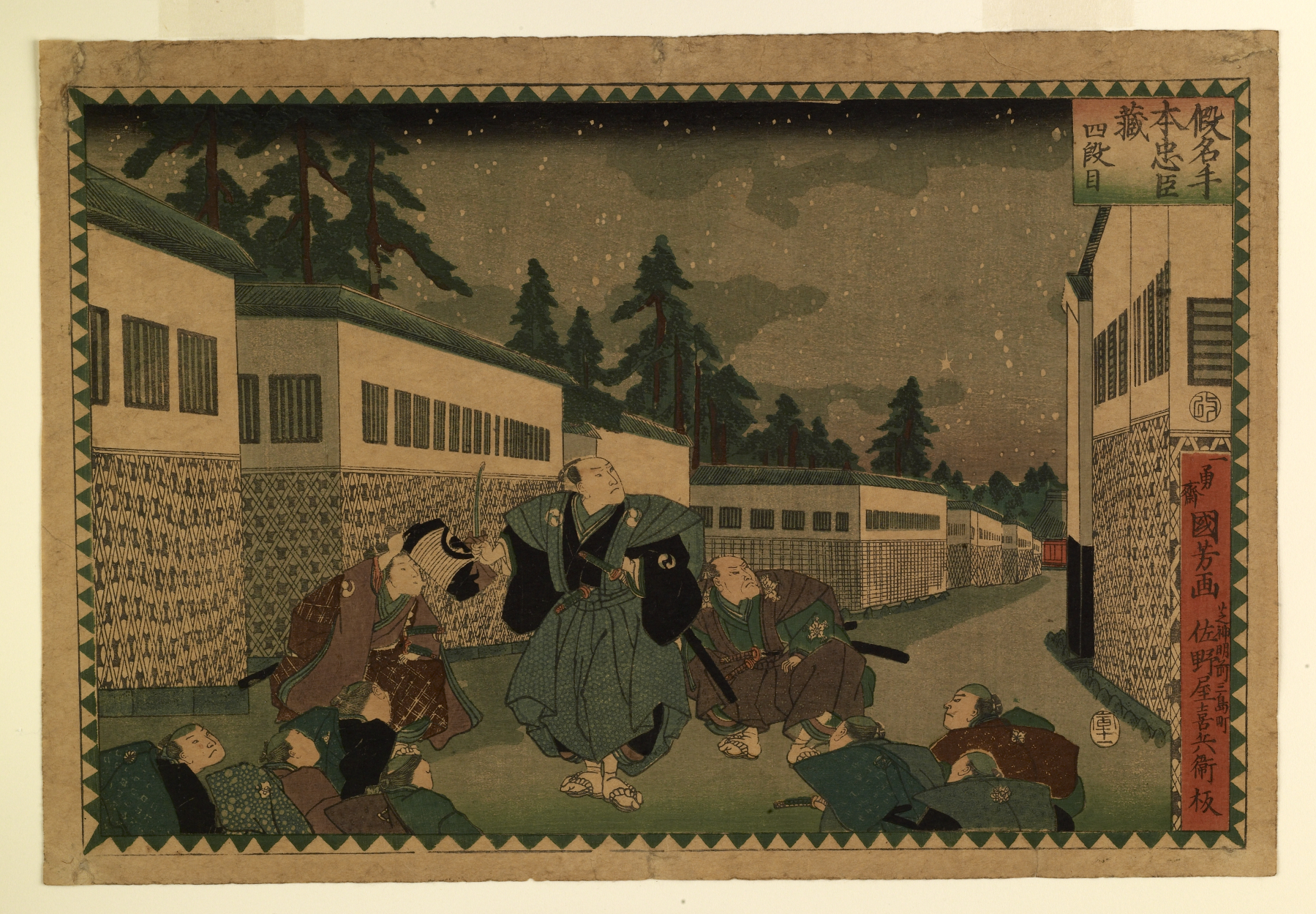
「仮名手本忠臣蔵　四段目」　いよいよ屋敷を明け渡す段となるが、なおも名残惜しそうに屋敷の方を見る由良助たち。現行の文楽と歌舞伎では由良助ひとりだけとなって門前から去ってゆくが、原作の浄瑠璃の本文では諸士とともに立ち去るように書かれているので、この絵の描写でも誤りではない。国芳画。

（城明け渡しの段）表門の前では屋敷明け渡しに反対する力弥ら若侍たちが険悪な雰囲気で立ち騒いでいる。そこへ出てきた由良助は判官が切腹に使った刀を見せ、師直に返報しこの刀でその首をかき切ろうと説得するので、人々は「げにもっとも」とその言葉に従う。だが屋敷の内には薬師寺が、「師直公の罰があたり、さてよいざま」というとどっと笑い声が起こる。その悔しさに屋敷内へと駆け込もうとする諸士を由良助はとどめ、「先君の御憤り晴らさんと思ふ所存はないか」というので皆は無念の思いを抱きつつも、この場を立ち去るのであった。
⇒（五段目あらすじ）

### 解説（四段目）
原作の浄瑠璃では最初にかほよ御前が花を誂える「花籠の段」があり、切腹の前のほっと心の安らぐ場面といえるが、歌舞伎では「花献上」とも呼ばれるこの場面は通常省略される。ここに諸士頭の原郷右衛門と家老の斧九太夫が来て、九太夫は師直に賄賂を贈っておけばよかったなどという。この斧九太夫のモデルとなったのは赤穂藩家老の大野九郎兵衛で、判官切腹後の「評定」においても、亡君のあだ討ちより自分も含めた家中の諸士に金を配り、すみやかに屋敷を明け渡そうというなど、後の「忠臣蔵」の物語に見られる大野九郎兵衛のイメージがすでに描かれているといえよう。なお原作の浄瑠璃では、このあと五段目に出てくる九太夫のせがれ斧定九郎も「評定」に同席しているが、現行の舞台では出てこない。また現行の文楽では「評定」はふつう省略される。
この四段目は異名を「通さん場」ともいう。その名の通り、この段のみ上演開始以後は客席への出入りを禁じ、遅刻してきても途中入場は許されない。出方からの弁当なども入れない。塩冶判官切腹という厳粛な場面があるためである。成句「遅かりし由良之助」のもとになった大星由良助はここで初めて登場する。
原作の浄瑠璃では「花籠」からそのまま同じ場面で判官が切腹するように書かれているが、歌舞伎では「花献上」と「判官切腹」とは場面を分け、いったんかほよ以下の人物たちが引っ込むと襖や欄間などを「田楽返し」の手法で変え、「判官切腹」の場になった。またかほよ御前は原作では「花籠」からそのまま上使を出迎え、判官の切腹にも嘆きつつ立ち会う。そして判官が事切れそのなきがらが駕籠に乗せられると、それに付き添って館を出ることになっているが、現行の歌舞伎では上使の石堂と薬師寺が引っ込んだあと、葬礼を表す白無垢の衣類に切髪の姿ではじめて舞台に現われ、由良助に向って「推量してたもいのう」などと嘆きつつ声を掛け、そのあと焼香などあって駕籠に付き添い引っ込むという段取りとなっている。七代目尾上梅幸によれば、古くは塩冶判官役の役者は駕籠に乗せられて引っ込むと、そのまま駕籠を降りずに担がれて自宅に帰ったという。
「城明け渡し」では、原作の浄瑠璃では由良助は家中の侍たちとともに門前を立ち去るが、現行の歌舞伎では由良助は力弥を含めた諸士を説得しその場を去らせた後、一人残って紫の袱紗から主君の切腹した短刀を取りだし、切っ先についた血をなめて復讐を誓う。この場の侍たちは由良助の説得に「でも」と揃って言葉を返そうとするところから、「デモ侍」と俗称される。現行の文楽においては「デモ侍」は登場せず、歌舞伎と同じく由良助ひとりだけで立ち去る。
由良助が門前から立ち去るべく歩み始めると、表門が遠ざかってゆく。実際には表門の大道具を次第に舞台奥へと引いてゆくのであるが、上方の型では1枚の板に門を描いた大道具で、それが上半分が折れてかえすと小さく描かれた門になる「アオリ」を用い、どんどん門が遠ざかってゆく様を表す。もっとも六代目尾上梅幸によれば、表門を奥へと引くようになったのは九代目市川團十郎が由良助を演じた時に始めたことで、それまでは東京（江戸）でも上方式の「アオリ」だったという。
歌舞伎では釣鐘の音、烏の声に見送られ（これは舞台裏で烏笛という笛を吹く）、由良助は花道の七三のあたりで座って門に向かい両手を突くのが柝の頭、そのあと柝無しで幕を引く（上方は柝を打つ）。幕外、懐紙で涙をふき鼻をかみ、力なく立ちあがって、下手から登場した長唄三味線の送り三重によって花道を引っ込む。
この「城明け渡し」の表門には、太い青竹2本を門の扉に筋違いに打ちつけて出入りさせない様を見せることがあるが、これは上方の型と文楽で見られるものであり、東京の舞台ではこの青竹は江戸の昔から用いられない。閉門となった武家の表門には、実際に上記のごとく青竹を打ちつけた。江戸では旗本のほか諸藩の武士も多く集まるところから、それら武士の目に遠慮して「青竹」を見せなかったという。それは、たとえ芝居の上の絵空事であろうとも閉門を意味するこの「青竹」は、大名旗本に仕える武士にとっては目にしたくないものだったからだといわれている。大坂あたりでは町人が中心の都市だったので、これをさして気にもせず舞台で見せていたようである。当時お家（大名家）がお取り潰しになるということは、現代の大企業が倒産するといった以上の衝撃を世間に与えていたのであり、そのお取り潰しとなる様子を脚色して見せたのが『忠臣蔵』だったのである。

## 五段目・恩愛の二つ玉

### あらすじ（五段目）
（鉄砲渡しの段）鎌倉より駆け落ちしたおかると勘平は、山城国山崎のおかるの実家にたどり着き、ふたりは夫婦となって暮らしていた。勘平は身過ぎとして猟師になり、この山崎のあたりで鹿や猿などを鉄砲でしとめ、今日も山中に獲物を求めて歩いている。そこへ六月（旧暦）の夕立に出くわし、あまりの雨の勢いの強さに松の木の下で雨宿りをする。だが雨はなかなか止まず、すでに日は暮れ夜になっていた。

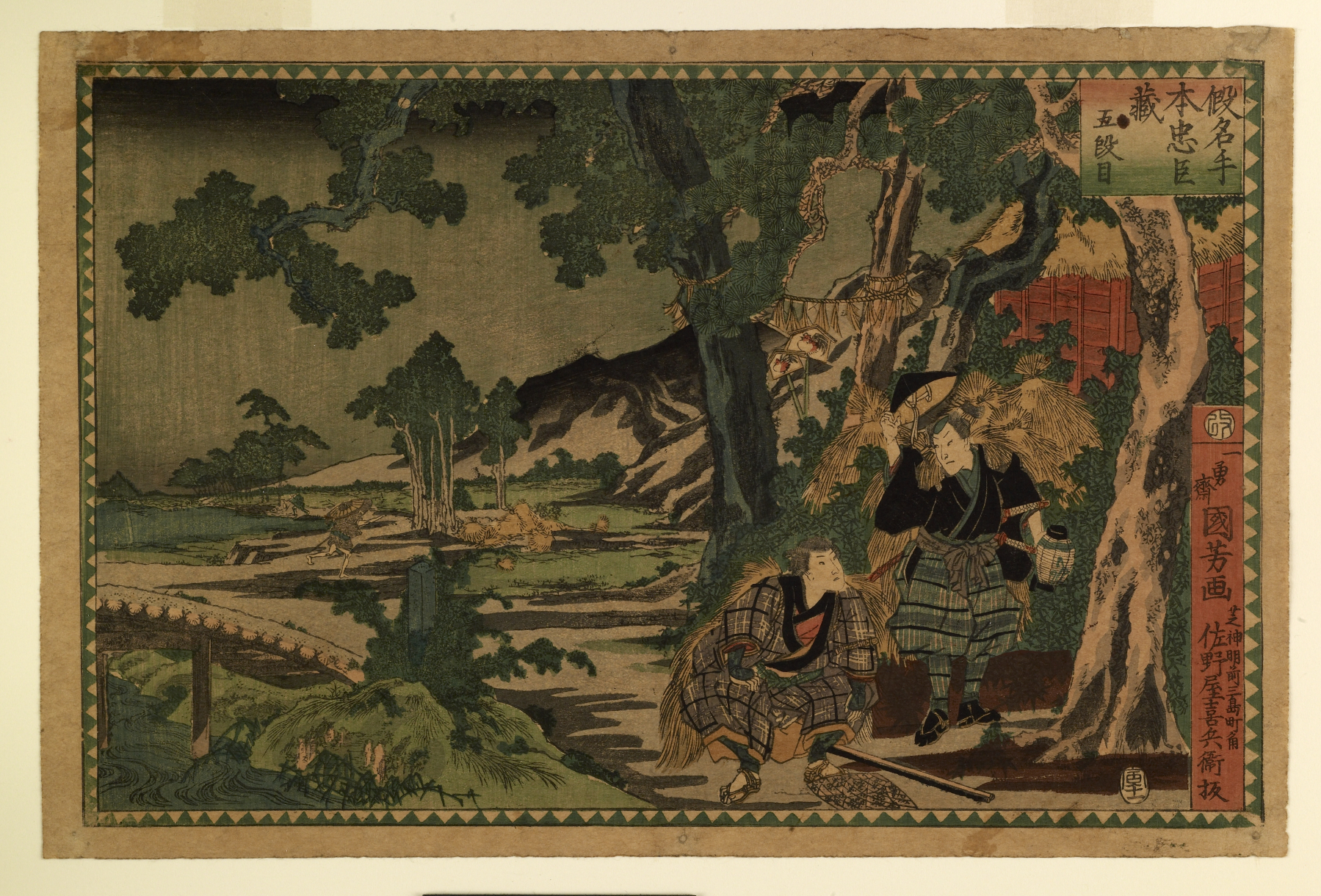
「仮名手本忠臣蔵　五段目」　鉄砲を持って狩をする勘平は、思いがけず以前の朋輩千崎弥五郎と出会う。国芳画。

うかつにも商売道具である火縄銃の火が、雨で消えてしまった。そこに運よく提灯を持ち合羽を着た男が通りかかるではないか。勘平はその提灯の火を分けてもらおうと、「イヤ申し申し。卒爾ながら火を一つ」とその男に近寄る。しかし男は鉄砲を所持している勘平を山賊だと思い込み身構え、「びくと動かば一討ち」と勘平を睨みつける。勘平は、こういう場所では盗賊と間違われるのも無理はないと思い、「鉄砲それへお渡し申す。自身に火を付けお貸し…」と言ったところで男が勘平の顔を見て、「早の勘平ならずや」と声を掛けた。なんと二人は顔見知り、この男はかつての塩冶判官の家臣、千崎弥五郎だったのである。
勘平は思いがけない朋輩との再会に驚き、しばしうつむいて言葉もなかった。お家の大事に有り合せる事ができず、こうして時節を待って主君判官にお詫びしようと思いのほか、ご切腹となってしまった。それというのもみな師直のせいとは聞いたが、どうすればその返報ができるだろうかと考えていたところ、仇討ちの謀議があるとの噂を聞いたので、ぜひともその連判状に加えてくれと勘平は千崎に頼む。千崎はそんな勘平の様子を見て不憫とは思ったが、かつての朋輩といえども仇討ちの大事を軽々しく口にはできぬと思い、「コレサコレサ勘平、はてさて、お手前は身の言い訳に取りまぜて、御企ての、連判などとは何のたはごと」とわざととぼけ、亡君の石碑建立の御用金を集めている…合点かと謎を掛ける。すなわち仇討ちのための資金を集めているということである。勘平はそれを飲み込み、その金を用立てると約束して今の住いを教える。千崎も承知し両名は別れた。

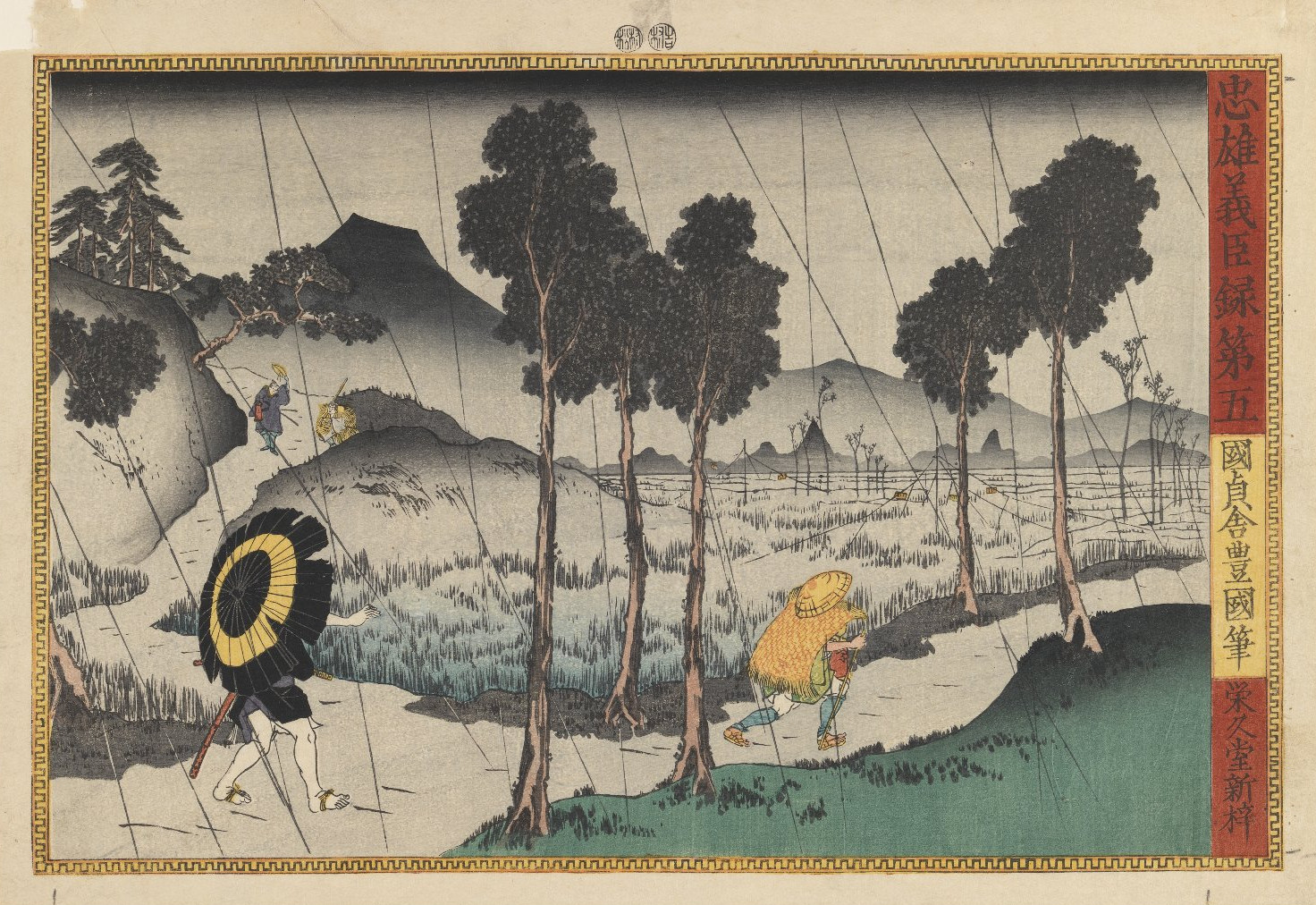
「忠雄義臣録　第五」　雨の降る夜道を急ぐ老人の後ろを、蛇の目傘をさした定九郎が追いかける。三代目豊国画。

（二つ玉の段）二人が別れて去ったあとまた雨の降りだす夜道を、杖をついて老人がやってきた。そこへもうひとり、「オオイ親父殿、待って下され」の声とともに怪しげな男が追いかけてくる。男は斧九太夫の息子の定九郎、親に勘当されて今では薄汚い盗賊である。

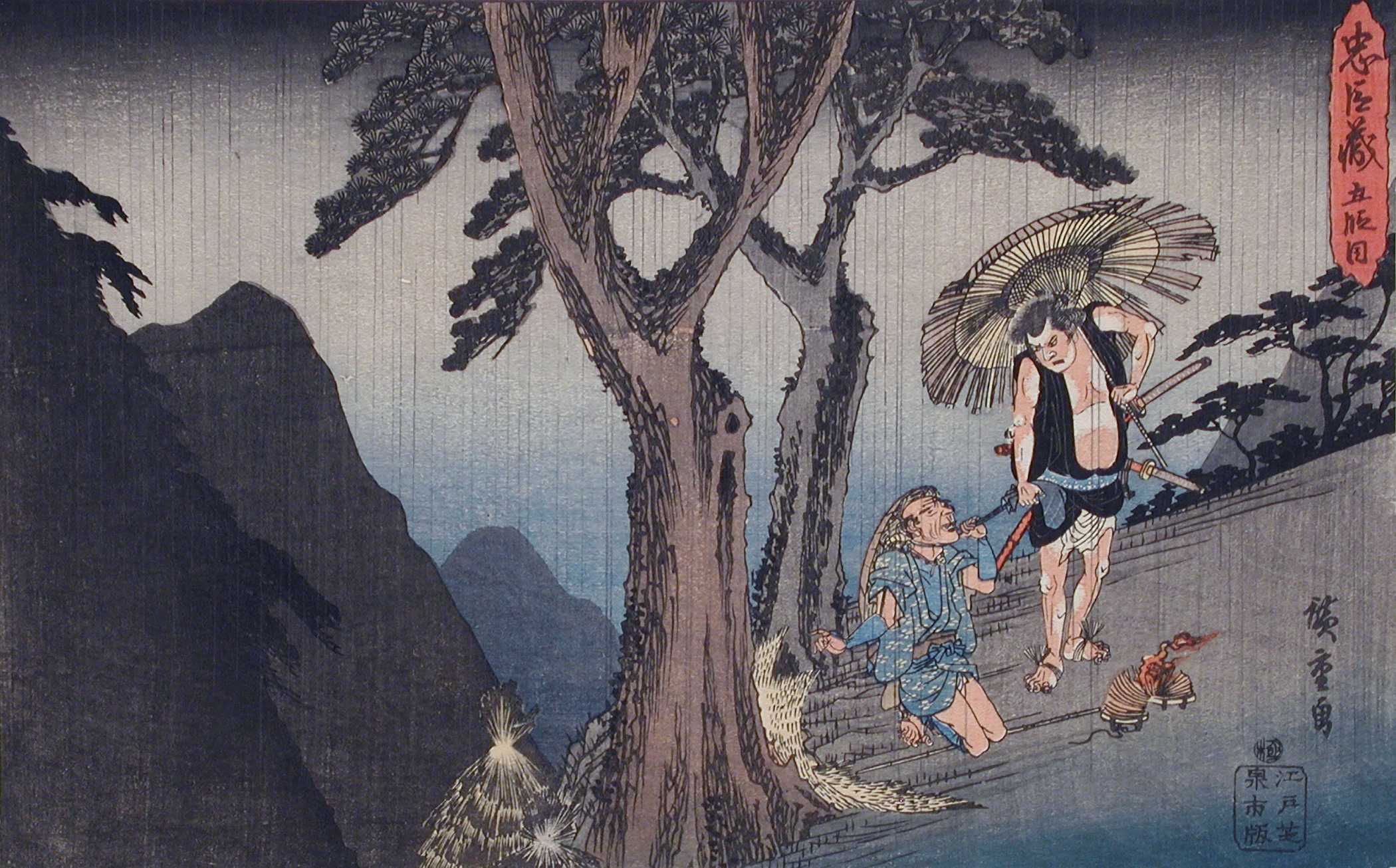
「忠臣蔵　五段目」　老人から金を奪おうとする定九郎。広重画。

「さっきにから呼ぶ声が、きさまの耳へは入らぬか…こなたの懐に金なら四五十両のかさ、縞の財布に有るのを、とっくりと見付けて来たのじゃ。貸してくだされ」と定九郎は老人の懐から無理やり財布を引き出す。それを抵抗する老人に「エエ聞きわけのない。むごい料理するがいやさに、手ぬるう言えば付き上がる。サアその金をここへまき出せ。遅いとたった一討ち」と無残に斬りつけ、老人が自分の娘の婿のために要る金、お助けなされて下さりませと必死に頼むのも取り合うことなく、定九郎はむごたらしく老人を殺した。そしてその財布を奪い、中身が五十両あるのを確かめて「かたじけなし」と財布の紐を首に掛け、老人の死骸を近くの谷底に蹴り落とした。
だがそのうしろより、逸散に来る手負いの猪。定九郎はあやうくぶつかりそうになるのをよけ、猪を見送る。その瞬間、定九郎の体を二つ玉の弾丸が貫く。悲鳴を上げる暇もなく、定九郎はその場に倒れ絶命した。
定九郎が倒れている場所に、猪を狙って鉄砲を撃った勘平がやってくる。猪を射止めたと思う勘平は闇の中を、猪と思しきものに近づきそれに触った。猪ではない。「ヤアヤアこりゃ人じゃ南無三宝」と慌てるが、まだ息があるかもと定九郎の体を抱え起こすと、さきほど定九郎が老人より奪った財布が手に触れた。掴んでみれば五十両。自分が求める金が手に入った。「天の与えと押し戴き、猪より先へ逸散に、飛ぶがごとくに急ぎける」。
⇒（六段目あらすじ）

### 解説（五段目）
ここから、場面は京に程近い街道筋へと変わる。この五段目の舞台となるのは「山崎街道」であるが、山崎街道とは西国街道を京都側から見たときの呼び名であり、西国街道とは山陽道のことである。山崎の周辺は、古くから交通の要衝として知られ、「天下分け目の天王山」で名高い山崎の戦いなど、幾多の合戦の場にもなってきた。この段の舞台は横山峠、すなわち現在の京都府長岡京市友岡二丁目の周辺であり、大山崎町ではない。
ところで、この五段目の定九郎に惨殺される老人とは何者か。後の解説に差し障るので先に解説すると、これはおかるの父与市兵衛である。その与市兵衛が雨の降る暗い中を、五十両という大金を持って道を急いでいるのはなぜか。その仔細は六段目で明らかになる。

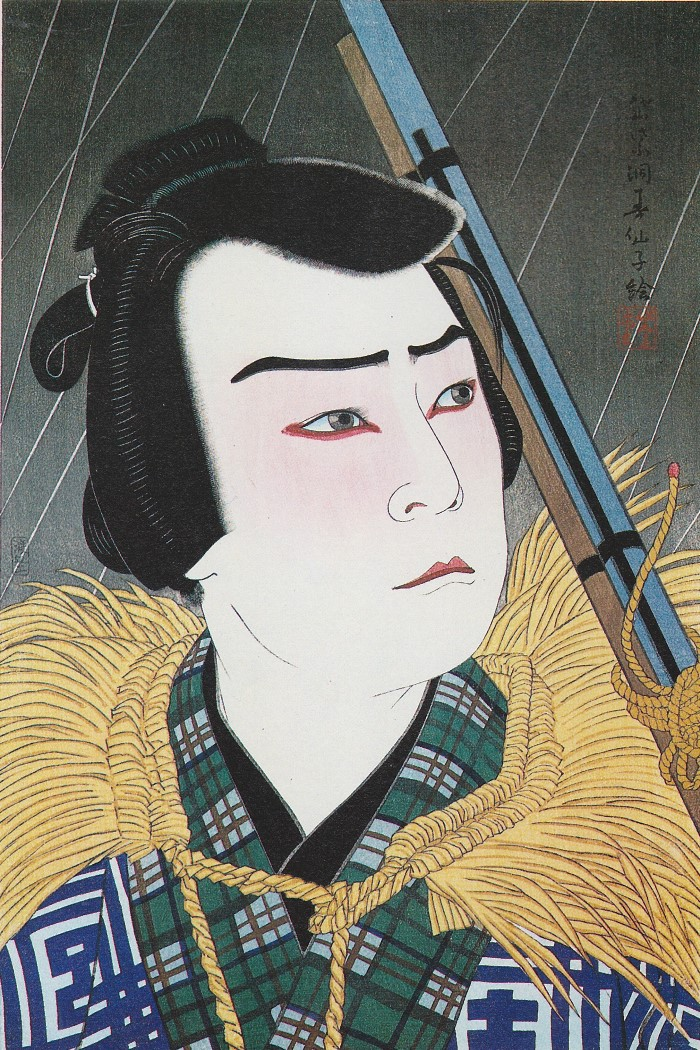
「五段目」　六代目菊五郎の早野勘平。名取春仙画。

五段目とこのあと続く六段目の勘平の型は三代目尾上菊五郎が演じたものを濫觴としており、これを五代目菊五郎が受け継ぎ、さらにその息子の六代目菊五郎が演じて完成させたもので、現行の東京式ではこれ以外の勘平の型はない。五代目尾上菊五郎は九代目市川團十郎とともに「團菊」とならび称された名優である。
「鉄砲渡し」は上方では「濡れ合羽」ともいう。千崎弥五郎は東京の型では蓑を着ているが、上方では合羽を着ているからである。時は旧暦の「六月二十九日」（現在の真夏、7月～8月）の深夜。この日が「六月二十九日」だったというのは、のちの七段目に出てくる。旧暦（太陰太陽暦）の「二十九日」は月の出ない暗闇である。天候は強烈に打ちつける雨が降っている（舞台構成上、これは強調されていない）。幕が開いて最初は勘平が笠で顔を隠し、時の鐘で笠をどけて顔を出す。まっ暗闇の舞台に勘平の白い顔が浮かび上がる優れた演出である。
「二つ玉」のくだりについては、現行の歌舞伎においては上で紹介した原作のあらすじからはかなり違った内容となっている。大きく異なるのは定九郎と与市兵衛にかかわる部分で、東京（江戸）での型、いまひとつは上方に残る型の二つがある。三人の人物が出てくるが、まずは現行の東京式の段取りを紹介すると次のようになる。
「鉄砲渡し」で勘平と千崎が別れて引っ込んだあと、舞台が廻って舞台中央に稲束のかかった稲掛け（稲束で出来た塀のように見える）、その左右に草むら等のある舞台面となる。「又も降り来る雨の足、人の足音とぼとぼと、道の闇路に迷わねど、子ゆえの闇に突く杖も、直ぐなる心、堅親父」という床の浄瑠璃のあと、与市兵衛が花道より出てきてそのまま本舞台に行き、稲掛けの前で休もうと座る。そこでいろいろとせりふがあって、最後に与市兵衛が財布を押し頂くと、後ろの稲掛けより手が伸びて財布を奪う、与市兵衛は驚いて稲掛けの中に入ろうとする。と、与市兵衛が刺されてうめき声を上げ倒れ事切れる。そして稲掛けの中から財布を咥え、抜き身を持った定九郎が現われ、着物の裾で刀の血糊を「忍び三重」という下座音楽に合わせてぬぐい、財布の中身を探って「五十両…」というせりふ。原作と違って定九郎が与市兵衛を追いかけ、声をかけることは無い。
その場を立とうと定九郎は与市兵衛の死骸を草むらに蹴り込み、蛇の目傘を差して花道にかかるが、花道向うから猪が走ってくる様子に定九郎は慌て、本舞台に戻り稲掛けの中に隠れる。花道から猪が出て本舞台へと行き、その中をひとまわりして駆ける。猪は上手に入り消える。定九郎は猪から逃げようと稲掛けの中から後ろ向きに出かかり立ち上がる。その姿は猪のようである（猪のように見せなくてはならない）。と、ぬかるみに片足を取られてよろめく。すると鉄砲の音とともに、定九郎、血を吐きあおむけに倒れこむ。
花道から出てきたのは、今発射したばかりの鉄砲を抱えた勘平。さらに花道で鉄砲を構え、本舞台に向けて撃つ。片手で火のついた火縄の真ん中を持ち、先端をぐるぐると回しながら本舞台へと行き、鉄砲の火を消し獲物に縄をかけるも、どうやら様子が変だ。「コリャ人！」薬はないかと死者の懐を探り財布の金を探し当て、いったんは財布を戻して去ろうとするが再び戻って財布を手にし、「天の助けと押し戴き、猪より先へ逸散に、飛ぶがごとくに」の浄瑠璃通り花道を引っ込む（非常に技巧的に難しい）。
上方歌舞伎の演出はこれとはまた違っている。与市兵衛が現れて稲掛けの前にしゃがみこんだところ、突如二本の手が現れ、与市兵衛の足元をつかむ。定九郎の手である。そのまま引き込んで、与市兵衛を刺し殺す。定九郎は、やはり与市兵衛を殺すまで一言も発しない。また定九郎のなりは山賊そのもののぼろの衣装である。通常この役は端役として大部屋役者に割り当てられる。二代目實川延若は勘平、与市兵衛、定九郎三役早替りの演出を行っていた。この型は三代目實川延若を経て今日では四代目坂田藤十郎に伝わっている。上方歌舞伎らしい見せ場の多いやりかたである。

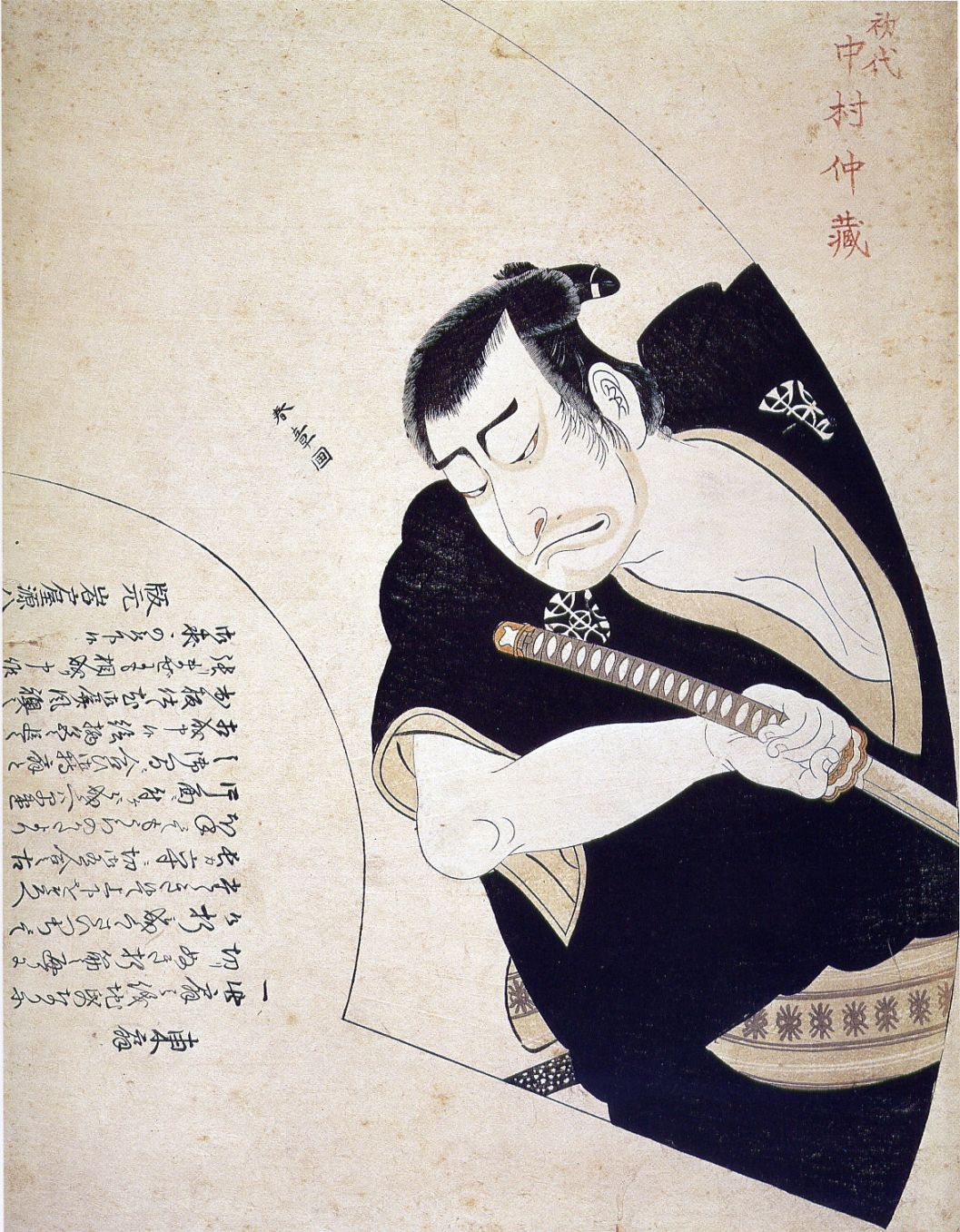
初代中村仲蔵の斧定九郎。勝川春章画。

初代中村仲蔵はこの定九郎の人物設定そのものを変え、二枚目風の役にした。五段目の定九郎はもとはどてら姿のいかにも山賊らしい拵えだったのが、仲蔵は黒羽二重の着付け、月代の伸びた頭に顔も手足も白塗りにして破れ傘を持つという拵えにしたのである。そもそも定九郎は、勘当される前は家老の息子である。この仲蔵がはじめた拵えは大評判となり、以後ほかの役者もこの姿で演じ、定九郎は若手人気役者の役ともなった。仲蔵自身も、門閥外だったにもかかわらず大きく出世する節目となる役であった。この仲蔵の創案した拵えは「仲蔵型」と呼ばれ、文楽にも逆輸入され演じられている。また「仲蔵型」にまつわるエピソードは講談や落語においても取り上げられ、人情噺、出世話として広く知られた（中村仲蔵 (落語)参照）。
ただし仲蔵はその扮装を大きく変えはしたものの、実際にはおおむね上で紹介した原作の内容通りに演じたようである。定九郎が現在のように稲掛けから現れるようになったのは、四代目市川團蔵が定九郎と与市兵衛を早替りでやったときの型が伝わったもので、稲掛けの中で与市兵衛から定九郎へと早替りして出た。この早替りでの段取りを、定九郎と与市兵衛を別々の役者で演じても使うようになったのである。また『仮名手本忠臣蔵』を演じた役者たちの評を集めた『古今いろは評林』（天明5年〈1785年〉刊）には仲蔵の定九郎について、「仲蔵二度目あたりより黒羽二重の古き着物に成り、やぶれ傘さして出るなど仕はじめたり」とある。仲蔵がはじめて定九郎を演じたとき、今のような黒地の着物だったかどうか定かではなく、傘も持っていなかったらしいことがうかがえる。仲蔵は定九郎を生涯に八度演じたが、そのなかで回を重ねるごとに拵えなどを工夫し「仲蔵型」を作り上げたと見られ、それがのちの役者たちに受け継がれている。
この定九郎に九代目團十郎は、さらに多くの演出変更を行なった。その一つが金を数える定九郎の科白である。「五十両、かたじけない」というせりふだったのを、「かたじけない」を取り「五十両…」だけにした。つまり歌舞伎では全編を通して、定九郎の科白が「五十両」たった一つだけになったのである（現行では、四段目に定九郎は出ない）。
ところで従来から問題になっているのが、「二つ玉」についての解釈である。浄瑠璃の本文では「…あはやと見送る定九郎が、背骨をかけてどっさりと、あばらへ抜ける二つ玉」とあり、「玉」とは鉄砲の弾丸のことだが、この「二つ玉」の「二つ」が何を意味するかで解釈が分かれている。東京式では「二つ」とは回数のことだとして勘平は鉄砲を二発撃ち、二発目は花道に出て鉄砲を構え撃つ。上方では、二つ玉の意味を二つ玉の強薬（つよぐすり）、すなわち「火薬が二倍使われている威力の強い玉」と解釈し一発しか撃たず、花道で撃つこともない。『浄瑠璃集』（『新潮日本古典集成』）の注では「二つ玉」について『調積集』を引き、それによれば弾丸と火薬を二発分、銃にこめて撃つことであるとしている。なお十三代目片岡仁左衛門は上方歌舞伎の役者だが、鉄砲を東京式に二発撃っている。「出てきて、一発撃ってきまると、きっぱりする」からだという。
原作では「飛ぶがごとくに急ぎける」と、金を手にした勘平はすぐさまその場を走り去るが、歌舞伎では探り当てた財布をいったん手放して花道へと行き、しかし「あの金があれば…」と考えてまた戻り、金を手にすると花道を駆けて引っ込む。そのまま何の気兼ねも無く金を持っていったのでは、のちの六段目の勘平に同情が集まらないということで工夫された型である。これも三代目菊五郎の工夫と伝わる。

## 六段目・財布の連判

### あらすじ（六段目）
（身売りの段）勘平が定九郎を誤って撃ち、その懐から金を奪って去った夜、その夜も明けて朝が来た。ここは勘平夫婦が身を寄せているおかるの親与市兵衛の家である。
寝床より起きたおかるが身仕舞いをすますところに、与市兵衛の女房でおかるの母が帰ってきた。与市兵衛は前日から出かけており、それがもう戻ってもよい時分なのにまだ帰らないので、母が近くまで様子を見に行っていたのだった。与市兵衛を案じる母と娘が話をする中、そこに京の祇園町から人が訪れる。それは女郎屋一文字屋の主人であった。

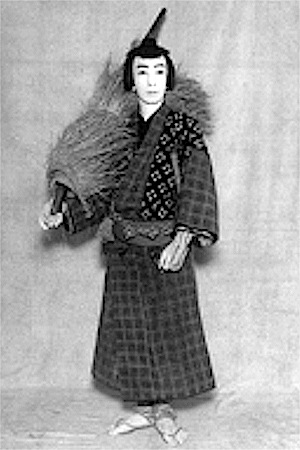
「六段目」　二代目林又一郎の勘平。着ていた蓑を鉄砲にくくりつけ、それを担いで帰ってきた。

おかるは、じつはこの一文字屋に女郎として身を売ることになっていた。与市兵衛はその相談に京の都まで行き、一文字屋におかるの身売りを条件に百両の金を貸してくれるよう頼んだので、一文字屋は与市兵衛と証文を交わし、前金として五十両の金を渡すと与市兵衛は喜んで帰っていった。それが昨夜の四つ時のことである。だがその与市兵衛はまだ戻らない。とにかく証文を交わして金を渡したからにはもはやこちらの奉公人、おかるは連れて行くと一文字屋は後金の五十両を出し、母親が止めるのも聞かずに同道してきた町駕籠におかるを押し込みこの家を立とうとする。そこへ鉄砲を持った勘平が帰ってきた。
勘平はこの場の仔細を聞いた。おかるの母は、予てから勘平には金が要る事があると以前より娘おかるから聞いていたので、どうにかしてそれを工面してやりたいと思っていたが、ほかに当てもない。そこで与市兵衛が娘を売り金にして婿の勘平に渡そうと考え、昨日からその与市兵衛が祇園町まで行きこの一文字屋と話をつけ、前金の五十両を受け取ったはずだがまだ戻らないと勘平に話す。勘平は与市兵衛夫婦の心遣いに感謝し、与市兵衛がまだ戻らぬうちは女房は渡せないという。
だが、一文字屋の話に勘平は愕然とする。
与市兵衛は五十両の金を持っていく時、手ぬぐいを金にぐるぐる巻いて懐に入れた。それでは危ないと一文字屋は与市兵衛に財布を貸した。与市兵衛はその財布に五十両を入れて持って帰った。その財布とはいま自分が着ているものと同じ縞模様の布地だという。まさか…と勘平は昨夜の死体（定九郎）から自分が奪った財布をこっそり見た。見れば一文字屋が着ているものと全く同じ色と模様。なんということだ、昨夜自分が鉄砲で撃ち殺し、その懐から金を奪ったのは他ならぬ舅どの…！
あまりのことに勘平が放心していると、おかるが父与市兵衛に会わずこのまま行ってよいものかどうか尋ねる。勘平は、じつは与市兵衛には今帰った道の途中で出会ったから、安心するようにと、やっとの思いで嘘をいう。おかるはその言葉で納得し、夫や親との別れを惜しみながらも、一文字屋の用意した駕籠に乗って京の祇園町へと向かうのだった。
（勘平切腹の段）嘆き悲しみながらもおかるを見送った母親は、勘平に与市兵衛のことを尋ねる。さきほど途中で会ったといったが、どこで会ったのか。だがそれについて勘平が、まともに答えられるわけがない。そこへ、猟師たちが与市兵衛の死骸を戸板に乗せてやってきた。夜の猟を終えて帰る途中、与市兵衛が死んでいるのを見かけたのだという。母は夫与市兵衛の死骸を見て驚き、泣くより他の事はなかった。猟師たちもこの場の様子を不憫に思いつつ立ち去る。
ふたりきりになった勘平と母。母は涙ながら勘平に問う。いかに以前武士だったとはいえ、舅が死んだと聞いては驚くはず。道の途中で会った時、おまえは金を受け取らなかったか。親父殿はなんといっていた。返事ができないか。できないだろう、できない証拠はこれここにと、勘平に取り付いてその懐から財布を引き出した。

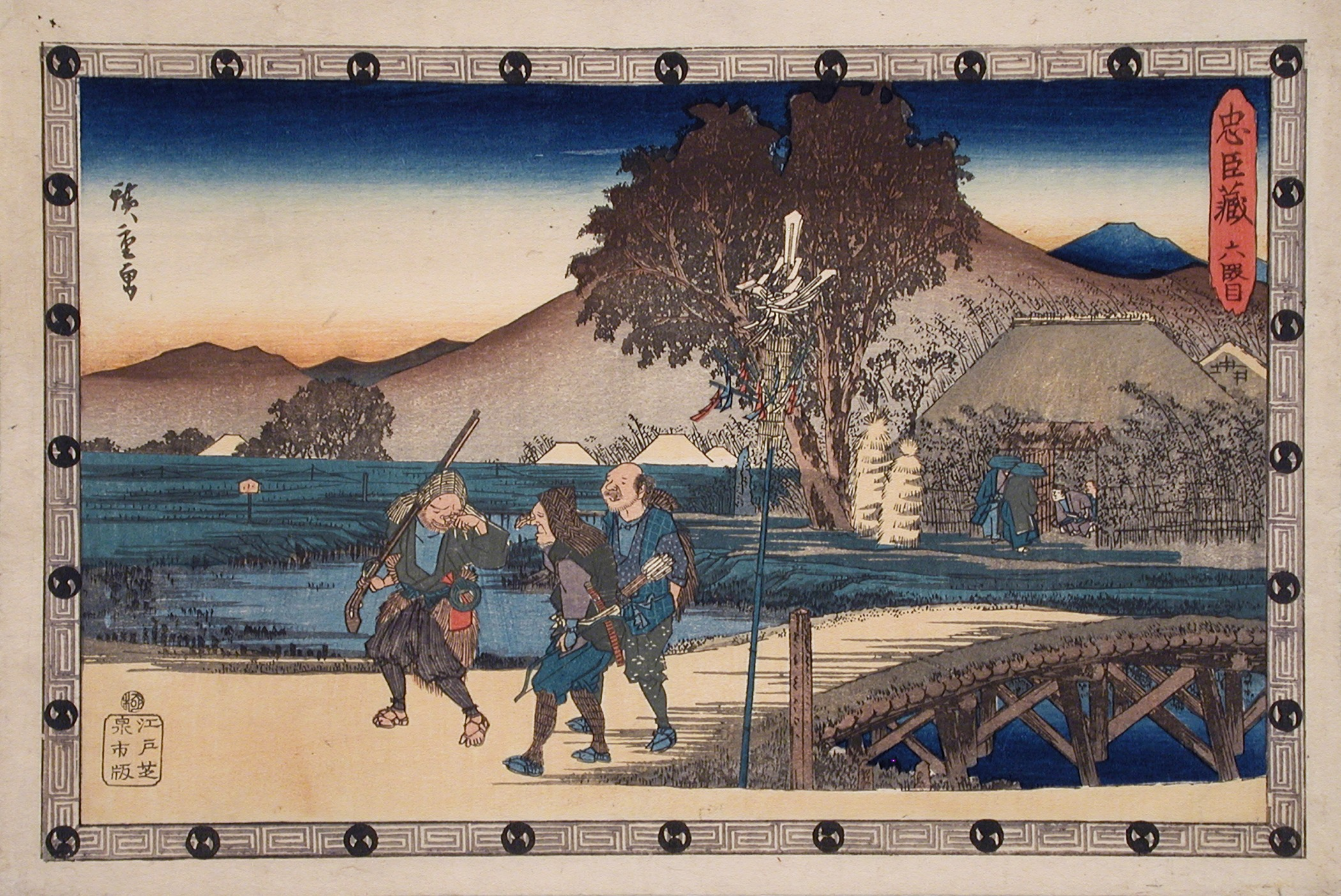
「忠臣蔵　六段目」　画面手前には与市兵衛の死骸を届けて帰る猟師たち、画面右奥には勘平の住いに二人の侍、千崎弥五郎と原郷右衛門が訪れているのが描かれる。広重画。

さっき勘平がこの財布を出していたのを、母はちらりと見ていたのである。財布には血も付いている。一文字屋がいっていた財布に間違いない。「コレ血の付いてあるからは、こなたが親父を殺したの」「イヤそれは」「それはとは。エエわごりょはのう…親父殿を殺して取った、その金誰にやる金じゃ…今といふ今とても、律儀な人じゃと思うて、騙されたが腹が立つわいやい。…コリャここな鬼よ蛇よ、父様を返せ、親父殿を生けて戻せやい」と母は勘平の髻を掴んで引寄せ、散々に殴り、たとえずたずたに切りさいなんだとて何で腹が癒えようと、最後は泣き伏すのだった。勘平もこれは天罰と、畳に食いつかんばかりに打ち伏している。そんなところに、深編笠をかぶったふたりの侍が訪れた。
訪れたのは千崎弥五郎と原郷右衛門である。勘平は二人を出迎え、内に通した。勘平は二人の前に両手をつき、亡君の大事に居合わせなかった自分の罪が許され、その御年忌に家臣として参加できるよう執り成しを頼む。すなわち亡君の仇討ちに自分も加わりたいという願いである。だが郷右衛門の言葉は勘平の期待を裏切る。勘平はじつは、ここに帰る途中で大星由良助に弥五郎を通じて例の五十両の金を届けていた。しかし由良助は、殿に対し不忠不義を犯した駆け落ち者からの金は受け取れないとして、金を返しに郷右衛門たちを遣わしたのである。郷右衛門は勘平の前に五十両を置く。
そんな様子を聞いていた母は、「こりゃここな悪人づら、今といふ今親の罰思ひ知ったか。皆様も聞いて下され」と、勘平が与市兵衛を手にかけたといういきさつを話し、お前がたの手にかけてなぶり殺しにして下されと、ふたたび泣き伏す。郷右衛門と弥五郎はびっくりし、刀を取って勘平の左右に立ち身構えた。

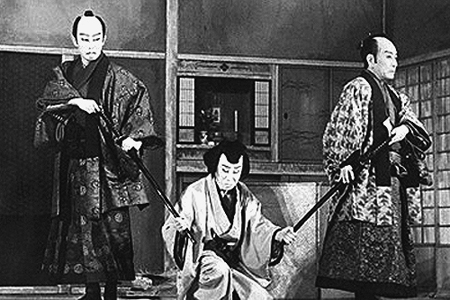
「六段目」　「ご両所ご両所、しばらくしばらく、亡君の恥辱とあれば、一通り申し開かん…」勘平が舅を殺して金を奪ったと聞いた弥五郎たちは立ち去ろうとするが、勘平はふたりの刀のこじりを捉え、必死になって引き留めようとする。左から八代目市川雷蔵の千崎弥五郎、三代目市川壽海の勘平、八代目市川中車の不破数右衛門。

弥五郎は声を荒らげ「ヤイ勘平、非義非道の金取って、身の咎の詫びせよとはいはぬぞよ。わがような人非人武士の道は耳には入るまい」と睨み付け、郷右衛門も「渇しても盗泉の水を飲まずとは義者のいましめ。舅を殺し取ったる金、亡君の御用金になるべきか。生得汝が不忠不義の根性にて、調へたる金と推察あって、突き戻されたる由良助の眼力あっぱれ…汝ばかりが恥ならず、亡君の御恥辱と知らざるかうつけ者。…いかなる天魔が見入れし」と、やはり勘平を睨みつけながらも、目には涙を浮かべるのであった。堪りかねた勘平は、もろ肌を脱ぎ差していた脇差を抜いて腹に突っ込んだ。
「亡君の御恥辱とあれば一通り申し開かん」と、勘平はこれまでのいきさつをふたりに話した。昨夜弥五郎殿に会った帰り、猪に出くわし撃ちとめたと思った、だがそれは人だった。とんでもないことをした、薬はないかとその懐中を探ると財布に入れた金、道ならぬこととは思ったがこれぞ天の与えと思い、弥五郎殿のあとを追いかけその金を渡した。だがこの家に帰ってみれば、「打ちとめたるは我が舅、金は女房を売った金。かほどまでする事なす事、いすかの嘴（はし）ほど違ふといふも、武運に尽きたる勘平が、身のなりゆき推量あれ」と、無念の涙を流しつつ語るのだった。
話を聞いた弥五郎は、郷右衛門とともに与市兵衛の死体を改めた。見るとその疵口は、鉄砲疵にはあらで刀疵。それを聞いた勘平も母もびっくりする。そういえばここへ来る道の途中、鉄砲に当って死んだ旅人の死骸があったが、近づいてよく見ればそれは斧九太夫のせがれ定九郎であった。九太夫にも勘当され山賊に身を落としたと聞いてはいたが、さては与市兵衛を殺したのは定九郎だったのだと郷右衛門は語る。勘平の疑いは晴れた。知らぬうちに定九郎を撃って舅の仇討をしたのである。母は誤解だったことがわかり勘平に泣いて詫びる。だが遅すぎた。郷右衛門たちの心遣いで瀕死の勘平の名は討入りの連判状に加えられた。勘平と母親は、財布と五十両の金を出し、せめてこれらを敵討ちの供に連れてゆくよう頼む。郷右衛門はそれを聞き入れ、財布と金を取り収める。やがて勘平は息絶えた。涙に暮れる母の様子を不憫と思いつつも、郷右衛門と弥五郎はこの場を立つのであった。
⇒（七段目あらすじ）

### 解説（六段目）
勘平は前段五段目の時点で、師直への仇討ちの謀議を知っており、その仲間に加わりたがっている。そのためには活動資金が必要であることも知っていた。そこでおかるの父与市兵衛は勘平のために、勘平には内緒で京の遊郭一文字屋に行き、おかるの身を百両で売ることになった。与市兵衛は一文字屋から支払われた前金の半金五十両を手にして、京から自宅への帰途に着く。
この五十両が、そのまま勘平に渡ればなんとも無い話である。ところが与市兵衛は道中盗賊（定九郎）に襲われ、金と命を奪われる。たまたまそのとき、勘平はその付近で猟をしており、定九郎を猪と間違えて偶然に誤射し、これも死んでしまう。勘平は定九郎が大金の入った財布を持っていることに偶然気づき、持ち主を失ったその財布を横領する。かくして、金五十両は勘平に直接渡らず悪党定九郎を経由したことにより、犯罪の金となってしまう。後でそれが大変な悲劇、つまりこの六段目の勘平切腹につながる。与市兵衛の女房はその挙動と財布から勘平が夫を殺したと思い、勘平も夜の闇の中で何者であるか知らないで取った財布だけに、自身が舅与市兵衛を殺したものと思い込み気も動転してしまうのである。誤解が誤解を生む悲劇、その典型といえよう。
切腹し瀕死の勘平が後悔にふける「いかばかりか勘平は色にふけったばっかりに」という科白が有名だが、じつは原作の浄瑠璃にはこのせりふにあたる本文はなく、歌舞伎における入れ事である。またおかるの母（与市兵衛の女房）も原作の浄瑠璃では名は無く、歌舞伎では「おかや」という名が付いている。ほかにも一文字屋についても現行の歌舞伎では出てくることはなく、かわりに一文字屋の女将でお才という女が来ておかるを連れて行く。さらに判人（女衒）の源六という男もこのお才に付き添い出てくる。原作では勘平のもとを訪ねるのは千崎弥五郎と原郷右衛門であるが、郷右衛門を不破数右衛門に替えて演じることが多い。
勘平の切腹はいわゆる手負事である。原作の浄瑠璃では上でも紹介したように、勘平は郷右衛門と弥五郎に問い詰められたすえ切腹するが、歌舞伎では問い詰めたあとに郷右衛門が「かような所に長居は無用、千崎氏、もはや立ち帰りましょう」弥五郎「左様仕ろう」と両人が帰ろうとするのを勘平が必死になって引きとめ、申し開きをして最後に「…金は女房を売った金、撃ちとめたるは」郷右衛門・弥五郎「撃ちとめたるは」勘平「舅どの」のせりふで郷右衛門たちが「ヤヤ、なんと」と驚き叫ぶのをきっかけに腹を切る。
ただしこれは東京式での段取りで、上方では勘平が切腹する段取りはかなり違う。勘平が上の段取りで腹を切り、そのあと与市兵衛の傷を郷右衛門たちが改めたことにより勘平の無実が晴れる。上方では郷右衛門たちが与市兵衛の傷を改めている間、勘平の無実が晴れる寸前に勘平は腹を切る。これは「いすかの嘴の食い違い」という浄瑠璃の言葉どおりに行うという意味である。また勘平の死の演出は、「哀れ」で本釣鐘「はかなき」で喉を切りおかやに抱かれながら手を合わせ落ちいるのが現行の型だが、這って行って平服する型（二代目実川延若）もある。これは武士として最期に礼を尽くす解釈である。また上方は、勘平の衣装は木綿の衣装で、切腹ののち羽織を上にはおる。最後に武士として死ぬという意味である。東京の型では、お才らとのやりとりの間に水浅葱（水色）の紋付に着替える。この時点で武士に戻るという意味であり、明るい色の衣装で切腹するという美しさを強調している。論理的な上方と耽美的な東京（江戸）の芸風の相違点がうかがわれる。なお文楽でも勘平は紋付に着替えるが、それは郷右衛門たちが来てからの事である。
勘平は十五代目市村羽左衛門、初代中村鴈治郎、二代目實川延若、十七代目中村勘三郎がそれぞれ名舞台だったが、抜群なのは六代目尾上菊五郎の型である。菊五郎は絶望の淵に墜ちていく心理描写を卓抜した表現で勤め、現在の基本的な型となっている。おかやは老巧な脇役がつとめることで勘平の悲劇が強調されるのでかなりの難役である。戦前は初代市川延女、戦後は三代目尾上多賀之丞、五代目上村吉彌、二代目中村又五郎が得意としていた。祇園の女将お才は花車役という遊里の女を得意とする役者がつとめる。十三代目片岡我童や九代目澤村宗十郎が艶やかな雰囲気でよかった。お才につきそう判人源六は古くは名脇役四代目尾上松助の持ち役だったが、戦後は三代目尾上鯉三郎が苦み走ったよい感じを出していた。

## 七段目・大臣の錆刀

### あらすじ（七段目）
（祇園一力茶屋の段）ここは京の都、遊郭や茶屋の連なる夜の祇園町。その祇園町の一力茶屋に師直の家来鷺坂伴内とともにいるのは、もと塩冶の家老斧九太夫である。九太夫は師直の側に寝返り内通していた。
二人は大星由良助が、仇討ちを忘れてしまったかのように祇園で放蕩に明け暮れているという噂を聞き、それを確かめにきていたのだったが、由良助は二階座敷で遊女たちを集め酒宴を開き、高い調子で太鼓や三味線を囃させ騒いでいる。これを下から見ていた九太夫も伴内も呆れるが、なおも由良助の心底を見極めようと、座敷に上がり、ひそかに様子を伺うことにした。
そのあと、もと塩冶の足軽寺岡平右衛門の案内で、これも塩冶浪士の矢間十太郎、千崎弥五郎、竹森喜多八の三人が一力茶屋を訪れる。矢間たちも由良助の放蕩を聞き心配して尋ねに来たのだったが、敵討ちのことを尋ねられた由良助は酔っ払ってまともに相手にならない様子である。怒った矢間たちは「性根が付かずば三人が、酒の酔いを醒ましましょうかな」と由良助を殴ろうとするも、平右衛門に止められる。敵討ちの同志に加わりたいと平右衛門は由良助に願い出るが、由良助は話をはぐらかして相手にせず、敵討など「人参飲んで首くくるような」馬鹿げたものだと言い放つ。矢間たちはいよいよ腹を立て、「一味連判の見せしめ」と由良助を斬ろうとするが平右衛門は矢間たちをなだめ、ひとまず別の座敷へと三人をいざないその場を立った。
由良助は酔いつぶれて寝ている。そこへ人目を避けながら力弥が現われるとむっくと起きた。力弥はかほよ御前からの急ぎの密書を由良助に渡し、またその伝言として師直が近々自分の領国に帰ることを告げて去る。由良助が密書を見んと封を切ろうとするところ、九太夫が現われる。

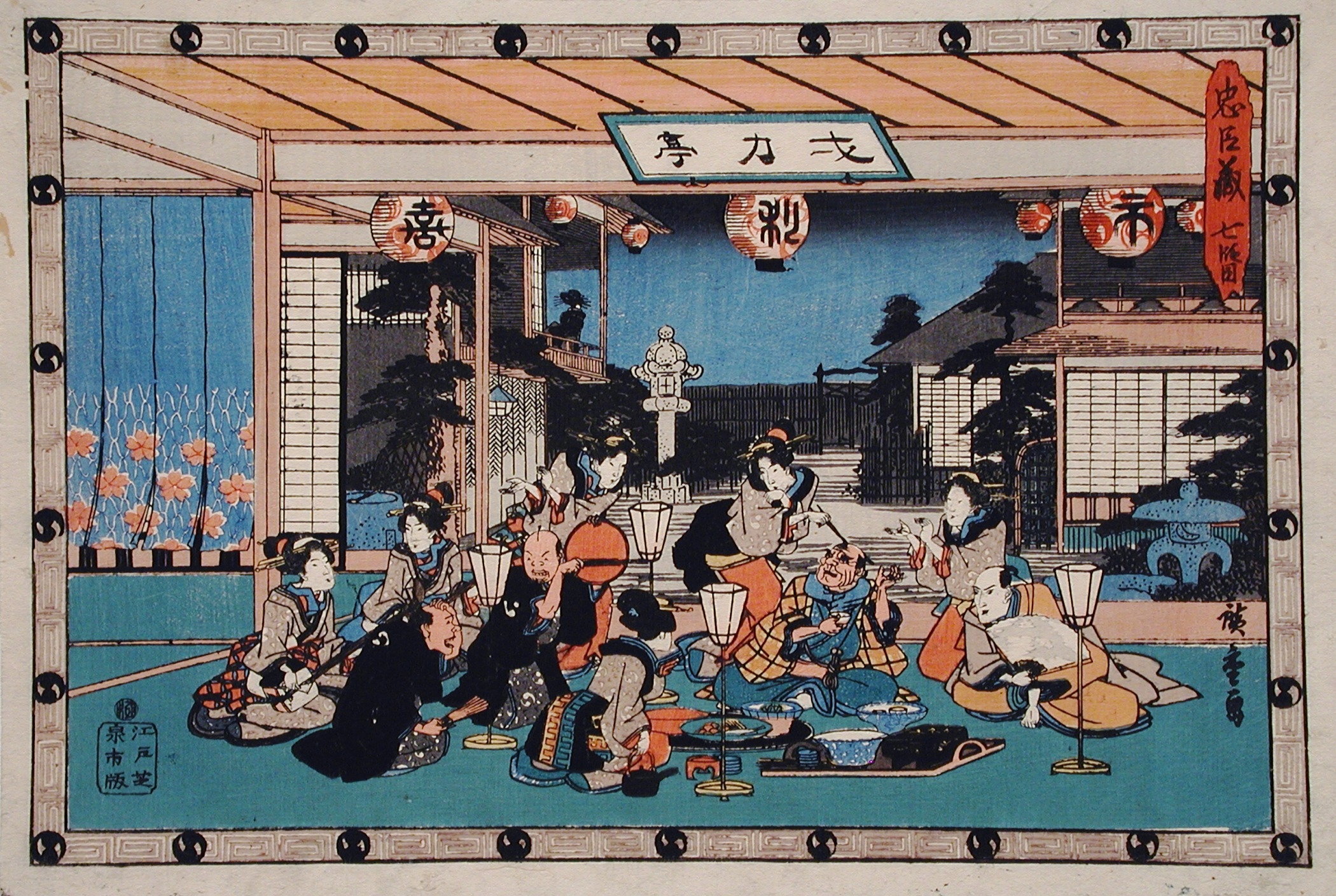
「忠臣蔵　七段目」　九太夫と酒を飲む由良助。そのまわりを仲居や幇間が取り巻く。広重画。

由良助は九太夫と盃を交わす。今日は旧主塩冶判官の月命日の前日、すなわち逮夜で本来なら魚肉を避けて精進すべき日であった。九太夫は由良助の真意を探ろうと、わざと肴の蛸を勧めるが、由良助は平然とこれを食し、幇間や遊女たちと奥へと入る。伴内が出てきて「主の命日に精進さへせぬ根性で、敵討ち存じもよらず」と九太夫と話すが、ふと見ると由良助は自分の刀を置き忘れていた。「ほんに誠に大馬鹿者の証拠」と、こっそり由良助の刀を抜いて見ると、刀身は真っ赤に錆びついている。「さて錆たりな赤鰯、ハハハハハ…」と嘲笑する二人。だが九太夫は、まだ由良助のことを疑っていた。最前、力弥が来て由良助に書状を渡すのを見かけたからで、それについての仔細を確かめるべく、座敷の縁の下に隠れて様子を伺うことにする。伴内は九太夫が駕籠に乗って帰ると見せかけ、空の駕籠に付き添い茶屋を出て行った。
あの勘平の女房おかるははたして遊女となっていたが、今日は由良助に呼ばれてこの一力茶屋にいた。飲みすぎてその酔い覚ましに、二階の座敷で風に当っている。その近くの一階の座敷、由良助が縁側に出て辺りを見回し、釣燈籠の灯りを頼りにかほよからの密書を取り出し読み始めた。そこには敵の師直についての様子がこまごまと記されている。だがそれを、二階にいたおかると縁の下に隠れていた九太夫に覗き見されてしまう。密書を見るおかるの簪が髪からとれて地面に落ちた。その音を聞いた由良助ははっとして密書を後ろ手に隠す。「由良さんか」「おかるか。そもじはそこに何してぞ」「わたしゃお前にもりつぶされ、あんまり辛さに酔いさまし。風に吹かれているわいな」

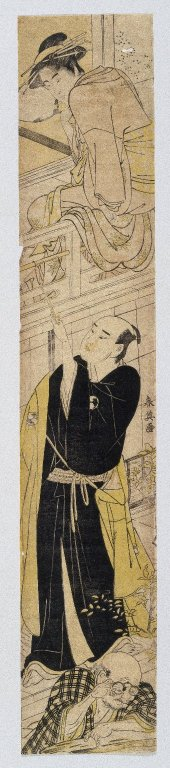
「七段目」　かほよ御前からの書状をひそかに読む由良助だったが、二階からはおかるが、縁の下には九太夫が潜んで書状を覗き見る。勝川春英画。

由良助は、おかるにちょっと話したい事があるから、そこから降りてここに来るよう頼む。そばにあった梯子で、わざわざおかるをふざけながら下へと降ろす由良助。そしておかるに「古いが惚れた」、自分が身請けしてやろうと言い出した。男があるなら添わしてもやろう、いますぐ金を出して抱え主と話をつけてやるといって、由良助は奥へと入った。
夫勘平のもとへ帰れるとおかるが喜んでいると、そこに平右衛門が現れる。おかるはこの平右衛門の妹であった。おかるは由良助が読んでいた書状の内容について、平右衛門にひそかに話した。平右衛門「ムウすりゃその文をたしかに見たな」おかる「残らず読んだその跡で、互いに見交わす顔と顔。それからじゃらつき出して身請けの相談」「アノ残らず読んだ跡で」「アイナ」「ムウ、それで聞えた。妹、とても逃れぬ命、身共にくれよ」と平右衛門は刀を抜いておかるに斬りかかろうとする。驚くおかる、ゆるして下さんせと兄に向って手を合わせると、刀を投げ出しその場で泣き伏した。
平右衛門は、父与市兵衛が六月二十九日の夜、人手にかかって死んだことをおかるに話した。おかるはびっくりするが、「こりゃまだびっくりするな。請出され添おうと思ふ勘平も、腹切って死んだわやい」と、勘平もすでにこの世にいないことを話す。あまりのことに兄に取り付き泣き沈むおかる。だがあの由良助がおかるをわざわざ身請けしようというのは、密書の大事を漏らすまいと口封じに殺すつもりに違いない。ならば自分が妹を殺し、その功によって敵討ちに加えてもらおうと、平右衛門は悲壮な覚悟でおかるに斬りつけたのである。「聞き分けて命をくれ死んでくれ妹」と、おかるに頼む平右衛門。 
おかるは、「勿体ないがとと様は非業の死でもお年の上。勘平殿は三十になるやならずに死ぬるのはさぞ口惜しかろ…」となおも嘆くが、やがて覚悟を決めて自害しようとする。そこに由良助が現れ、「兄弟ども見上げた疑い晴れた」と敵と味方を欺くための放蕩だという本心をあらわし、平右衛門は東への供を、すなわち敵討ちに加わることを許し、妹は生きて父と夫への追善をせよと諭す。さらにおかるが持つ刀に手を添えて床下を突き刺すと、そこにいた九太夫は肩先を刺されて七転八倒、平右衛門に床下から引きずり出された。
由良助は九太夫の髻を掴んで引き寄せ、「獅子身中の虫とはおのれが事、我が君より高知を戴き、莫大の御恩を着ながら、かたき師直が犬となって有る事ない事よう内通ひろいだな…」と、あえて主君の逮夜に魚肉を勧めた九太夫を、土に摺りつけねじつける。九太夫はさらに平右衛門からも錆刀で斬りつけられ、のた打ち回り、ゆるしてくれと人々に向って手を合わせる見苦しさである。由良助は、ここで殺すと面倒だから、酔いどれ客に見せかけて連れて行けと平右衛門に命じる。そこへこれまでの様子を見ていた矢間たち三人が出てきて言う、「由良助殿段々誤り入りましてござります」。由良助「それ平右衛門、喰らい酔うたその客に、加茂川で、ナ、水雑炊を食らはせい」「ハア」「行け」
⇒（八段目あらすじ）

### 解説（七段目）

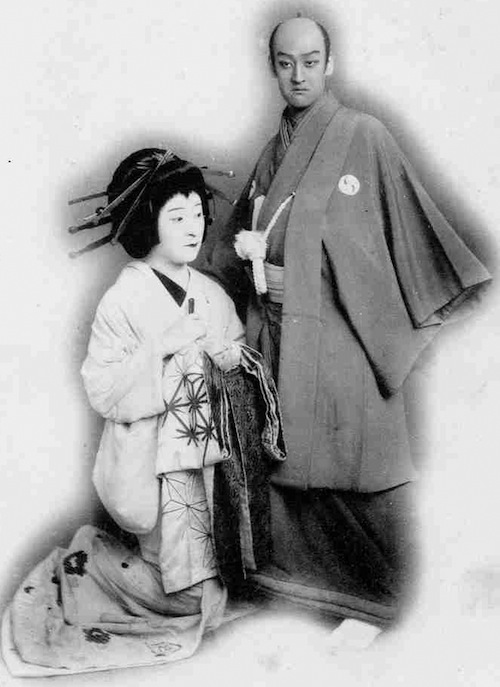
「七段目」　八代目尾上芙雀のおかる (左) と、十三代目守田勘彌の大星由良助。明治43年（1910年）11月、東京市村座。

大石内蔵助が敵の目を欺くため、京の祇園の遊郭で遊び呆けてみせるというのは「忠臣蔵」の物語ではおなじみの場面だが、そのおおもとになったのがこの七段目である。もっともこの七段目も、初代澤村宗十郎の演じた芝居がもとになっている（後述）。
この七段目は別名「茶屋場」とも呼ばれる。六段目で暗く貧しい田舎家での悲劇を見せた後、一転して華麗な茶屋の場面に転換するその鮮やかさは、優れた作劇法である。浄瑠璃では竹本座での初演時に6人の太夫の掛合いで以ってこの七段目を語っており、現行の文楽でも複数の太夫の掛合いで上演されている。浄瑠璃は「花に遊ばば祇園あたりの色揃え…」の唄に始まり（歌舞伎でもこの唄を下座音楽にして始まる）、綺麗な茶屋の舞台が現れる。
斧九太夫は師直の内通者、いわばスパイとして鷺坂伴内とともに登場する。さらにここに足軽の寺岡平右衛門が矢間、千崎、竹森の三人を連れてくる。これを「三人侍」というが、歌舞伎では同じ塩冶浪士でも、違う人物に替えて出すこともある。茶屋の喧騒の中、これらの敵味方が入り混じって由良助の真意を探ることになる。
仲居と遊ぶ由良助は紫の衣装が映える。心中に抱いた大望を隠し遊興に耽溺する姿は、十三代目片岡仁左衛門が近年随一だった。彼自身祇園の茶屋でよく遊んでいたので、地のままに勤めることができたのである。平右衛門は、十五代目市村羽左衛門、二代目尾上松緑が双璧。おかるは、六代目尾上梅幸が一番といわれている。
前半部の由良助が九太夫と酒を飲む茶屋遊びの件りでは、仲居や幇間たちによる「見たて」が行われる。見たてとは、にぎやかな囃子にのって、小道具や衣装ある物に見たてることである。九太夫の頭を箸でつまみ「梅干とはどうじゃいな」、酒の猪口（ちょこ）を鋸の上に置き「義理チョコとはどうじゃいな」、手ぬぐいと座布団で「暫とはどうじゃいな」といった落ちをつける他愛もない内容だが、長丁場の息抜きとして観客に喜ばれる。いずれも仲居や幇間役の下回り、中堅の役者がつとめる。彼らにとっては幹部に認めてもらう機会であり、腕の見せ所となっている。
幕切れ近く「やれ待て、両人早まるな」の科白で再登場する由良助は鶯色の衣装で、性根が変わっているさまを表す。歌舞伎では幕切れは、平右衛門が九太夫を担ぎ、由良助がおかるを傍に添わせて優しく思いやる心根で、扇を開いたところで幕となる。文楽では平右衛門が、両腕で九太夫を重量上げのように持ち上げるという人形ならではの幕切れを見せる。

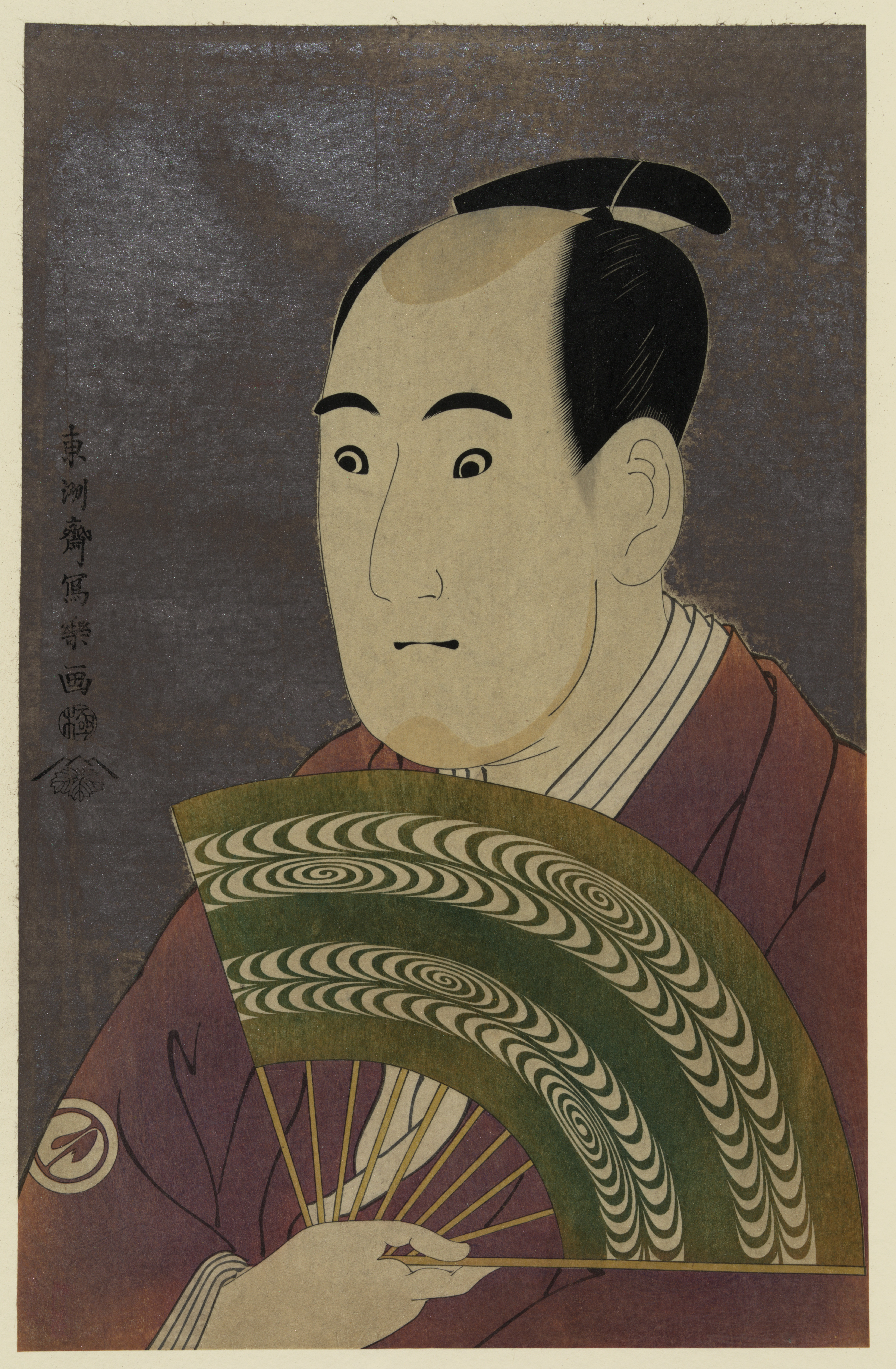
三代目澤村宗十郎の大岸蔵人。写楽画。

この七段目の由良助は、初代澤村宗十郎の演技を手本として取り入れたものと伝わっている。『古今いろは評林』には次のようにある。
「…延享四卯年（1747年）、京都中村粂太郎座本の時、大矢数四十七本と外題して澤村宗十郎〈後に助高屋高助　元祖　訥子〉大岸役にて、六月朔日より初日、出して大入りを取りし也…今の仮名手本七ツ目（七段目）は此の時澤村宗十郎が形と成りて、凡そ其の俤を手本と成り来たれり…」
これは初代宗十郎が『大矢数四十七本』という忠臣蔵物の芝居で、大石内蔵助に当る「大岸宮内」という役を勤めたときの事を記しており、また『古今いろは評林』には由良助を当り役とした役者として、二代目宗十郎と三代目宗十郎の名があげられている。大石に当る役で茶屋遊びをするという初代宗十郎の芸が源流となって浄瑠璃の七段目が成立したが、一方それが二代目宗十郎、三代目宗十郎へと七段目の由良助として伝えられたのである。
なお大星由良助ではない「大岸宮内」の系統は、『仮名手本』上演後も演じられている。寛政6年（1794年）5月、江戸都座において『花菖蒲文禄曽我』（はなあやめぶんろくそが）が上演された。これは亀山の仇討ちを題材としたもので忠臣蔵物とは関わりがないが、このとき三代目宗十郎が演じたのが桃井家の家老「大岸蔵人」で、この大岸がやはり祇園町で遊ぶ場面があったようである。このときの宗十郎扮する大岸蔵人は東洲斎写楽のほか初代歌川豊国、勝川春英などが描いているが、紋所が宗十郎の定紋である「丸にいの字」になっているほかは、いずれも七段目の由良助そのままの姿である。

## 八段目・道行旅路の嫁入

### あらすじ（八段目）

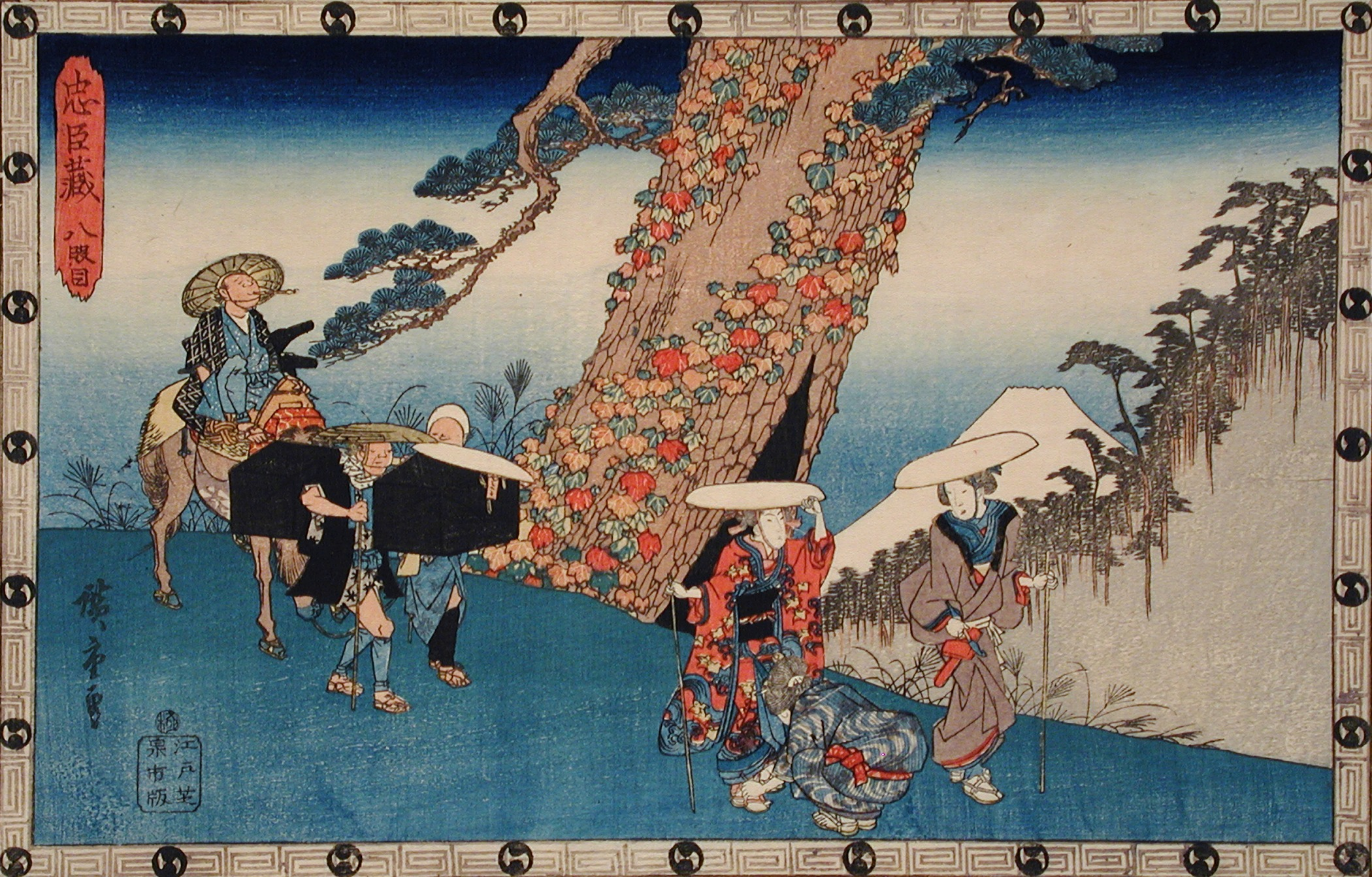
「忠臣蔵　八段目」　戸無瀬と小浪は京山科に居る力弥のもとへと、東海道を歩いて向う。広重画。

（道行旅路の嫁入〈みちゆきたびじのよめいり〉）由良助のせがれ力弥と加古川本蔵の娘小浪はいいなづけであったが、塩冶の家がお取り潰しになったことにより、その婚儀も本来流れるはずであった。力弥と添い遂げられないことを悲しむ娘を見て、母の戸無瀬はこの上は改めて娘小浪を力弥の嫁にしてもらおうと、供も連れずに母娘ふたりで、鎌倉から由良助たちのいる京の山科へと向う。
⇒（九段目あらすじ）

### 解説（八段目）
加古川本蔵の妻戸無瀬と小波の母娘が嫁入の決意を胸に、二人きりで山科へと東海道を下る様子を見せる所作事である。その浄瑠璃の詞章には東海道の名所が織りこまれ、旅情をさそう。道具（背景）も旅程に合せて次々転換させたり、奴をからませるなどの演出がある。浄瑠璃の文句も東海道の名所旧跡を織り込み、許婚のもとに急ぐ親子の浮き浮きした気分を表す。立女形と若女形が共演する全段中最も明るい場面で、これが九段目の悲劇と好対照をなす。「八段目の道行は、九段目に続ける気持で踊れ」とは六代目中村歌右衛門の言葉である。しかし現行の歌舞伎では三段目の増補である『道行旅路の花聟』ばかりが上演され、この本来の内容である「道行旅路の嫁入」は近年の通し上演が七段目までしか出ないこともあり、ほとんど上演されることがない。
さて江戸では、義太夫狂言の道行は豊後節系の浄瑠璃で演じられるのが例であった。この八段目「道行旅路の嫁入」もその例に漏れず、曲を常磐津や清元にして上演されているが、その内容は『義経千本桜』四段目の「道行初音旅」と同様、原作の内容を増補している。たとえば『日本戯曲全集』に収録される清元所作事の『道行旅路の嫁入』（天保元年〈1830年〉4月、市村座）は、最初に原作どおり戸無瀬と小浪が出て所作があり引っ込むと、そのあとさらにお伊勢参りの喜之助と女商人のおかなというのが出てきて所作事となる。しかも肝心の戸無瀬と小浪は、子役に踊らせるという趣向であった。
ほかには文政5年（1822年）3月、中村座で八段目に常磐津を地にした『旅路の嫁入』が上演されている。このときは戸無瀬と小浪のほかに、それに従う供として関助と可内（べくない）という奴、そして女馬子のお六というのが出てくる。内容は戸無瀬と小浪が関助も交えての所作のあと、関助が悪心を起こし可内から路銀を奪おうとするのを、馬子のお六が可内に味方して立回りとなるといったものである。このときは三代目坂東三津五郎が戸無瀬と可内の二役、小浪とお六が五代目瀬川菊之丞、関助が中村傳九郎であった。この常磐津の曲は『其儘旅路の嫁入』（そのままにたびじのよめいり）と称し今に残っている。

## 九段目・山科の雪転し

### あらすじ（九段目）
（雪転し〈ゆきこかし〉の段）雪の深く積った山科の由良助の住い。そこにあるじの由良助が、幇間や茶屋の仲居に送られて朝帰りである。由良助はいい歳をして積った雪を雪こかし、すなわち大きな雪玉にして遊ぶ。奥より由良助の妻お石が出てきて由良助に茶を出すが、それを一口飲んだ由良助は酔いが過ぎたかその場でごろりと横になってしまう。せがれの力弥も出てきたので、幇間や仲居たちは帰っていった。やがて由良助も丸めた雪が溶けぬよう、日陰に入れておけと言い残しお石や力弥とともに奥へと入った。
（山科閑居の段）加古川本蔵の妻戸無瀬と、その娘の小浪がこの山科の閑居に来る。小浪はすでに花嫁衣裳のなりで、本日この場で力弥との祝言をあげようという心積もりである。「頼みましょう」という戸無瀬の声に下女のりんが出て母娘を座敷に通し、やがてお石が二人の前に現われた。
戸無瀬は、以前よりいいなづけの約束があった力弥と小浪の祝言をあげさせたいので、本日娘を連れ、夫本蔵の名代として訪れた旨をお石に話す。だが、それに対するお石の返答はにべもない。以前確かにいいなづけの約束はしたが、今は浪人者のせがれでは下世話にいう提灯に釣鐘というもの。つりあわぬ縁だからこっちには気遣いせず、どこへなりともよそへ縁組して下さいというので、戸無瀬は思わぬ返答にはっとしながらも、もとは千五百石取りの国家老だった由良助殿、五百石取りの本蔵と釣合いが取れぬはずが無いというのを、「イヤそのお言葉違ひまする」とお石はさえぎった。
「五百石はさて置き、一万石違うても、心と心が釣合へば、大身の娘でも嫁に取るまいものでもない」「ムムこりゃ聞きどころお石様。心と心が釣合はぬと仰るは、どの心じゃサア聞こう」と戸無瀬はお石に詰め寄るが、お石は、旧主塩冶判官が師直に殿中で斬りつけたのは、師直よりあらぬ侮辱を受けて起こったこと、それに引き換えその師直に進物を贈って媚びへつらう追従武士の本蔵の娘では釣合わないから嫁にはできぬという。「へつらひ武士とは誰が事、様子によっては聞捨てられぬ…」と夫を罵られた戸無瀬は、それでもやはり娘可愛さから、なおも小浪を力弥の妻として認めてくれるようお石に頼む。が、お石は「女房なら夫が去る。力弥に代わってこの母が去った」と言い放ち、襖をぴっしゃりと締め奥へと入ってしまった。
これまでの様子を黙ってみていた小浪は、わっと泣き出す。戸無瀬は娘に、力弥のことは諦めてほかに嫁入りする気はないかと尋ねるが、あくまでも力弥と添い遂げたいという小浪の気持は変わらなかった。こうなってはせっかく送り出してくれた本蔵のところにも、もはや申し訳なさに帰れない。戸無瀬と小浪は、この場でともども自害しようとする。
戸無瀬は、差してきた本蔵の刀でまず娘を斬ろうとした。「母も追っ付けあとから行く。覚悟はよいか」と立ちかかると、ちょうど表には尺八を吹く虚無僧が来て、「鶴の巣籠り」の曲を奏でている。「鳥類でさへ子を思ふに、咎もない子を手にかけるは…」と嘆きのあまり足も立ちかね手も震えたが、何とかそれを押さえ、戸無瀬は刀を振り上げ小浪を斬ろうとした。その下に座す小浪は、念仏を唱えながら手を合わせている。このとき、奥より声が聞えた。
「御無用」
娘を斬ろうとする戸無瀬は、思わずこの声に動きを止めた。すると表に立っていた虚無僧も、尺八の音を止める。とまどう戸無瀬。いや、今の「御無用」とは虚無僧を追い払うための言葉であろう。自分たち母娘の自害を止めたのではないと、戸無瀬は「娘覚悟はよいかや」と再び刀を振り上げた。その拍子にまたも「御無用」の声。
「ムム又御無用ととどめたは、修行者（虚無僧）の手の内か、振り上げた手の内か」「イヤお刀の手の内御無用。せがれ力弥に祝言さしょう」と、お石が何も載せていない白木の三方を捧げ持ちながら、戸無瀬と小浪の前に現われた。「殺そうとまで思ひ詰めた戸無瀬様の心底、小浪殿の貞女、志がいとほしさにさせにくい祝言さす」というお石。だがそのためには、「世の常ならぬ」引き出物をこの三方で受け取ろうという。戸無瀬は自分が差している本蔵の刀を差し出そうとするが、お石はそれを受け取らない。「ムムそんなら何がご所望ぞ」「この三方へは加古川本蔵殿の、お首を乗せて貰ひたい」
「エエそりゃ又なぜな」と驚く戸無瀬にお石はさらにいう。本蔵が止めたせいで塩冶判官は殿中で師直を討ち果たすことが出来ず、むざむざとご切腹なされたのである。その憎しみが本蔵にかからないと思うのか。家来の身としてそんな本蔵の娘を、何の気兼ねも無しに嫁にできる力弥ではない。「サア、いやか、応かの返答を」とお石が迫る。戸無瀬と小浪はうつむいて途方にくれるばかりである。

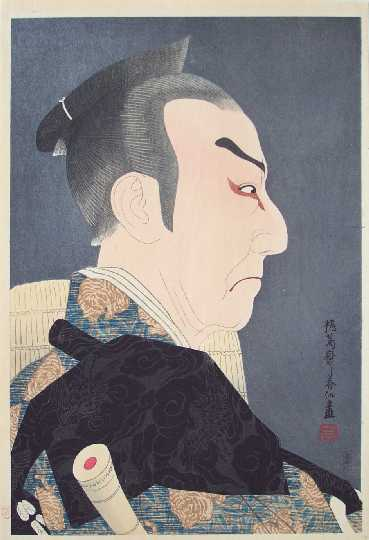
「九段目」　十一代目片岡仁左衛門の加古川本蔵。名取春仙画。

そんなところに「加古川本蔵の首進上申す」と、それまで表にいた虚無僧が内へと入ってきた。編笠を脱いだその顔を見れば、それは他ならぬ加古川本蔵だったのである。戸無瀬も小浪もびっくりする。
「案に違はず拙者が首、引き出物にほしいとな。ハハハハハ…」と本蔵は、お石を嘲笑う。主人の仇を報じようという所存もなく遊興や大酒に溺れる由良助、そんな「日本一の阿呆のかがみ」ともいうべき者の息子へ娘を嫁にやるために、この首は切れぬといって三方を踏み砕いた。これにお石は「ヤア過言なぞ本蔵殿、浪人の錆刀切れるか切れぬか塩梅見しょう」と、長押の槍を取って本蔵に突きかかったが、本蔵も留め立てする戸無瀬と小浪を邪魔ひろぐなと退きのけてお石と争い、最後はお石が本蔵にねじ伏せられた。そこへ怒った力弥が出てきて、お石の手から離れた槍を取り上げ本蔵めがけて突く。槍は本蔵の脇腹を突き通した。槍を突かれて倒れる本蔵に、力弥は戸無瀬や小浪の嘆きも構わずに止めを刺そうとすると、「ヤア待て力弥早まるな」と由良助がその場に現れる。
「一別以来珍しし本蔵殿。御計略の念願とどき、婿力弥が手にかかって、さぞ本望でござろうの」と、由良助は娘のためわが身を犠牲にする本蔵の真意を見ぬいていた。
本蔵は語る。主人若狭之助が鶴岡で師直より受けた侮辱によりこれを恨み、討ち果たさんとするのを知った。そこで先回りして若狭之助にも知らせず、師直に進物を贈って機嫌を取り持った。この賄賂は功を奏したが、今度はその矛先が塩冶判官に向けられてしまった。塩冶判官が刃傷に及んだとき、飛び出してその後ろを抱きかかえて止めたのは、師直が軽傷で済めばまさか厳しいお咎めにはなるまいと判断したからであった。だがその予想は裏切られ判官は切腹、塩冶家はお取り潰しの憂き目にあう。おかげで力弥に嫁入りしようという娘小浪の難儀ともなった。だからせめてもの申し訳に、この首を婿の力弥に差し出そうというのである。「忠義にならでは捨てぬ命、子ゆえに捨つる親心推量あれ由良殿」と、涙にむせ返りながら語る本蔵の様子に、戸無瀬や小浪はもとより大星親子三人もともに嘆くのであった。

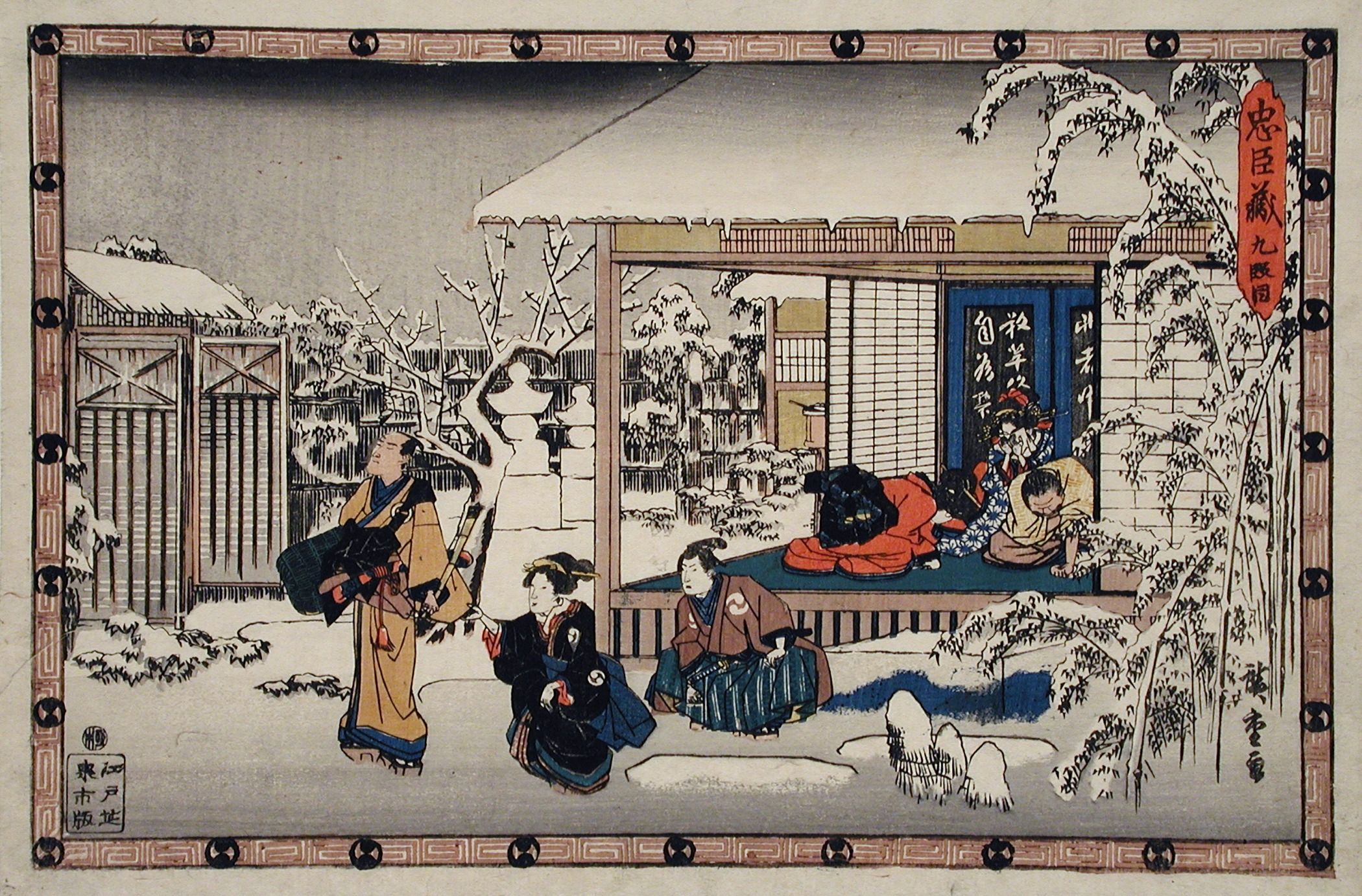
「忠臣蔵　九段目」　事切れようとする本蔵をあとに、その袈裟や編笠で虚無僧に変装し、堺へと立つ由良助。画面奥には雪で作ったふたつの五輪塔が見える。広重画。

由良助は障子を開け、奥庭に置いた雪で作ったふたつの五輪塔を見せる。由良助と力弥親子の墓のつもりである。覚悟のほどを見た本蔵は、「婿へのお引きの目録」と称して師直邸の絵図面を渡す。由良助は師直の館へ討入りの際、雨戸のはずし方について自ら庭に降り立ち、庭の竹をたわめてその反動ではずす方法を本蔵に見せると、本蔵は「ハハア、したりしたり」と誉めた。由良助は討入りの用意にすぐさま摂津の堺へと立つことにしたが、本蔵の使った深編笠や袈裟で虚無僧に変装する。本蔵は人々が嘆く中に事切れる。力弥と小浪は双方の親から晴れて夫婦と認められたが、それも一夜限りのこと、由良助はそんなふたりをあとに残し、堺に向けて出立するのだった。
⇒（十段目あらすじ）

### 解説（九段目）
「忠義にならでは捨てぬ命、子ゆえに捨つる親心」。この言葉は、娘小浪を思う加古川本蔵の親心をよく表しているといえるが、本蔵が命を捨てるのはわが子を思ってのことだけではない。
そもそも本蔵は、由良助たち塩冶浪士から見れば「部外者」である。本蔵にとっても塩冶判官がその身に咎ありとして上意により切腹、お家はお取り潰しになったからには、その家臣大星家との縁組も解消され、それらに関わるべき義理もいわれもない。大名家の家老という重い立場を思えばなおさらである。だが本蔵は、由良助たちも含めた塩冶家のことについて、無碍に切り捨てる事が出来なかった。力弥に槍で突かれた本蔵は由良助に物語る。「思へば貴殿の身の上は、本蔵の身に有るべき筈」と。つまりまかり間違えば若狭之助が師直に斬りつけ、その結果若狭之助が切腹、桃井家はお取り潰しになっていたということである。
ほんらい一触即発だったはずの若狭之助と師直とではなく、師直とは直接問題のなかったはずの塩冶判官が師直へ刃傷に及んでしまったのは、塩冶判官があるじ若狭之助の「身替り」になったようなものだとの思いが本蔵にはあった。また判官を止めたことで、却って判官とその家中にとっては事が裏目に出てしまう。塩冶家の人々に対する同情、そしてうしろめたさ。おおやけには本蔵自身に何の落ち度もないはずであるが、その同情とうしろめたさが本蔵を動かし、由良助に師直邸の図面を渡して婿の力弥にわが身を討たせる。これは主君若狭之助に対する「忠義」からの行動ではない。しかし宮仕えの侍の命は、「忠義にならでは捨てぬ命」である。だからこれは「子ゆえに捨つる親心」、すなわち娘可愛さから縁につながる婿の家に助力し、命を捨てるのだと本蔵は物語るのである。
現行の歌舞伎では上でも述べたように、通しでも七段目までしか出ないことから、八段目も含めて九段目を上演する機会は少なくなっており、上演される場合にはみどり狂言形式の興行において、一幕物の演目として出されることが多い。また現在は全く上演されないが、幕開きに由良助が仲居幇間をつれて大きな雪玉をころがして出てくる「雪転し」という端場がある。雪中の朝帰りという風情のあるもので、のちにこの雪玉が後半部、由良助が本蔵に覚悟のほどを見せる雪製の五輪塔（墓）になるのである。昭和61年（1986年）の国立劇場での通し上演ではこの場が上演されている。
戸無瀬親子が大星宅を訪れる時、下女りんが応対しとんちんかんなやりとりで観客を笑わせる。「寺子屋」の涎くり、「御殿」の豆腐買おむらのように、丸本物の悲劇には道外方が活躍する場面がある。緊張が続く場面で息抜きをするための心憎い演出である。それだけに腕達者な脇役がつとめる。古くは中村吉之丞、近年では加賀屋鶴助が持ち役にしていた。
本蔵と由良助、戸無瀬とお石との火花を散らす芸の応酬が見どころである。本蔵は十一代目片岡仁左衛門、由良助は八代目松本幸四郎、二代目實川延若がよかったといわれている。また、戸無瀬は三代目中村梅玉、お石が中村魁車。芸の上でしのぎを削りあった両優のやりとりは壮絶だった。戦後は六代目中村歌右衛門の戸無瀬、七代目尾上梅幸のお石が素晴らしかった。力弥は十五代目市村羽左衛門が一番だった。
本蔵や由良助をよく勤めた十三代目片岡仁左衛門は九段目がとても気に入っており、「本当の美しさ、劇の美しさは九段目やね。…この舞台に出てくる人間が、まず戸無瀬が緋綸子、小浪は白無垢、お石が前半ねずみで後半が黒。由良助は茶色の着付に黒の上で青竹の袴。…本蔵は渋い茶系の虚無僧姿。力弥は東京のは黄八丈で、上方だと紫の双ツ巴の紋付で出ます。みんなの衣装の取り合わせが、色彩的に言ってもこれほど理に適ったものはないですわな」と、色彩感覚の見事さを評している。
原作の浄瑠璃では由良助が庭に降り立ち、竹をたわめて雨戸を外す仕組みを本蔵に見せることになっているが、歌舞伎では由良助に代って力弥がこれを行うように変えられている。文楽は原作通り由良助である。また文楽では大道具が逆勝手となっている。文楽、歌舞伎の大道具は通常いずれも家の入り口が下手側に設けられるが、この九段目では逆の上手側に設けており、これは人形を遣う上で、力弥が本蔵に向って槍を突くときに逆の勝手にしないと具合が悪いのだという。
なおこの段では実際の赤穂事件を当て込んだ言葉があり、由良助の妻「お石」は実際の「大石内蔵助」を指し、本蔵の「浅き巧みの塩冶殿」は実際の「浅野内匠頭」と赤穂の名産「塩」を利かせている。

### 本蔵下屋敷
九段目の前の話として、『増補忠臣蔵』という作者不明の義太夫浄瑠璃が明治に入ってから出来ている。通称『本蔵下屋敷』。内容は、本蔵が師直に賄賂を贈ったことを若狭之助が怒り、それにより本蔵は自宅とする桃井家の下屋敷で蟄居している。そこに若狭之助が来て本蔵を手討ちにしようとするが、じつは力弥に討たれたいとの本蔵の真意を悟り、師直館の見取り図と虚無僧の使う袈裟編笠を渡して暇乞いを許すというもの。ほかに若狭之助の妹三千歳姫と、若狭之助を毒殺しようとする敵役の井浪番左衛門が出てくる。歌舞伎にも移され古くは度々上演されたが、現在ではほとんど上演を見ない。

## 十段目・発足の櫛笄

### あらすじ（十段目）
（人形まわしの段）ここは摂津堺にある廻船問屋の天河屋である。店は繁盛しその暮らし向きは豊かであったが、今この家にいるのは主人の天河屋義平とその息子の四つになるよし松、それと丁稚の伊吾八の三人。ほかの奉公人は義平が理由をつけて辞めさせてしまい、さらに義平は自分の女房さえも実家に帰してしまっているのだった。そのわけは、もと塩冶家の用向きを勤めていた義平が高師直を討たんとする大星由良助たちに味方し、そのための用意を手伝っているからで、この秘密を知られないための用心である。伊吾八は幼いよし松の機嫌をとるため、人形をもてあそびながらあやしている。
時もすでに黄昏時、大星力弥と原郷右衛門が天河屋を訪ねる。大星たちは明日にも出立して鎌倉に向かうことになっていた。義平は、大星たちが討入りに使う武器や防具類は、すでに船などで送る手はずになっていることをふたりに報告した。これを聞いた力弥は「天河屋の義平は、武士も及ばぬ男気な者」と言い、由良助にも知らせて安堵させようとふたりは店を去った。
そこへ入れ違いに現れたのは、義平にとっては舅の大田了竹である。了竹は、もと斧九太夫抱えの医者であった。その了竹のところに女房である園（その）を義平は預けていたが、了竹は理屈をつけて娘の園を離縁しろという。義平はなにかあるなとは思いながらも、園への離縁状を書いて了竹に渡した。なにか胡乱なことをしているらしい義平よりも、娘にはもっと身分のよい男のもとに嫁入りさせるつもりだと、なおも憎まれ口を叩く了竹を義平は蹴飛ばして店から追い出す。

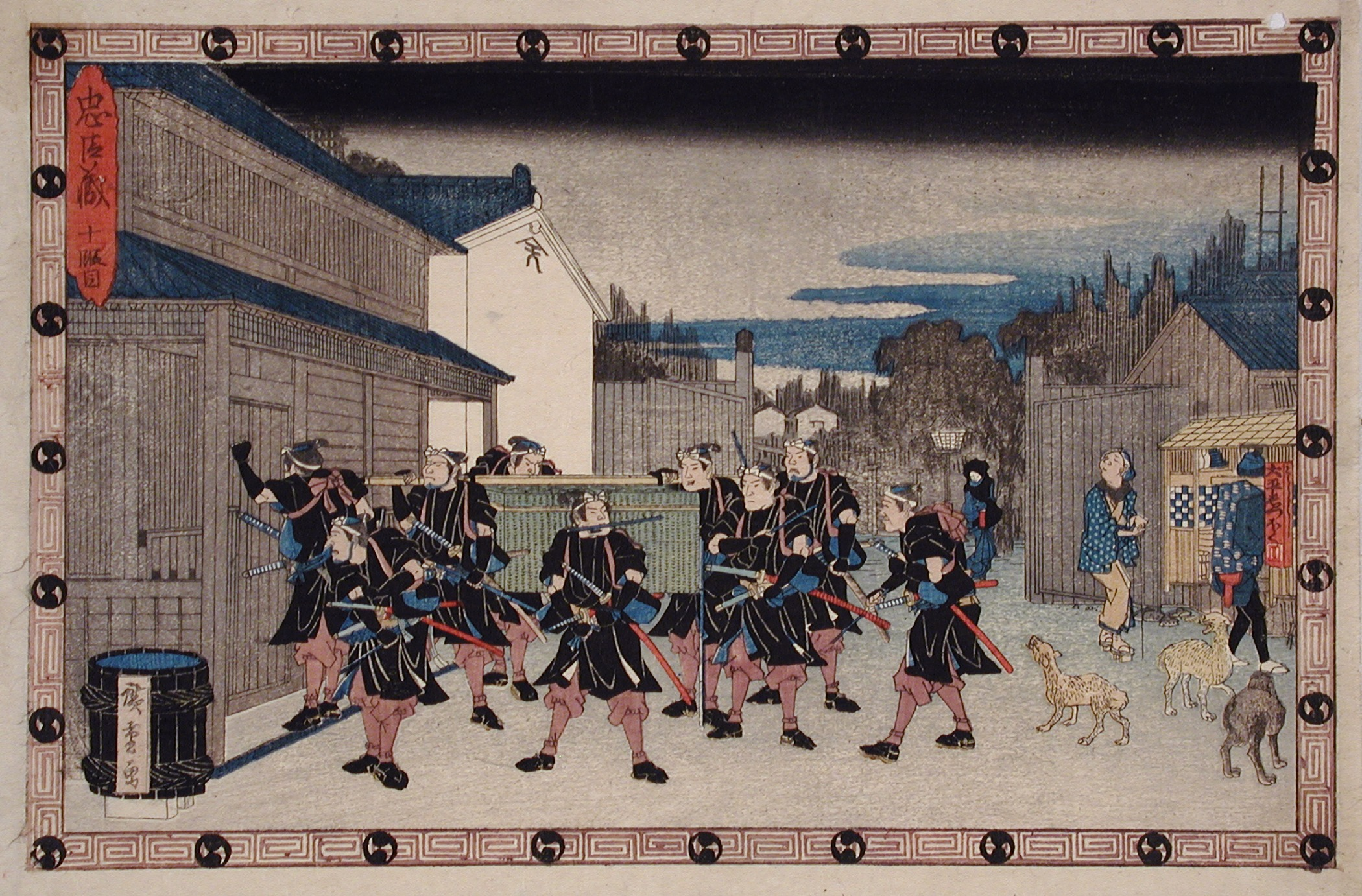
「忠臣蔵　十段目」　由良助たちのために武器防具を手配する天河屋義平の店に、捕り手が踏み込もうとするが…。広重画。

（天河屋の段）夜になった。大勢の捕手が現われ店に踏み込み、義平を捕らえようとする。「コハ何故」という義平に対し、塩冶判官の家来大星由良助に頼まれ武器防具を鎌倉に送ろうとしたことが露見したので、義平を急ぎ捕らえに来たのだという。「これは思ひもよらぬお咎め、左様の覚えいささかなし」と言おうとする義平に捕り手たちは「ヤアぬかすまい、争はれぬ証拠有り」と、荷物を持ち込んだ。見ればそれは、義平が大星たちのために送る荷を入れた長持で、中には武具防具が入っている。そのまだ菰に巻かれて鍵のかかった長持を切り開こうとするのを見て義平は捕り手たちを蹴飛ばし、長持の上にどっかと座った。
これはさる大名家の奥方が使うわけありの道具が入っている、それを開けて見せてはそのお家の名が出て迷惑の掛かる事と、義平は長持を開けさせることを拒む。それを見た捕り手の一人が一間の内に駆け入り、義平の子のよし松を引き出した。「有りやうにいへばよし、言はぬと忽ちせがれが身の上、コリャ是を見よ」と、刀を抜いてよし松の喉もとに差しつけた。義平はこれを見てさすがにはっとしたが、顔色は変えずに次のように言った。「女わらべを責める様に、人質取っての御詮議。天河屋の義平は男でござるぞ。子にほだされ存ぜぬ事を、存じたとは得申さぬ…」
だが捕り手たちもそれに退くことなく、「白状せぬと一寸試し、一分刻みに刻むがなんと」というが義平も「オオ面白い刻まりょう」と、ついには捕り手たちよりわが子をもぎ取って、自ら絞め殺そうという勢いである。だがそこへ、「ヤレ聊爾せまい義平殿」という声とともに、なんと長持の中から現れたのは由良助であった。
じつは捕手は大鷲文吾や矢間重太郎をはじめとする判官の家臣たちで、由良助は義平の心を試したのだと謝った上で、「武士も及ばぬ御所存、百万騎の強敵は防ぐとも、左程に性根は据はらぬもの」と義平を褒め称えるのであった。捕り手に化けていた人々も「無骨の段まっぴら」と、畳に頭を擦り付けるようにして義平に頭を下げる。やがて由良助はこの場を立とうとするが、義平は目出度い旅立ちに手打ちの蕎麦を差し上げたいというので、由良助は「手打ち」とは縁起がよいとその馳走に与ることにし、義平に案内されてみな奥へと入った。
そのあと、ひとりの女が提灯を持って、天河屋の戸口にまで来る。義平の女房の園である。鍵がかかっているので伊吾を呼ぶとやってくる。園がわが子よし松の様子を案じて伊吾に尋ねていると、義平が来て伊吾を奥へとやり、再び戸口に鍵をする。「コレ旦那殿、言ふ事があるここあけて」「イヤ聞く事もなし」と義平は聞く耳を持たない。義平は園の親の了竹が斧九太夫に繋がる悪人なので、園とはいったん縁を切る心であった。だが園は戸の隙間から、最前了竹が義平に書かせた離縁状を投げ入れた。了竹からこの離縁状を盗みこっそり抜け出して来た、了竹とは親子の縁を切るつもりだと園はいう。義平も、まだ幼子で母を慕うよし松のことを思うと不憫ではあったが、それでも了竹に渡したはずの離縁状を内緒で手にしては「親の赦さぬ不義の咎」、筋が通らないから持って帰れと離縁状を返し、戸口もしっかりと閉めてしまった。
ひとり表に残された園は、「咎もない身を去るのみか、我が子にまで逢はさぬは、あんまりむごい胴欲な」と、その場で嘆き伏してしまう。やがて、もうこうなっては親了竹のもとにも戻れない、自害して果てようとその場を立ち駆け出そうとした。するとそこへ、覆面をした大男が現われ園をひっ捕らえて髷を切り、園が髪に挿していた櫛や笄、また懐のものまで奪って逃げ去った。盗られたのは離縁状である。髪を切って離縁状まで奪ってゆくとはなんということか、いっそ殺してと園は泣き叫び、義平もこの表の様子に気付き驚いて飛び出そうとしたがそれを堪え、ためらいつつ門口にとどまる。
そこへ奥より由良助たちが出てきて、義平に暇乞いを述べ、出立しようとする。このとき由良助は世話になったお礼にと、白扇に載せたなにかの包み物を義平に贈ろうとしたが、義平はこれを金包みだと思い怒る。自分は礼が欲しくて世話をしたのではない、義心からのことであるという義平、しかし由良助は「寸志ばかり」のことと言い残し、そのまま表を出る。義平はいよいよ腹を立て、贈られた包み物を蹴飛ばした。するとその中から飛び出したのは金子にあらで、最前に園の頭から切った髪と櫛笄、そして離縁状。それらを表から見た園はびっくりして駆け寄る。義平も驚きつつ、さてはさっき園の髪を切ったのは由良助たちだったのだと気付く。それは由良助が大鷲文吾にやらせたことだった。
園の髪を切ったのは「いかな親でも尼法師を、嫁らそうとも言ふまい」、すなわち尼であれば、同じ屋根の下に暮らしていても夫婦とはいえないから、これで了竹に対しては申し訳が立つだろう。そして髪はいずれ伸びるから、その櫛笄が髪に挿せるようになったら改めて夫婦として縁を結べばよい。これが世話になった義平への返礼であった。義平は園とともに由良助に感謝する。そしてさらに由良助は、「兼ねて夜討ちと存ずれば、敵中へ入り込む時、貴殿の家名の天河屋を直ぐに夜討ちの合言葉」として、「天」と呼べば「河」と答えるよう定め、由良助たちは天河屋を出立するのであった。
⇒（十一段目あらすじ）

### 解説（十段目）
「天河屋義平は男でござる」の名科白で有名なのがこの十段目であるが、歌舞伎では天保以降幕末になるとあまり上演されなくなり、さらに戦前まではまだ上演の機会もあったが、現在ではほとんど上演されることがない。八代目坂東三津五郎は、この十段目が上演されなくなったのは幕末の世情不安から、その上演を憚る向きがあったのではないかと述べている。戦後も二代目市川猿之助、八代目三津五郎、昭和61年（1986年）12月国立劇場の通しで五代目中村富十郎が、平成22年（2010年)1月大阪松竹座の通しで五代目片岡我當が勤めたくらいである。ほとんど上演されないので、型らしい型も残っていない。
この十段目については、「作として低調」「愚作」といわれ評判が悪い。役者のほうでも、義平の心をしかも子供を枷にしてわざわざ試し、そのあと長持の中から出てくる由良助が、これでは演じていて気分が悪いと散々である。ゆえに由良助ではなく不破数右衛門をその代りとして出したこともあった。しかし寛延2年6月に中村座で上演されたときには二代目市川團十郎が義平を勤めており、しかも團十郎はこのとき義平の役ひとつだけであった。また『古今いろは評林』においても義平について、「立者の勤めし役也…海老蔵（二代目團十郎）仕内は各別なり」と記し、後半の女房の園とのやりとりをひとつの見せ場としていたことがうかがえる。
斧九太夫は師直に繋がる人物であり、その九太夫の掛り付けの医者だったのが義平の舅大田了竹である。九太夫は七段目の時点で死んだと見られるが、了竹はいまだ師直と繋がっている可能性があった。そこで義平は自分の女房の園から討入りの秘密が漏れぬよう、いったん自分のそばから園を遠ざけていたのである。そして案の定、離縁状を書いて渡したとき了竹は次のようにいう。
「聞けばこの間より浪人共が入り込みひそめくより、園めに問へど知らぬとぬかす。何仕出かそうも知れぬ婿、娘を添はして置くが気遣ひ。幸いさる歴々から貰ひかけられ、去り状（離縁状）取ると直ぐに嫁入りさする相談…」
要するに了竹は、義平が師直を仇と狙う塩冶浪士に加担しているのではと疑っていた。これでは園を呼び戻すことも出来ない。園がひそかに店の表に来て離縁状を持ってきたときも、義平は筋が通らぬといってそれを突き返したが、それだけではなく了竹本人のことが枷となっていたのである。しかし義平と園のあいだにはよし松という幼い子もあり、よし松のことを気遣い嘆く園を不憫であると義平も本心では思っていた。だがそうかといって今、中に入れるわけには…と、この女房とわが子をめぐる葛藤が、義平を演じる役者にとっては古くは見せ場のひとつになっていたということである。しかし初演からはるか後になるとこうした見どころも、人々の目から見れば飽き足らないものとなってしまったようである。なお「忠臣蔵」という言葉はこの段の最後に、「…末世に天（あま）を山といふ、由良助が孫呉の術、忠臣蔵ともいひはやす」と出ている。

## 十一段目・合印の忍び兜

### あらすじ（十一段目）
（討入りの段）ついにその日はやってきた。大星由良助たちは渡し舟に乗り込み、ひそかに稲村ヶ崎に上陸する。陸に上がったのは一番が由良助、二番目が原郷右衛門。三番目が大星力弥…と、四十六名の者達が、揃いの袴に黒羽織、胴には「忠義」の文字を入れた胸当てを着け、さらに各々の名を記した袖印を付けている。予てよりの「天」と「河」との合言葉を忘れるなと云い合わせ、取るべき首はただひとつと、皆は師直の館へ向う。
かくとは知らぬ師直は、伝え聞いた由良助の放蕩が本心だと真に受け油断していた。今日も今日とて薬師寺次郎左衛門を客とし、芸子や遊女も呼んで酒宴の大騒ぎ、果ては酔いつぶれて誰彼の別なくその場で雑魚寝のだらしなさである。その油断を狙って矢間重太郎と千崎弥五郎が館の塀に梯子を掛け、そのまま登って塀の中へと忍び入った。館の内から表門のかんぬきを外し、皆を招き寄せる。館の建物には雨戸が入れてあったが、あの山科の閑居で由良助が本蔵に見せたように、竹をたわめて綱を張り、その綱を切った反動で雨戸をばらばらと外し、諸士は裏門からも提灯や松明を持って邸内へと乱れ入った。これに「スハ夜討ちぞ」と師直側も気付き斬り合いとなるが、由良助は「ただ師直を討取れ」と諸士に下知する。

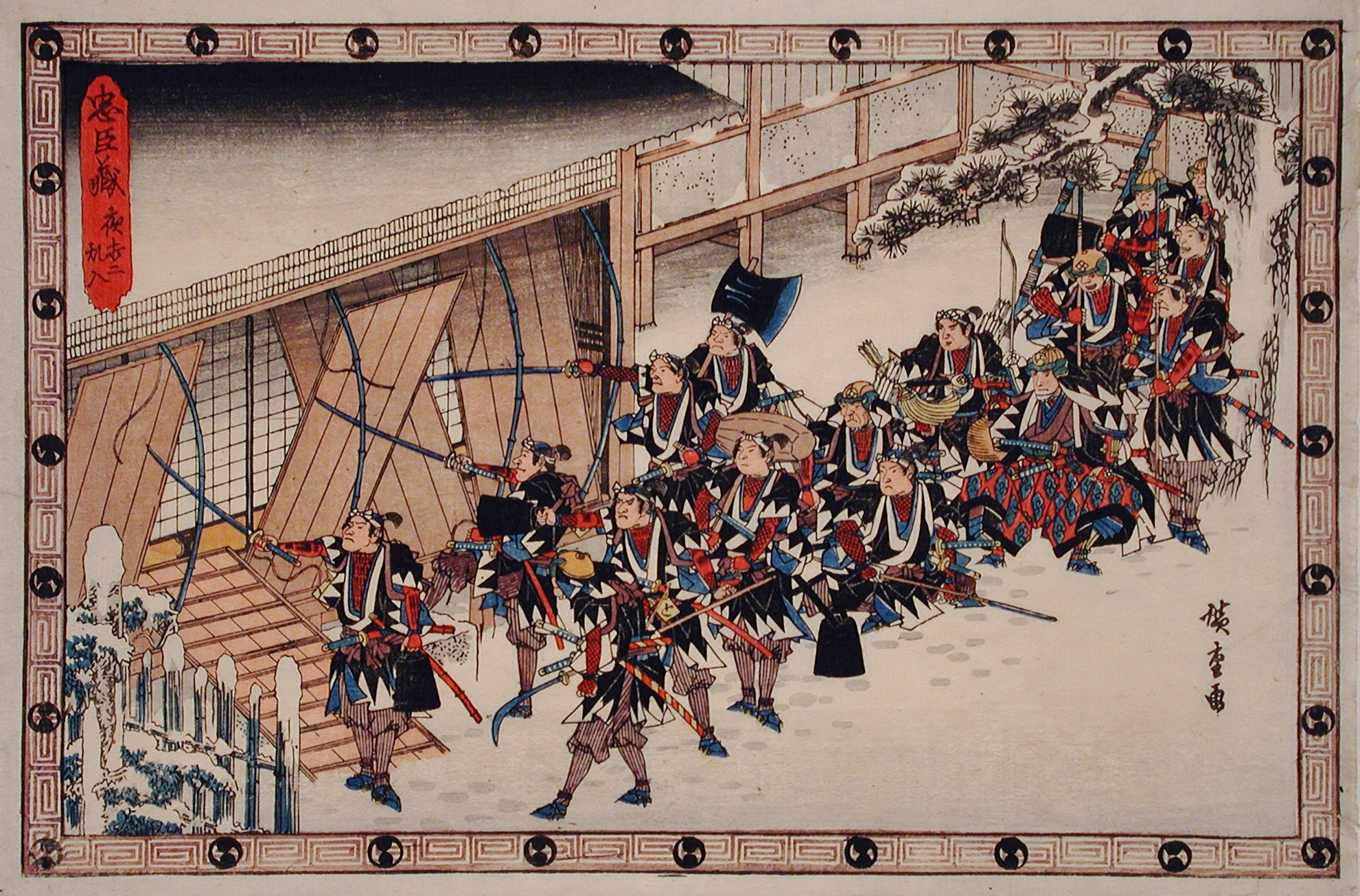
「忠臣蔵　夜討二・乱入」　竹に綱を張って作った弓を雨戸にはめ、綱を切ると雨戸がばたばたと外れる。広重画。

すると師直の館の両隣にある屋敷でも師直邸での騒ぎに気が付き提灯を高く掲げ、何の騒ぎかと由良助たちに呼びかけた。由良助は、自分たちは塩冶判官の旧臣である、亡君の仇である師直を討ちに来たのであり、そのほかに危害を加えるつもりはないと申し述べると、両隣の二つの屋敷は神妙であると感心し、提灯を引いて静まり返った。
やがて戦いから一時ばかりが過ぎたが、師直側は手負いの者数知れず、味方は二、三人ばかりが薄手を追っただけである。ところが肝心の師直が、屋敷のどこを探しても見当たらない。もしや館から外へ逃れたのかと、寺岡平右衛門が表へと駆け出そうとするまさにその時、矢間重太郎が師直を引っ立てて現れた。柴部屋に隠れていたのを見つけたのだという。由良助は「出かされた手柄手柄。さりながらうかつに殺すな。仮にも天下の執事職、殺すにも礼儀有り」と師直を上座に据え、おとなしく首を渡すように述べると師直は、予てから覚悟はしていた、さあ首取れといいながら油断させ抜き打ちに切りかかった。だが由良助はそれを避け、「日ごろの鬱憤この時」と切りつけると、それに続いて浪士たちも師直に刀を浴びせ、最後は判官が切腹に使った刀によってその首を掻き切る。ついに本懐は遂げられた。一同の喜びようはこの上もなく、みな嬉し涙に暮れるのであった。
由良助は懐より塩冶判官の位牌を取り出し、師直館の床の間に据え、さらにその前に師直の首を置いて亡君に手向け、涙して礼拝する。その位牌へ焼香の一番目には、師直を見つけた矢間重太郎が行った。その二番目には由良助がと皆が勧めるが、由良助は「イヤまだ外に焼香の致し手有り…早の勘平がなれの果て」と言って懐より縞の財布を取り出した。これこそは勘平を苦しめ自害させ、そしてせめてこれだけでも討入りのお供にと勘平から託されたあの財布である。「金戻したは由良助が一生の誤り」と、寺岡平右衛門に「そちが為には妹聟」と財布を渡し、亡君への焼香をさせるのだった。平右衛門は「二番の焼香早の勘平重氏」と高らかに、しかし涙声で呼ばわって焼香する。浪士たちも勘平の身の上に、胸も張り裂ける思いである。
そのとき俄に人馬の声と陣太鼓、そしてときの声が上がる。さてはまだいる師直の家来たちが攻めかけてきたかと思うところ、そこへさらに駆けつけてきたのは桃井若狭之助。若狭助は、今表から攻めてきたのは師直の弟師安の手勢で、ここはひとまず判官の菩提所光明寺へと退くようにという。由良助たちはその言葉に従い、後のことは若狭之助に任せて立ち退くことにした。すると今までどこに隠れていたのか、薬師寺と鷺坂伴内が現われ「おのれ大星のがさじ」と討ってかかる。それらの相手に力弥が切り結び、最後は薬師寺も伴内も斬られて息絶える。それを見た人々は手柄手柄と賞美するのであった。

### 解説（十一段目）
すでに述べたように、『仮名手本忠臣蔵』は全十一段の構成となっているが、これを内容の上で通常の五段続の義太夫浄瑠璃に当てはめるとすれば、次のようになる。
- 【大序、二段目、三段目】…初段
- 【四段目】…二段目
- 【五段目、六段目】…三段目
- 【七段目、八段目、九段目】…四段目
- 【十段目、十一段目】…五段目

五段続の浄瑠璃では五段目は物語の大団円を描くものだが、それはほんの申し訳程度の場面を付け加えたものであることが多い。ゆえに義太夫浄瑠璃の五段目はその多くが早くに廃滅し演じられなくなった。またこれは歌舞伎でも同様で、三段目の切または四段目の切まで演じてそれを「大詰」とするのが常であった。しかしこの五段目に当たる『仮名手本忠臣蔵』の十一段目は、「討入り」の場面として現在に至るも演じられている。それは後に述べるように、原作通りではない改変された内容になってはいるものの、浄瑠璃や歌舞伎の芝居の中ではこれも冒頭の「大序」と同じく、稀な例といえる。
原作の十一段目の内容は近松の『碁盤太平記』の討入りの段によるところが大きい。冒頭の「柔能く剛を制し弱能く強を制するとは、張良に石公が伝えし秘法なり」というのも、この『碁盤太平記』から取ったもので、これをはじめとして浄瑠璃の詞章にかなりの部分を借りている。最初に由良助たちが船に乗って稲村ヶ崎を過ぎ岸に上がり、師直の館に討入って以降のくだりもおおむね同じといえる。しかし『仮名手本忠臣蔵』ではこの最後の場面で早の勘平を「財布」という形で登場させ、また討入りした浪士の人数を「四十六人」としており、じつはこの勘平も加えて「四十七人」としている。
この段は、現行の歌舞伎では原作の浄瑠璃からは完全に離れた内容となる。極端にいえば、上演ごとに異なった台本や演出となるので内容が一定しない。しかし由良助たちが師直の館に討入り、師直側と大立回りのすえ最後は炭小屋に隠れていた師直を討ち取るという筋書きは変わらない。その一例として以下を掲げる。

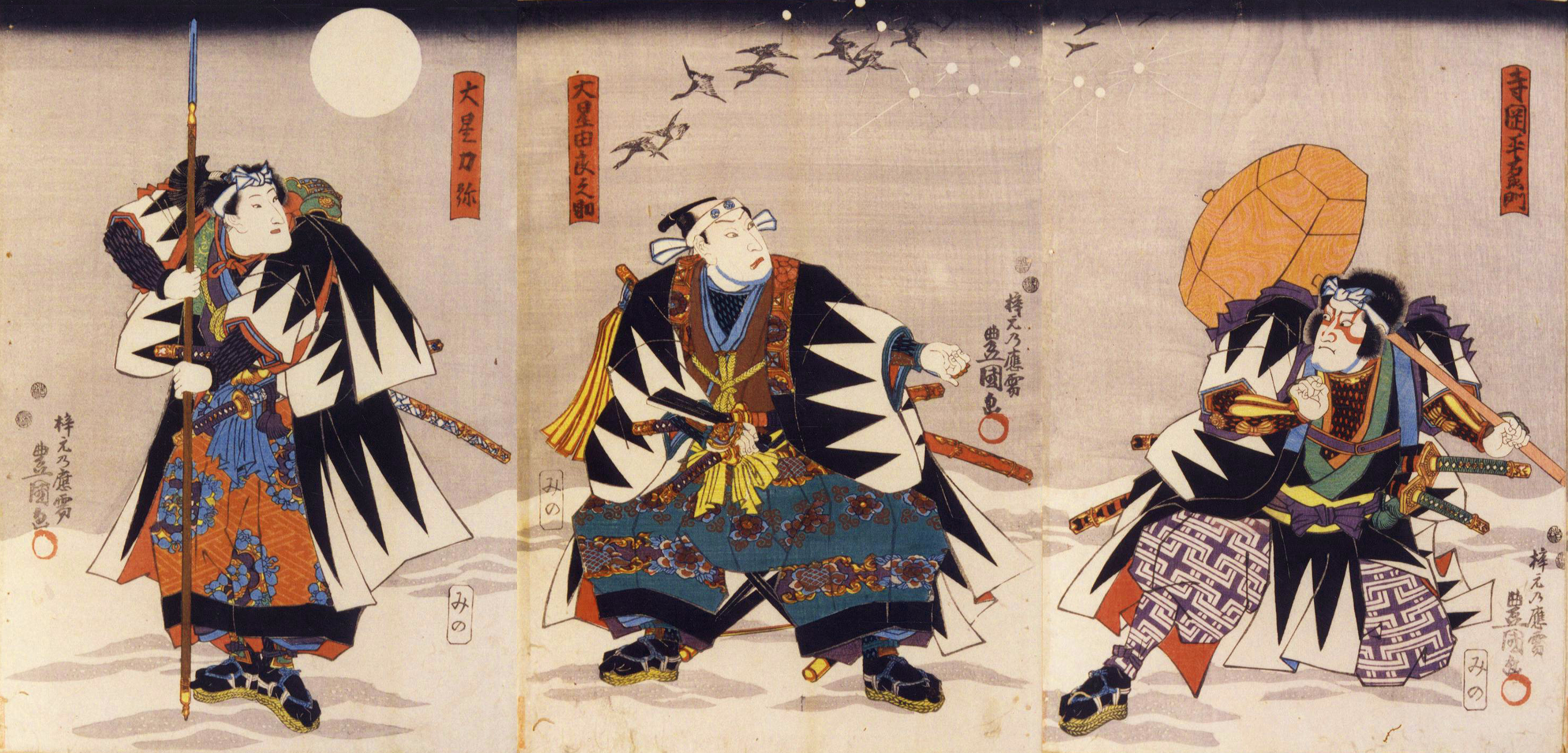
「十一段目」　左から三代目岩井粂三郎の大星力弥、五代目澤村長十郎の大星由良助、二代目市川九蔵の寺岡平右衛門。嘉永2年（1849年）7月、江戸中村座。三代目豊国画。

（高家門前の場）由良助、力弥ら浪士たちは師直館の門前に居並び、館の中へと討入ろうとする。
（高家討入りの場）浪士たちと師直の家来たちとのあいだで大立回りが演じられる。清水一角などが雪の降るなか浪士たちと応戦。最後には浪士たちは炭小屋に隠れていた師直を見つけ引き出す。由良助は判官の形見の腹切り刀を差し出し自害するよう師直に勧めるが、師直はその刀で由良助に突きかかってくる。由良助は師直から刀をもぎ取り刺し殺す。そしてその首を討ち、由良助たちはついに本懐を遂げ勝どきをあげる（現行では、ここで終演となる事が多い）。
（花水橋引き揚げの場）一同は師直の館を引き揚げ、判官の墓所のある光明寺（泉岳寺）へと向う。その途中、花水橋（両国橋に相当）で騎馬の桃井若狭之助（または服部逸郎）と出会い、若狭之助は一同の労をねぎらう。由良助たちは若狭之助と別れ、花道を通って引っ込み幕。
「引き揚げの場」は嘉永2年9月、江戸中村座で初めて上演された。

## その後の上演
寛延元年の8月14日から竹本座で上演された『仮名手本忠臣蔵』は、「古今の大入り」となった。ところがその興行の最中、竹本座の中で揉め事が起こる。それは人形遣いの筆頭である吉田文五郎と、太夫の筆頭である竹本此太夫が九段目について演出上のことで対立し、最後は此太夫がほかの主要な太夫たち数名とともに竹本座を離れ、竹本座とはライバルであった豊竹座へと移籍してしまったのである。この騒動の後も竹本座では太夫を編成し直して興行を続けてはいたものの、次第に入りは薄くなり、その年の11月なかばには千秋楽となってしまった。しかし『仮名手本忠臣蔵』自体の人気はこれ以後も衰えることはなく、竹本座や豊竹座が退転したのちも人形浄瑠璃において上演を繰り返し、現在の文楽へと伝えられている。
江戸で人形浄瑠璃の『仮名手本忠臣蔵』が上演されたのは大坂竹本座での初演の翌年、寛延2年の正月のことである。このときは文五郎と此太夫の騒動の余波で竹本座を離れ、さらに大坂も離れて江戸に下っていた豊竹駒太夫が堺町の肥前座で、『忠臣蔵』の七段目と九段目を語った。この興行も「古今無類の大当り」といわれるほどの大評判を取ったという。
いっぽう歌舞伎としては、竹本座で初演されたその年の12月1日、大坂中の芝居において『仮名手本忠臣蔵』は初めて上演された。江戸では翌寛延2年2月6日より森田座で、同年5月5日からは市村座で、6月16日には中村座で上演された。京都では同年3月15日より中村松兵衛座（北側芝居）での上演が最初である。その後歌舞伎においても途切れることなく、現代に至るまで上演を繰り返している。
その上演頻度は、歌舞伎だけに限っても初演から幕末までのおよそ120年間、江戸と上方の「大芝居」すなわち官許の大きな劇場だけで『仮名手本忠臣蔵』は280回興行されているが、そのほか『仮名手本』ではない赤穂義士劇も165回上演されており、これを平均すると年に四回というペースで上演されていたことになる。当時は今と違い、歌舞伎の演目はその都度新作を書いて上演するのが建前であったことを考えれば、『仮名手本』を含めた赤穂義士劇の人気がどれほど高かったかがうかがえよう。そのあまりの上演頻度に「なんぼ歌舞伎の独参湯じゃというて、湯茶の代りに飲んでは効くまい」（『役者金剛力』、天保11年〈1840年〉刊）といわれるほどであった。そして『忠臣蔵』の人気は近代以降も衰えることがなかった。
赤穂義士劇は上でも述べたように古くはその「世界」等が定まらなかったが、『仮名手本忠臣蔵』が上演され人気を博してからは、これ以後書かれた浄瑠璃・歌舞伎の赤穂義士劇も『仮名手本忠臣蔵』における「世界」と人物設定を用いて作劇されるようになった。また『忠臣蔵』の人気は芝居だけに留まらず文芸や音曲、寄席芸、大道芸、果てはおもちゃの類にと、ありとあらゆるものに取り上げられているが、それらについては忠臣蔵物の項に譲ることとする。『仮名手本忠臣蔵』の人気により、「遅かりし由良之助」のように赤穂事件に関わる実在の人物の名よりも、本作における登場人物の名が用いられることもあった。

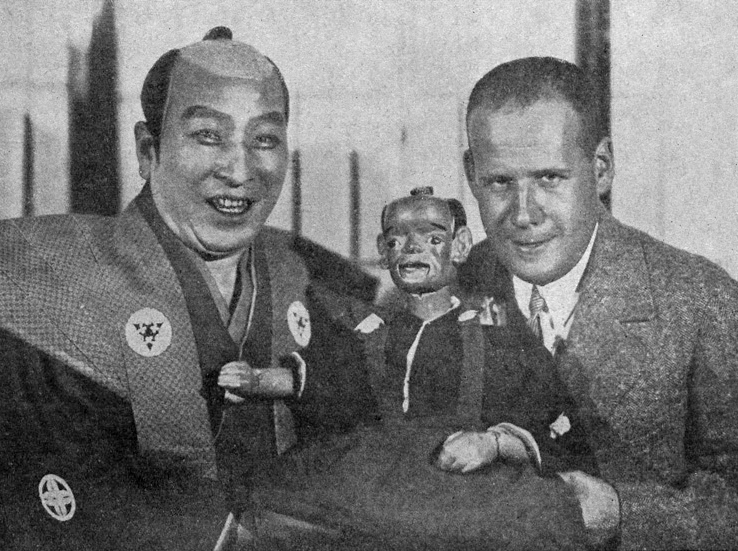
1928年、歌舞伎ソ連公演中のモスクワにて。左は大星由良助に扮した二代目市川左團次、右は旧ソ連の映画監督セルゲイ・エイゼンシュテイン。

昭和3年（1928年）8月、旧ソ連において史上初の歌舞伎の海外公演が行われることになった。これは前年11月に小山内薫がモスクワを訪問した折、ソ連側の関係者との話がきっかけで実現したものである。座組は二代目市川左團次以下20名、ほかに竹本や長唄、大道具小道具床山など総勢48名がソ連へと渡航し、モスクワとレニングラードの劇場で二十六日間に渡って歌舞伎の公演を行った。この公演は大好評、連日の大入り満員を以って迎えられたが、このとき演目のひとつとして『仮名手本忠臣蔵』が大序から四段目まで、それに討ち入りも加えて上演された。この『忠臣蔵』を見たセルゲイ・エイゼンシュテインは、四段目の明け渡しの場での左團次扮する大星由良助の演技について、興味深く記録している。
しかし第二次世界大戦後、『忠臣蔵』は上演禁止の憂き目にあう。日本を占領統治下においたGHQは軍国主義を鼓吹するものなどを禁止し、その中で歌舞伎も一部の演目が上演を禁じられたが、特に『忠臣蔵』は仇討を奨励する危険な演目であるとして、GHQから目をつけられていたのである。昭和20年（1945年）11月15日、GHQは松竹、東宝、吉本興業に対し、歌舞伎の演目で「上演可能」なものと「上演不可能」なもののリストを出すよう指令した。松竹は同年12月、河竹繁俊や久保田万太郎などの識者を集め脚本の再検討を行い、敵討ちや心中物、曽我物などを上演する演目から締め出すことを決定し、そのなかには『忠臣蔵』も含まれていた。
昭和22年(1947年)7月その禁は解かれ、同年11月には空襲の難を逃れていた東京劇場で『仮名手本忠臣蔵』が上演された。このときは昼夜二部制の九段目までの上演で、二段目と八段目を略し、四段目の次に『落人』を出す構成であった。主な配役は以下の通りである。
- 塩冶判官、戸無瀬（二役）…三代目中村梅玉
- 高師直、早野勘平（二役）…六代目尾上菊五郎
- 大星由良助、不破数右衛門（二役）…七代目松本幸四郎
- 顔世御前、一文字屋お才、お石（三役）…七代目澤村宗十郎
- 桃井若狭之助、寺岡平右衛門、加古川本蔵（九段目）（三役）…初代中村吉右衛門
- 足利直義、おかる（落人）…十六代目市村羽左衛門・四代目中村もしほ（一日替り）
- おかる（六・七段目）…三代目中村時蔵
- 石堂右馬之丞、千崎弥五郎（二役）…七代目坂東三津五郎
- 薬師寺次郎左衛門、斧定九郎（二役）…九代目市川海老蔵
- 大星力弥…七代目尾上梅幸
- 鷺坂判内（落人）…二代目尾上松緑
- 判人源六…四代目市川男女蔵
- 小浪…六代目中村芝翫

これは当時考えられる最高の配役といえるものであったが、この配役についてはGHQの検閲官だったフォービアン・バワーズの指示によるものがあったという。ともあれこの興行は初日から満員御礼で、切符を求める客が殺到する大当りとなった。

## 現行の歌舞伎での上演形態
『仮名手本忠臣蔵』は現在でもほぼその全段が演目として残っている稀な義太夫浄瑠璃・丸本歌舞伎である。ただし現行の歌舞伎では、上演時間等の都合によって以下のように内容を大幅に省略している。
- 大序 : おおむね省略なし。
- 二段目 : ほとんど上演されず、上演することがあっても改作の「建長寺」を二段目として出すことが多い。
- 三段目 : ほとんどの場合「どじょうぶみ」と「裏門」を省略し、また幕間を置かず次の四段目を続けて上演する。
- 四段目 : 「花籠」（花献上）が省略され、この四段目のあと清元『落人』を挿入する。
- 五段目 : 省略なし。普通ではこのあと幕を引かずに舞台を廻し、すぐに六段目の場となる。
- 六段目 : 原作冒頭のおかると母のやりとりから、一文字屋（お才）が訪ねて来るまでを略す。
- 七段目 : 冒頭の九太夫と伴内の登場を略す。なお現行では通しでもこの七段目までしか上演されず、その後に「討入り」の幕が付け加えられることがある。
- 八段目 : みどり狂言形式の興行で、独立した所作事として上演されることがある。
- 九段目 : これもみどり狂言形式の興行で、一幕物の演目として上演されることがある。ただしそれでも「雪転し」が通常省略される。
- 十段目 : ほとんど上演されない。
- 十一段目 : 現行の討入りの場面は原作の浄瑠璃の内容に基づくものではなく、幕末から明治にかけての後人の補筆によるものである。

要するに現行で上演される場合には、
1. 大序
2. 三段目・四段目
3. 『落人』（ここまで昼の部）
4. 五段目・六段目
5. 七段目（このあと「討入り」の幕が付く事あり）

という構成になることが多い。なお通常二段目・八段目・九段目はあまり上演を見ないが、昭和49年（1974年）の国立劇場において逆に二段目・八段目・九段目だけを上演するという試みがあった。こうしないと、九段目までに至る力弥と小浪の関係がほとんどわからないからである。

## 刊行本
『仮名手本忠臣蔵』の本文は近代以降に活字本として出版されたものも多い。以下はその本文を収めた刊行本について、後述の参考文献と重なるものも多いが掲げておく。現在の公立図書館や一般の書店で目にしやすいと見られるものに限った。
浄瑠璃本
- 『日本古典文学大系』51（岩波書店） : 『浄瑠璃集　上』
- 『新潮日本古典集成』（新潮社） : 『浄瑠璃集』
- 『新編日本古典文学全集』77（小学館） : 『浄瑠璃集』
- 『岩波文庫』（岩波書店） : 『仮名手本忠臣蔵』　※1937年初版のものを2013年に復刻したもの（リクエスト復刊）。付録として『古今いろは評林』を収録する。

歌舞伎脚本
- 『名作歌舞伎全集』第二巻（東京創元社） : 丸本時代物集一
- 『歌舞伎オン・ステージ』8（白水社） : 『仮名手本忠臣蔵』　※注釈付き。

## こぼれ話
大序
- 梨園ではこの『忠臣蔵』に限っては、どの役柄でも先人に教えを乞うことは恥といわれるほどである。八代目坂東三津五郎がまだ坂東蓑助と名乗っていた十代のころ、大序の直義をはじめて演じることになった。歌舞伎では役をあてられた役者には、その役者が言うべきせりふだけを記した「書き抜き」が渡されるが、蓑助が渡された書き抜きを見ると表紙だけで中身がない。それで父親の七代目三津五郎に「お父さん表紙しかない」というと、「そんなこといったら恥をかくよ。忠臣蔵は全部ないんだ」といわれたという。要するに役者にとっては改めて書き抜きなど貰う必要はなく、普段から何の役だろうとよく心得ておき、これをやれといきなり言われても出来て当たり前なのが『忠臣蔵』なのだということである。この表紙だけの書き抜きは『菅原伝授手習鑑』や『義経千本桜』においてもそうだったという。
- 八代目三津五郎が十八、九のころ、東京劇場で『忠臣蔵』が上演されたときのこと。大序の鶴岡八幡の舞台に飾られる大銀杏の木は、葉が黄色いのが従来からの約束であるが、本文には「暦応元年二月下旬」とある。この食い違いに六代目坂東彦三郎が異を唱えた。「これは秋じゃねえんだ。本文によれば二月下旬（陰暦）なんだから黄色いわけがねえ」と、葉の色を青葉に変えさせた。ところが初日の幕が開き、当時辛口の劇評家として知られた岡鬼太郎がこの青葉の大銀杏を見て、「だれがこんなことをした」とカンカンに怒った。次の日、大銀杏の葉はいつも通りの黄色に戻ったという。

二段目
- 二段目で加古川本蔵が主君桃井若狭之助の刀で松の枝を切ったのは、八代目三津五郎によればその刃に松脂を付け、刀を鞘から抜けにくくしたのだという。しかし十返舎一九著の『忠臣蔵岡目評判』では次のような話を伝えている（以下要約）。二段目を書いたのは三好松洛だが、松洛の或る弟子が「本蔵が主君の刀を断りもなくいきなり取り、松を切ったのは、主君に対して無礼な振舞いではないか」と松洛に尋ねた。松洛は片意地な性格で、人からの批判を受け入れることがなかった。その弟子にも怒って「おまえらの知ったことではない」と一喝し黙らせたが、後に再びその弟子が同じ事を問うたので、松洛は次のように答えた。「おまえらがそんな風に考えて浄瑠璃を書いたら、浄瑠璃を語る太夫も浄瑠璃の内容にいちいち疑問を差し挟むようになり、しまいには浄瑠璃を語れなくなる。人形遣いもそれと同じで、人形を舞台で遣えなくなるだろうが。私が書いた浄瑠璃だから名人といわれる人形遣いも、浄瑠璃の文句通りに人形を遣うんだ。おまえらも随分精を出して、こういう無理を書いても通るよう偉くなれ」。

三段目
- 六代目尾上菊五郎が師直、三代目中村梅玉が塩冶判官で三段目の「喧嘩場」を演じたときのこと。舞台で梅玉と二人だけとなった菊五郎がふと梅玉の腰の辺りを見ると、刀を差していない。塩冶判官が師直に斬りつけるのだから刀がなくては話にならないが、菊五郎が梅玉に「笹木さん（梅玉の本姓）刀ありませんなあ」というと「はァおまへんな」といって悠然としている。さすがの六代目もこれには慌て、後見（黒衣）に刀を持ってこさせようと、そのあいだ菊五郎がアドリブでいろいろなせりふを入れてその場をしのいだという。

四段目
- 屋敷明け渡しで由良助が門前から去るときに烏が鳴く。烏笛という笛を吹くのであるが、或る役者がこの明け渡しの由良助をやったとき本物を使おうと、その劇場の屋根に魚を置き、それを餌に烏をおびき寄せ鳴かそうとしたという。しかし人間と違って本物の烏のこと、やはりうまくいかずに失敗したのだとか。ちなみに初代中村吉右衛門の門人中村秀十郎はこの烏笛の名人だった。

五段目
- 猪役は「三階さん」と呼ばれる大部屋役者の役である。ある大部屋役者が猪役に出ることになり、楽屋で待機していたらうっかり寝てしまった。夢うつつに「シシ、シシ」と叫ぶ声がするので、さあ大変出る場面を過ぎてしまったと大慌てで花道から舞台に向って走り出したらちょうど四段目、判官切腹の場面で猪が飛び出し芝居がめちゃくちゃになった。「諸士」と舞台で言った声が「シシ」（猪）に聞こえてしまったのである。
- ある大部屋役者が猪役で出た時、揚幕の係がお前にも「成田屋」や「中村屋」のように声をかけてやろうというので、その役者は喜んだが何てかけてくれるのだろうと思った。いよいよ本番、猪が花道から飛び出した。すると揚幕係がかけたのが「ももんじ屋！」、場内も舞台裏も大爆笑だった（ももんじ屋は猪料理店の名）。
- また昔はかなりいい加減なというか、おどけた事も許されていたらしい。十七代目中村勘三郎の話によれば、ある猪役の役者は本舞台に行くと、大道具の松の木に手をかけ「向うに見えるは芋畑、芋でも食ってくれべえかぁ」といって見得をしたという。
- 与市兵衛、定九郎、勘平の三人は五段目と六段目で全員死ぬことになる。死ななかったのは、猟師の勘平に獲物として狙われていたはずの猪だけである。そこで江戸時代には、次のような川柳が詠まれている。「五段目で　運のいいのは　猪（しし）ばかり」
- 与市兵衛はまったくの創作上の人物だが、京都府長岡市友岡二丁目に「与市兵衛の墓」なるものが残っている。近代に観光用客寄せとして作られたものではない。与市兵衛と妻の戒名が記されている。無念の死を悼み、現在に至るまで花を手向ける人が絶えない（『長岡京市の史跡を訪ねて』長岡京市商工会刊）。

九段目
- 加古川本蔵が山科閑居に虚無僧姿で現われるが、この虚無僧の深編笠（天蓋）は、江戸時代には劇場側が芝居の小道具として作ってはならない決まりであった。それは実際に虚無僧が使っている編笠を、虚無僧寺から借りてきて使ったのである。この虚無僧の編笠をめぐる事件が当時起こっている。それは『仮名手本』ではないが忠臣蔵物のひとつ『太平記忠臣講釈』を上演した際に、或る役者がやはり虚無僧姿で出たときのこと、その役者が編笠を伏せて置いたのが大問題になった。虚無僧が編笠を伏せて置くのは、その虚無僧が重罪人であることを示すものだったからである。この舞台をたまたま見ていた本物の虚無僧がこれに怒り、虚無僧の作法ではないと仕切場（劇場の事務方）に怒鳴り込んで帰らない。結局、劇場側は謝罪文を書いて詫びたという。
- 平成19年（2007年）1月、大阪松竹座午後の部の「九段目」では十二代目市川團十郎の由良助、四代目坂田籐十郎の戸無瀬で上演され、このときの午前の部の『勧進帳』とともに、「市川團十郎」と「坂田藤十郎」の史上はじめての共演が実現した。

十一段目
- 討入りの場面では雪が降るのが約束だが、この雪は三角形の紙でできた雪である（現在では三角ではないこともある）。江戸時代には、『忠臣蔵』の討入りのように雪の降る芝居を出すときには髪結床を廻り、髪を結うときに出る元結の切れ端を集めた。その白い切れ端を雪にするためで、ほんらい捨てるものを利用して舞台に生かしたのである。

## ギャラリー

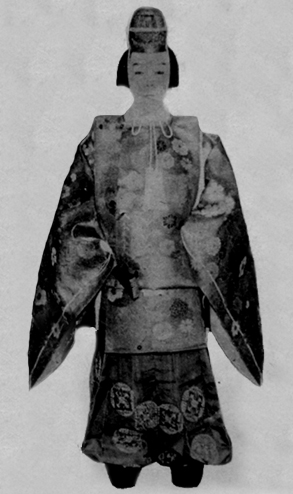
「大序」　四代目中村もしほの足利左兵衛督直義。昭和22年（1947年）11月、東京劇場。
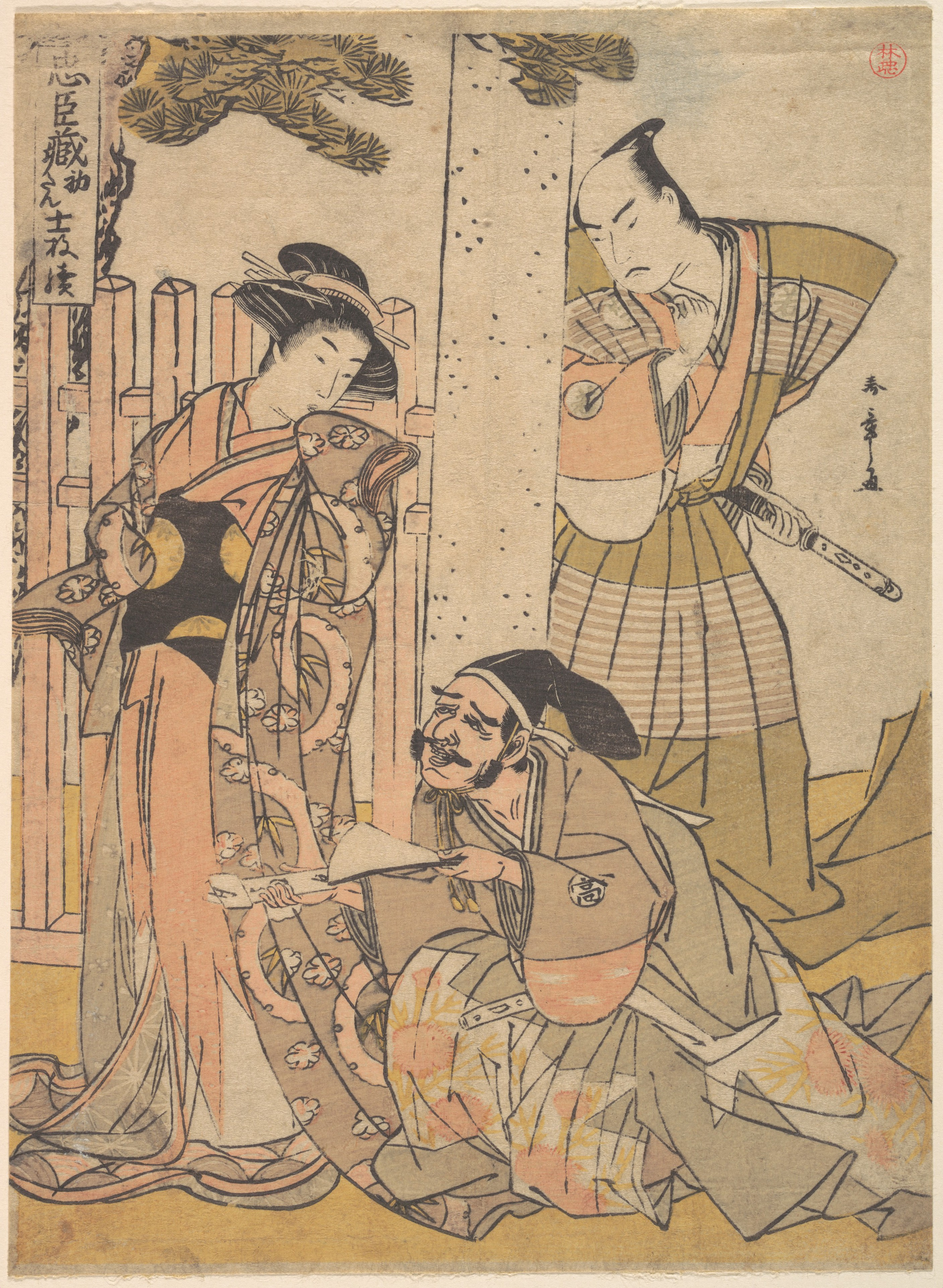
「忠臣蔵初だん　十一枚続」　かほよ御前に付け文を渡そうとする師直、その様子を伺う若狭之助。勝川春章画。
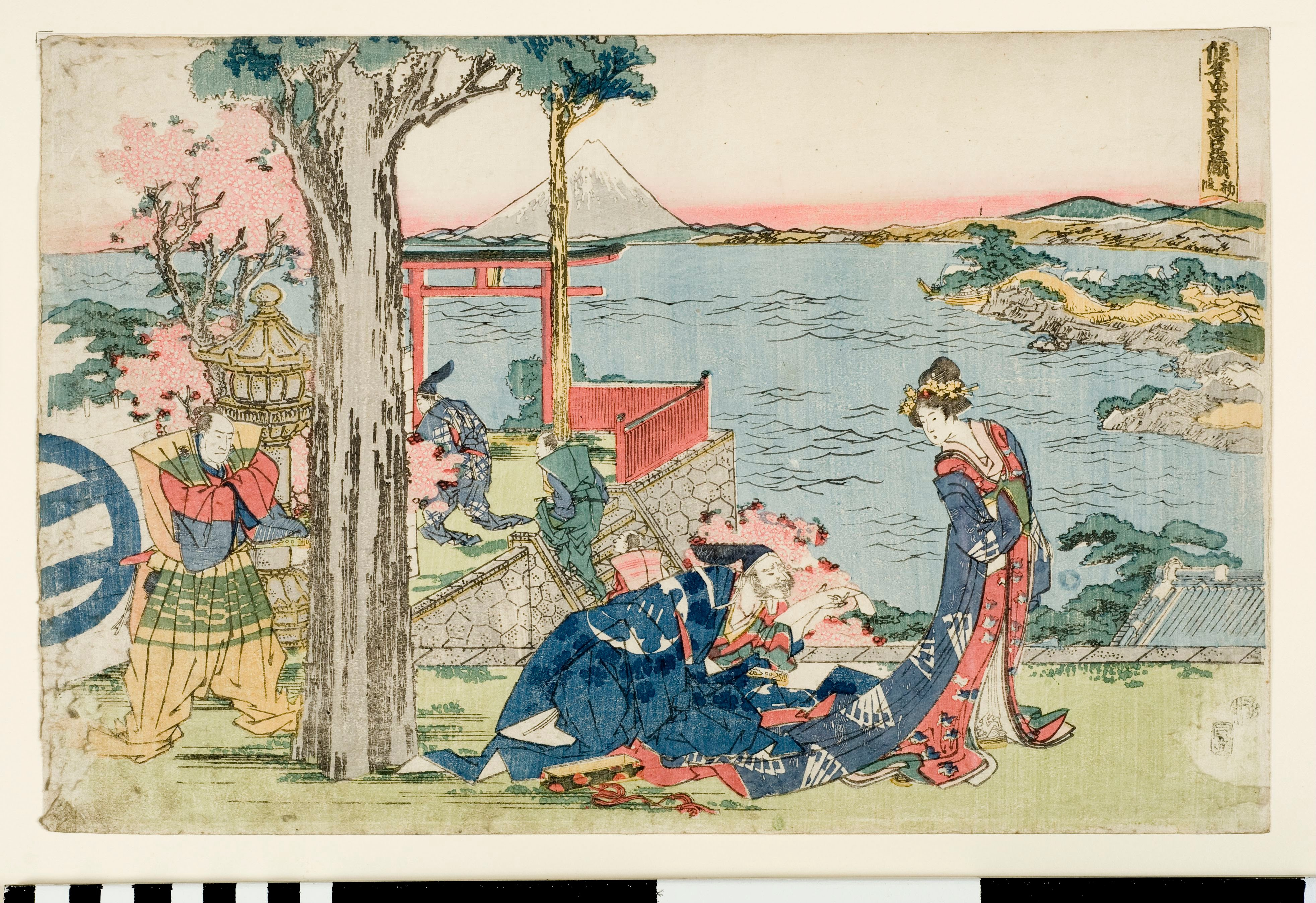
「仮名手本忠臣蔵　初段」　背景は鶴岡八幡の社殿がある方向とは逆の鎌倉の海を遠くに臨む。葛飾北斎画。
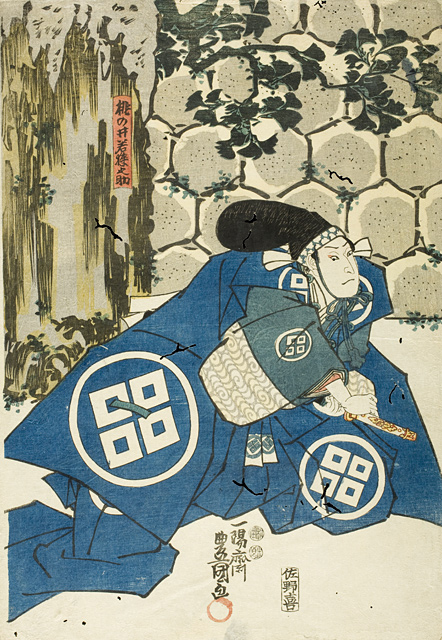
「大序」　五代目澤村長十郎の桃の井若狭之助。嘉永2年（1849年）7月、江戸中村座。三代目豊国画。
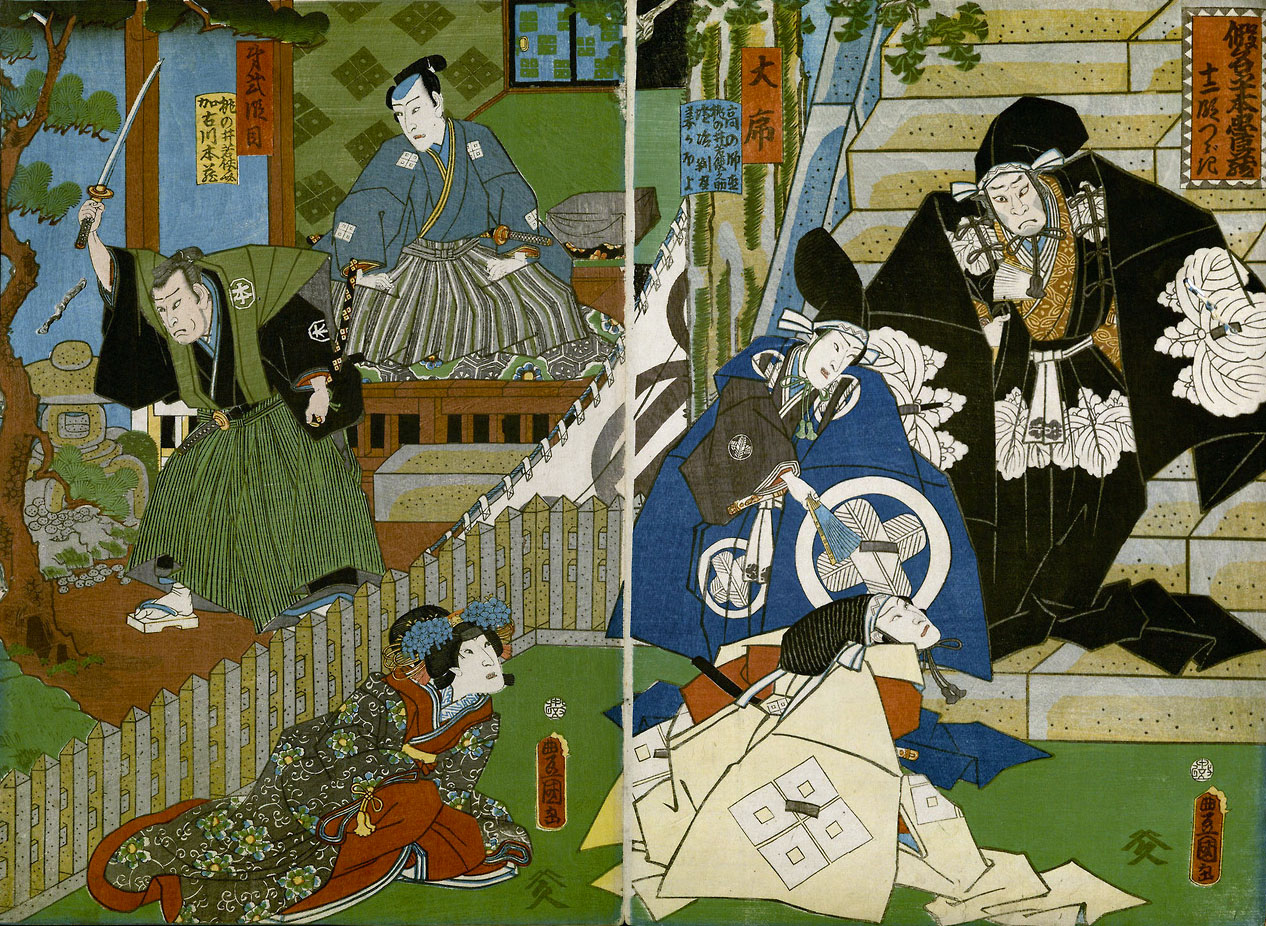
「仮名手本忠臣蔵　十二段つゞき　大序・第弐段目」　八代目片岡仁左衛門の高の師直と加古川本蔵、初代中村福助の塩冶判官、尾上梅幸（初代實川延若）の桃の井若狭之助、四代目尾上菊五郎の妻かほよ。万延元年（1860年）4月、江戸中村座。三代目豊国画。
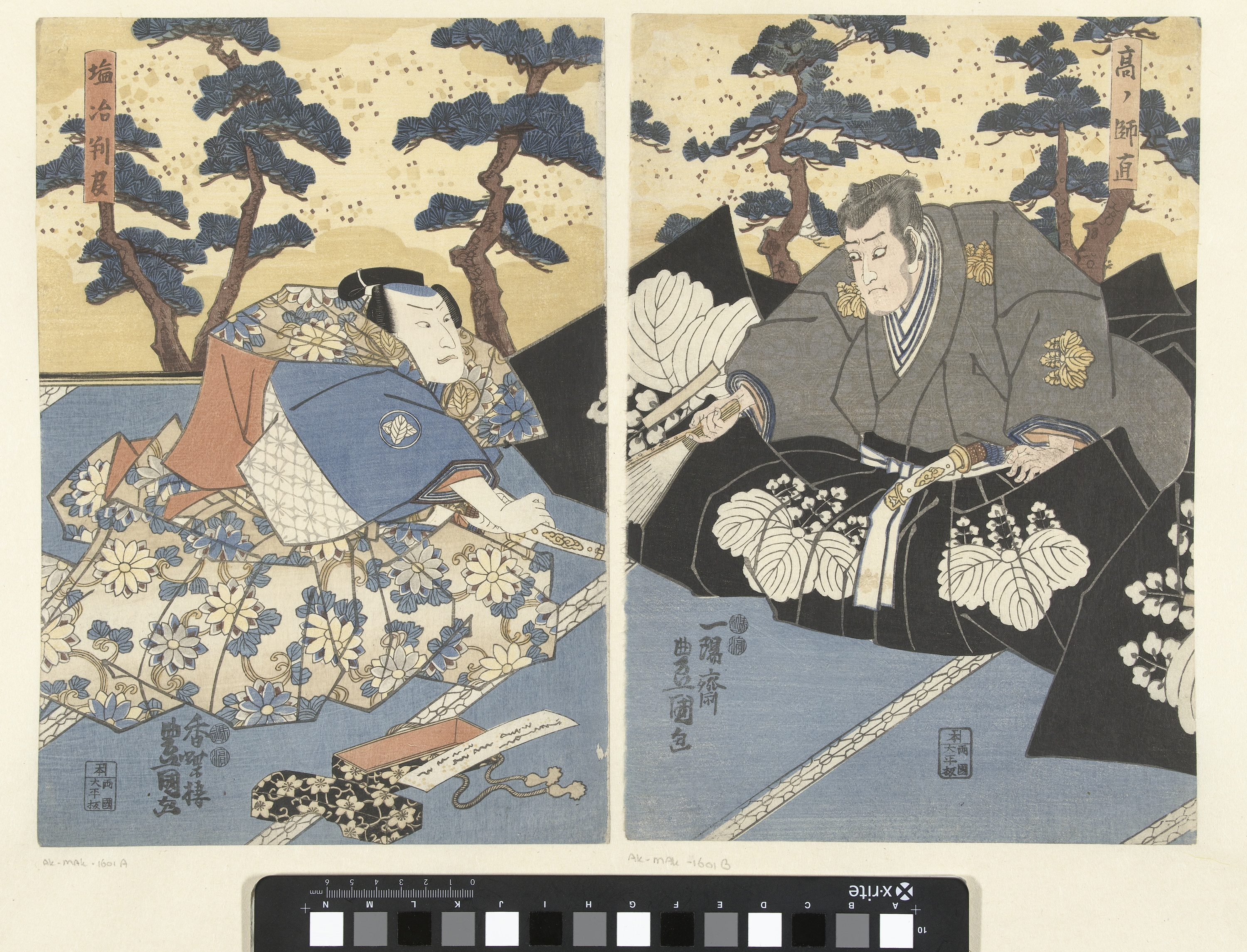
「三段目」　右より二代目市川九蔵の高ノ師直、三代目嵐吉三郎の塩冶判官。嘉永4年（1851年）2月、江戸市村座。三代目豊国画。
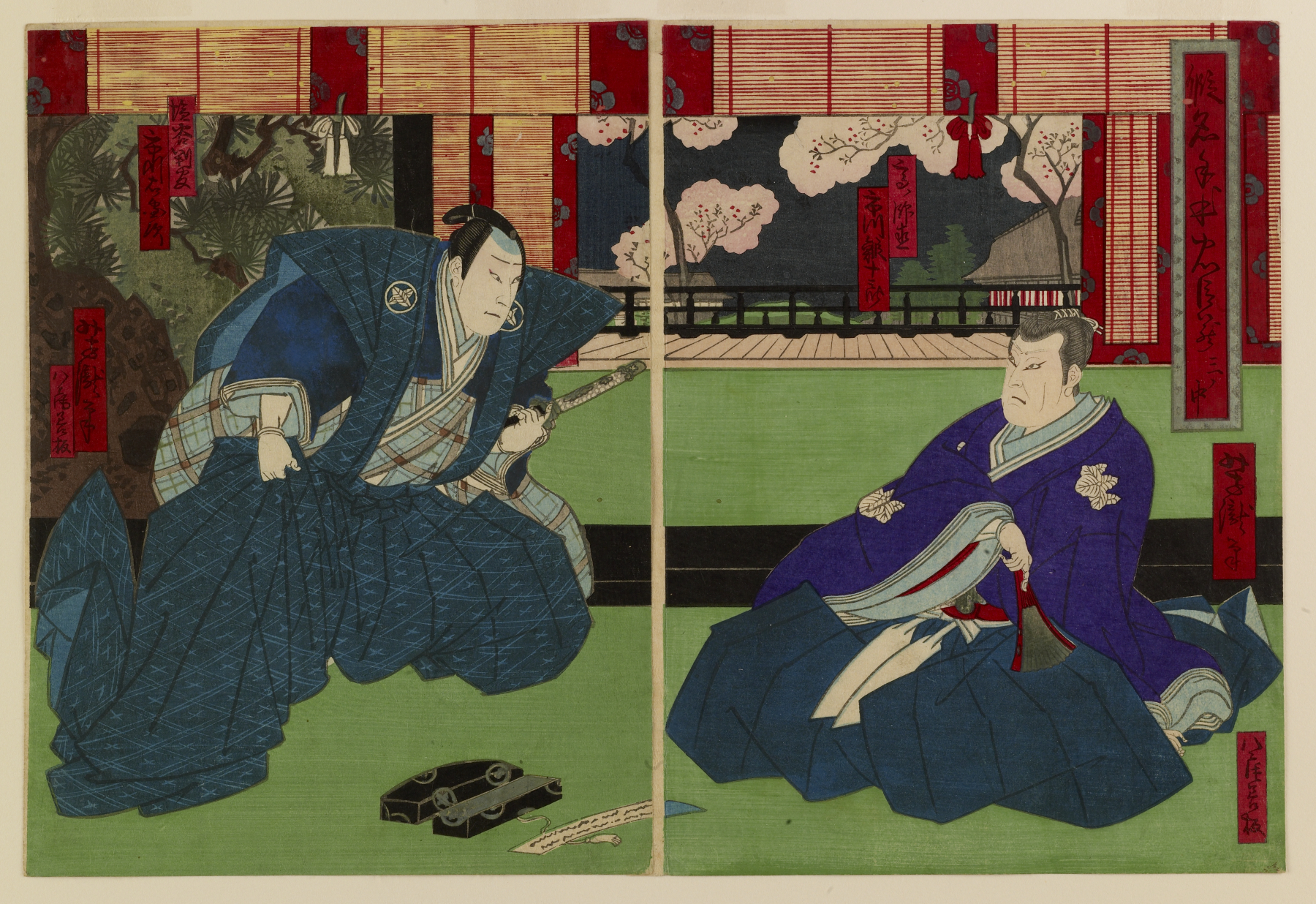
「仮名手本忠臣蔵　三ノ中」　右より五代目市川鰕十郎の高ノ師直、初代市川右團次の塩谷判官。明治7年（1874年）5月、大阪角の芝居。歌川芳滝画。
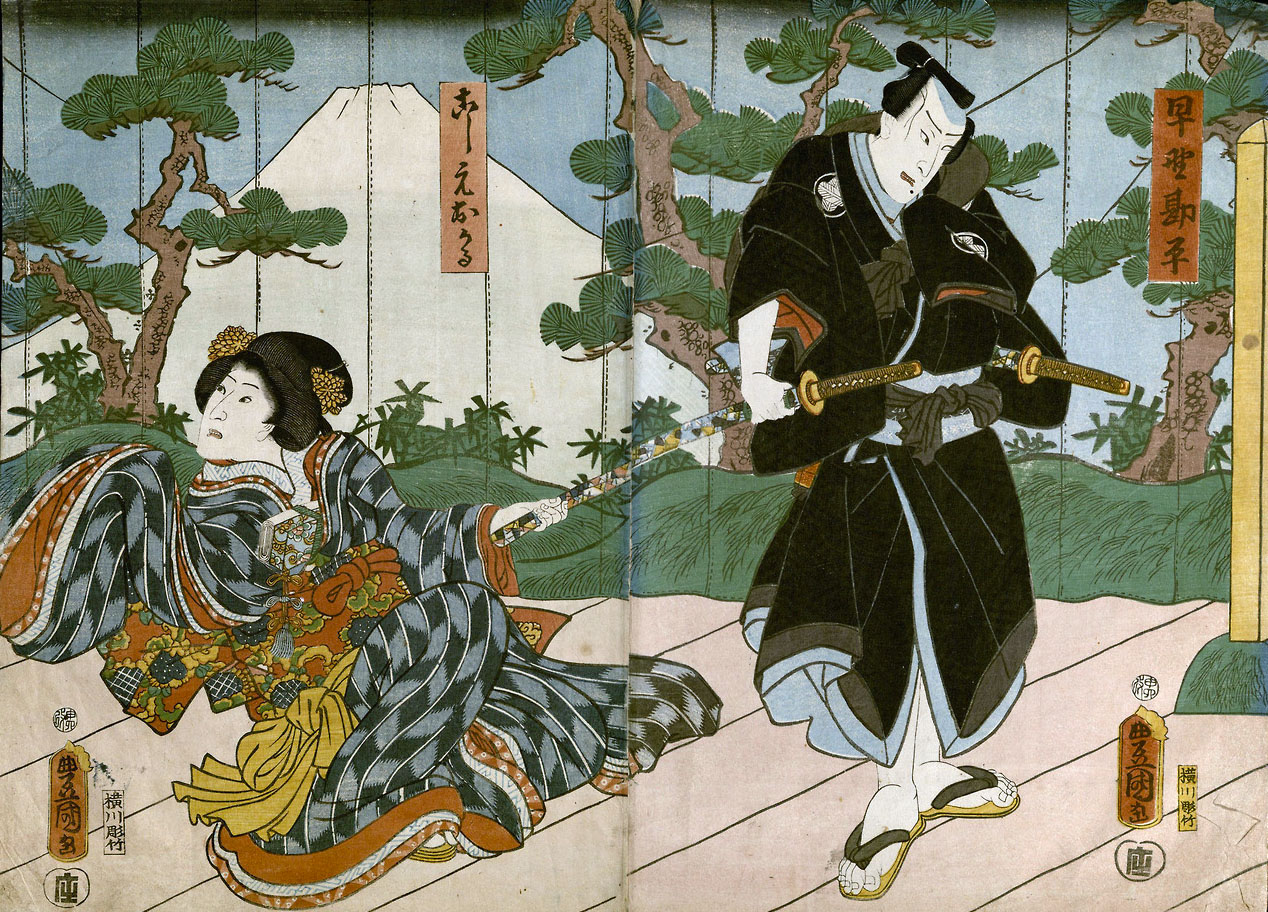
「旅路の花聟」　初代中村福助の早野勘平、四代目尾上菊五郎のこし元おかる。三段目所作事。万延元年4月、江戸中村座。三代目豊国画。
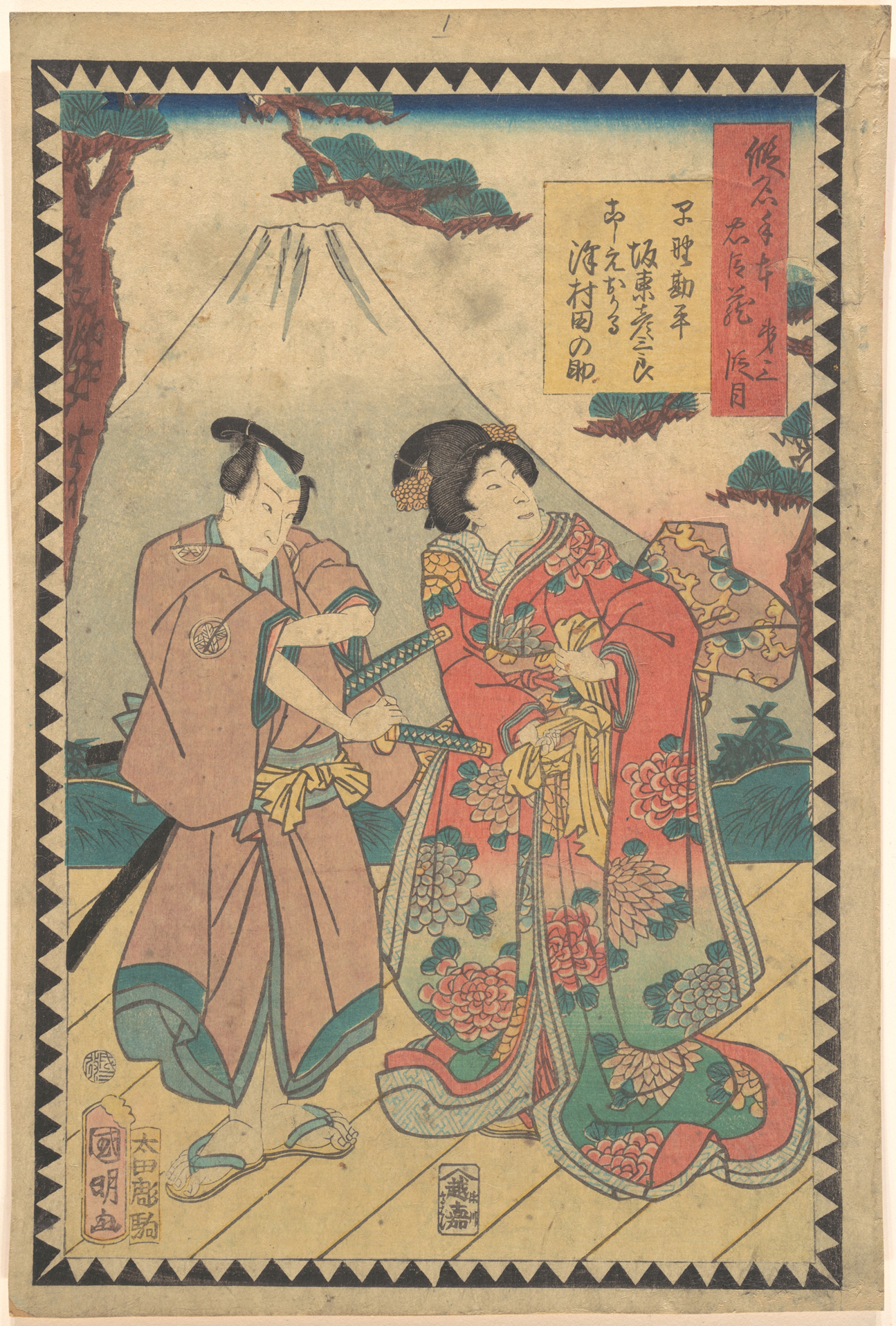
「仮名手本忠臣蔵　第三段目」　五代目坂東彦三郎の早野勘平、三代目澤村田之助のこし元おかる。文久2年（1862年）3月、江戸中村座。歌川国明画。
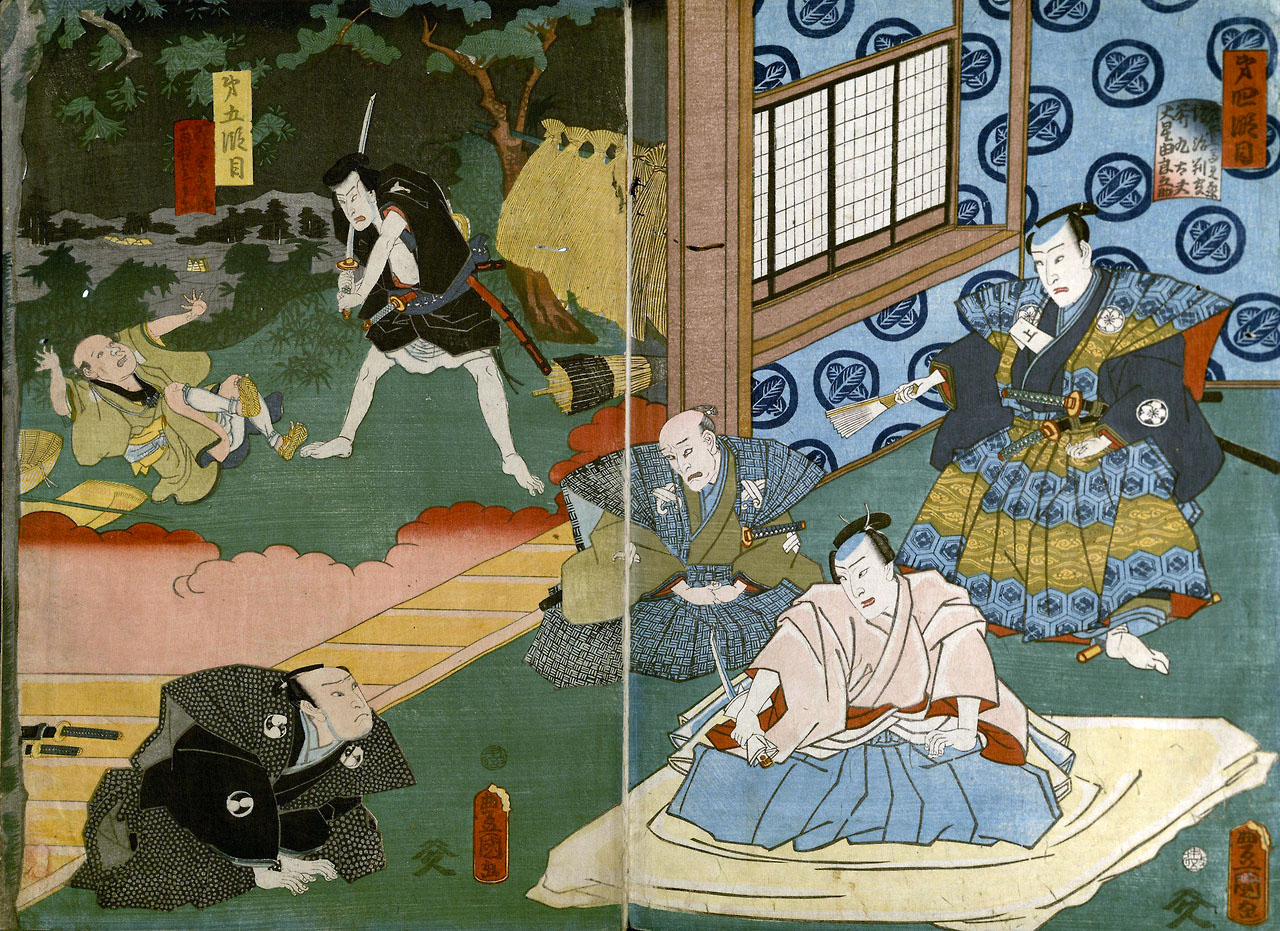
「第四段目・第五段目」　尾上梅幸（初代實川延若）の石堂馬之丞、初代中村鶴蔵の斧九太夫、初代中村福助の塩冶判官と斧定九郎、八代目片岡仁左衛門の大星由良之助、二代目大谷徳次の百姓与一兵衛。万延元年4月、江戸中村座。三代目豊国画。
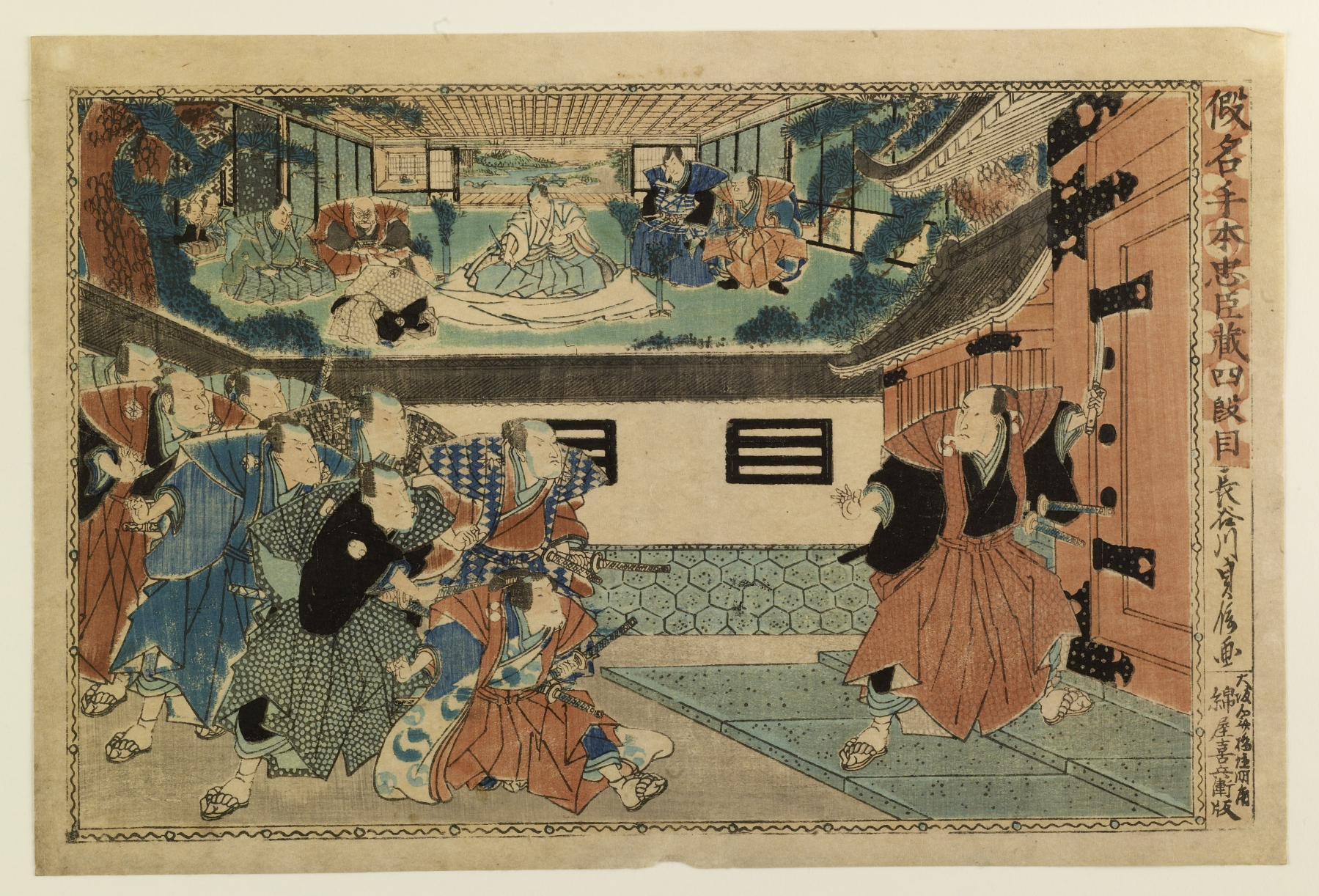
「仮名手本忠臣蔵四段目」　「判官切腹」と「城明け渡し」の場面を描く。長谷川貞信画。
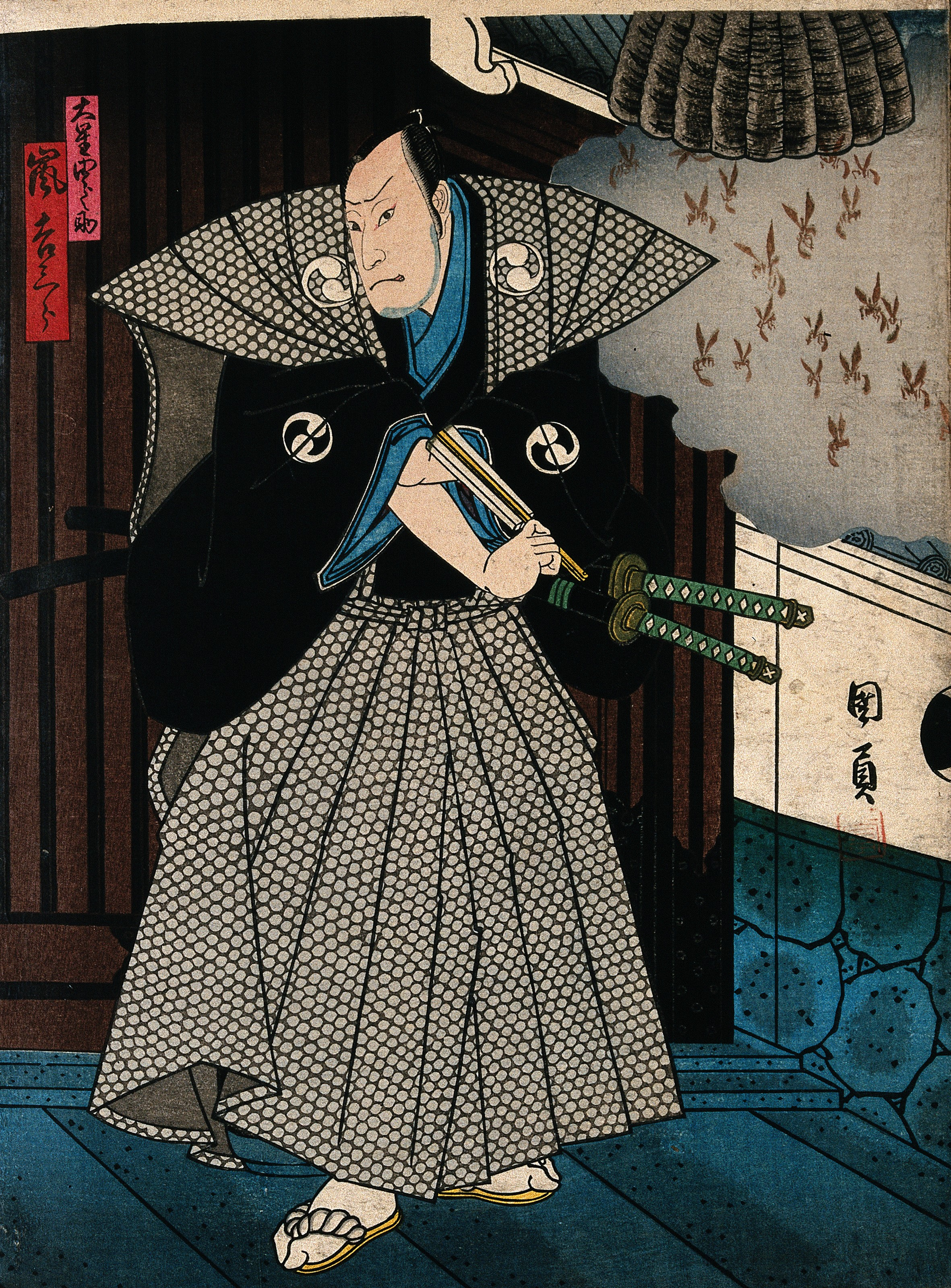
「四段目」　三代目嵐吉三郎の大星由良之助。安政7年（1860年）3月、大坂中の芝居。「城明け渡し」の由良助を描くが、この時の絵本番付には「由良の介、はち（蜂）のたゝかひを見てあやしむ」とある。歌川国員画。
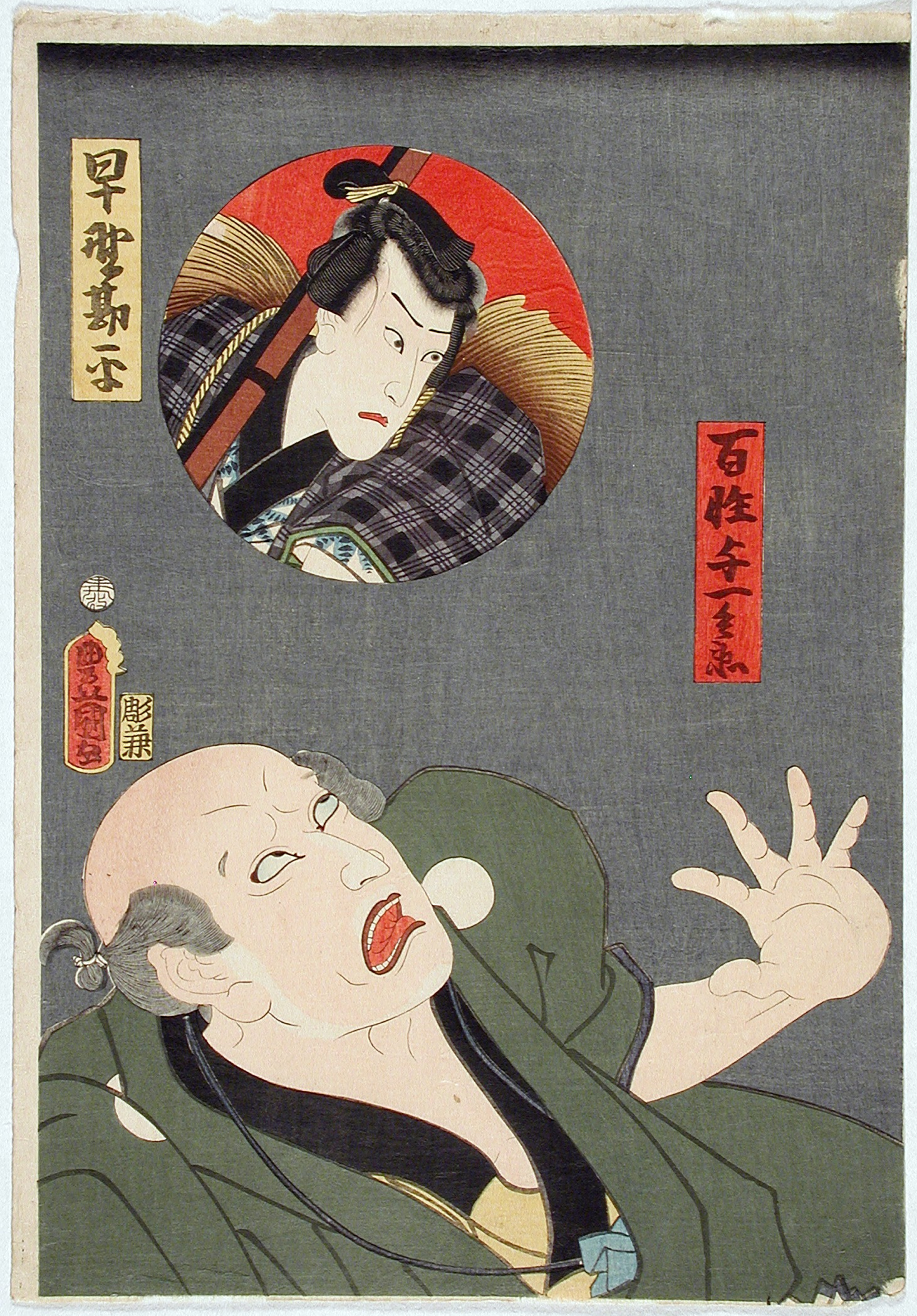
「五段目」　四代目市川小團次の百姓与一兵衛、初代河原崎権十郎の早野勘平。安政6年（1859年）9月、江戸市村座。三代目豊国画。
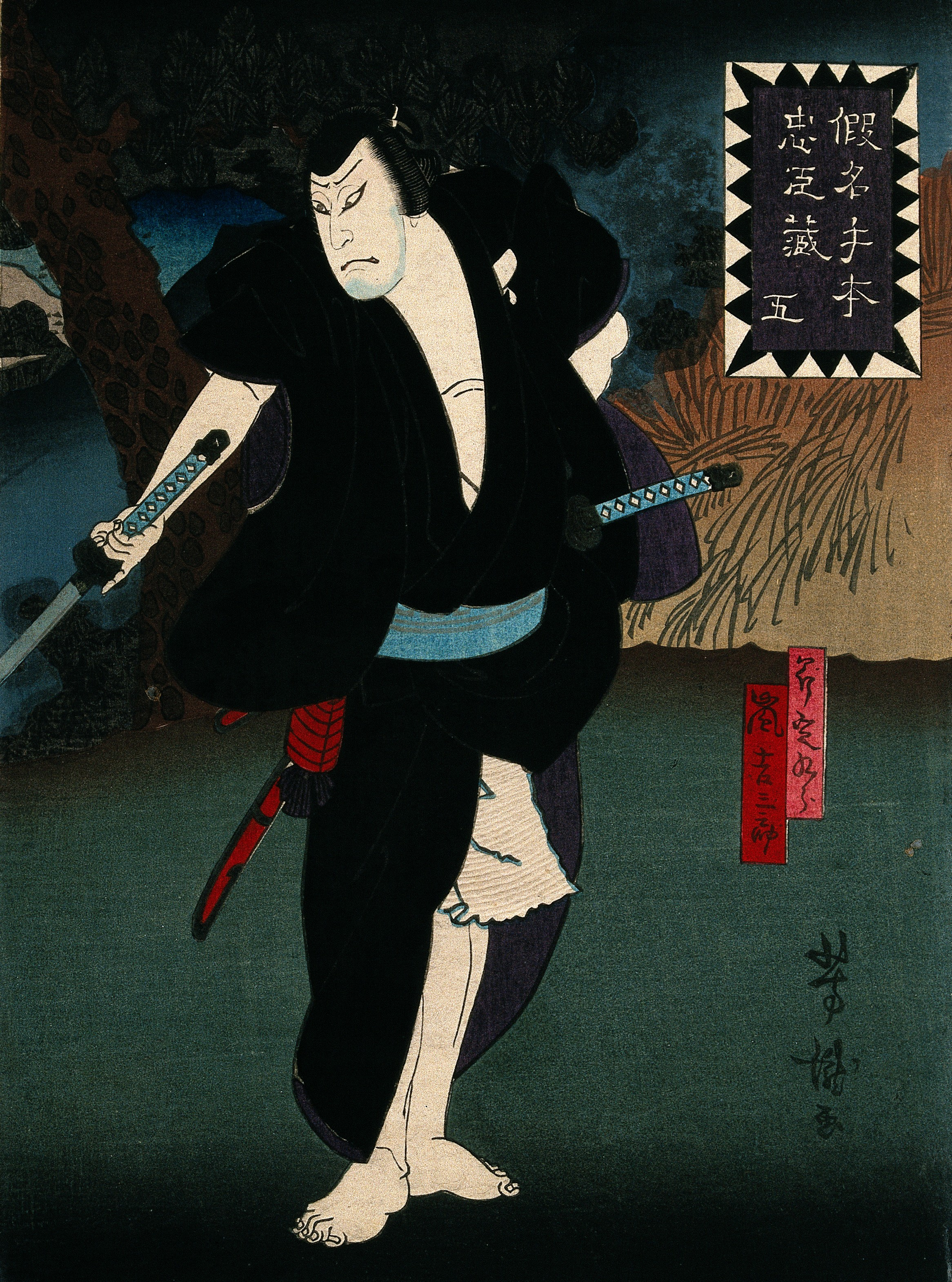
「仮名手本忠臣蔵　五」　三代目嵐吉三郎の斧定九郎。安政7年3月、大坂中の芝居。芳滝画。
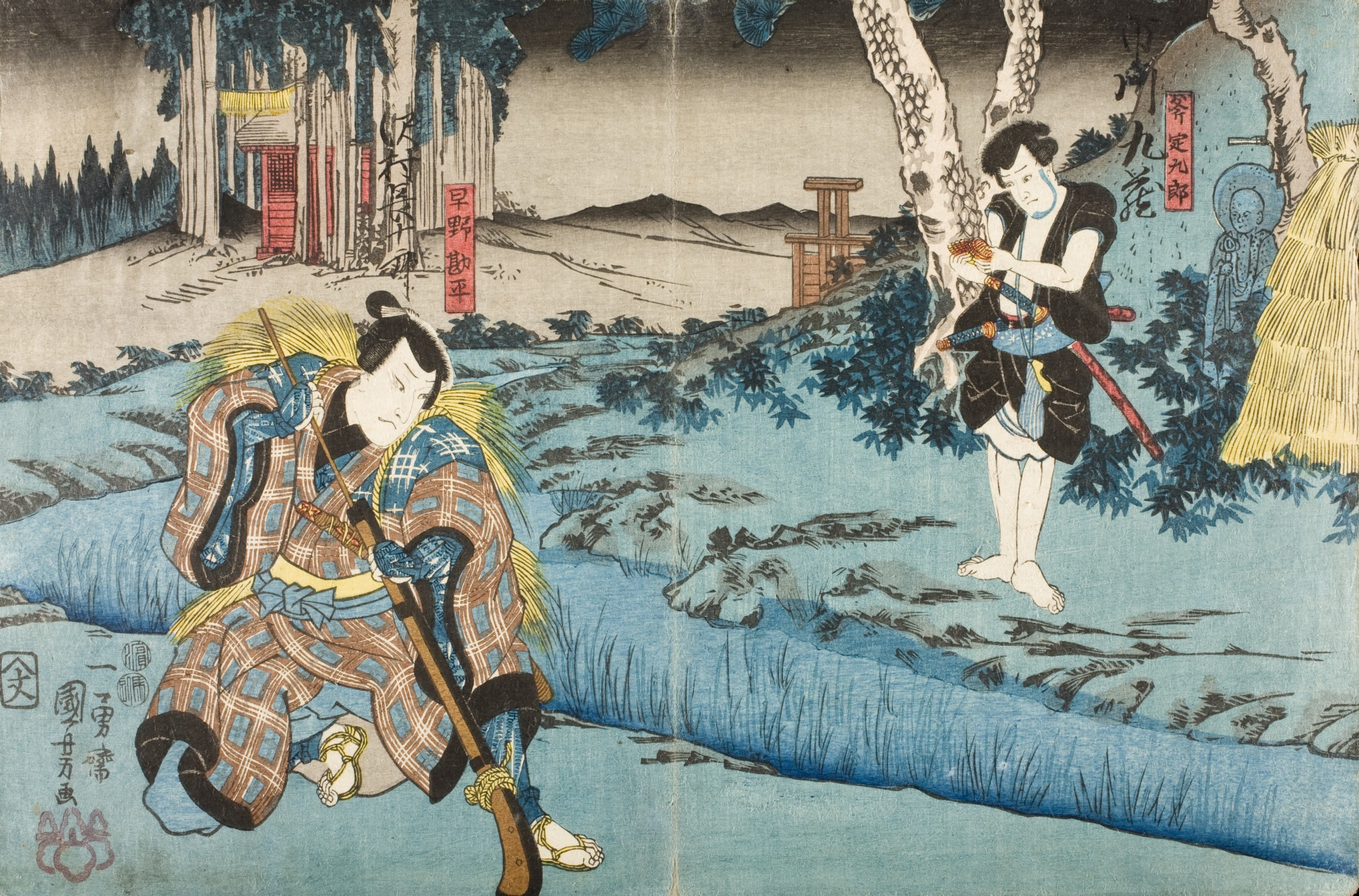
「五段目」　右より二代目市川九蔵の斧定九郎、五代目澤村長十郎の早野勘平。嘉永2年7月、江戸中村座。国芳画。
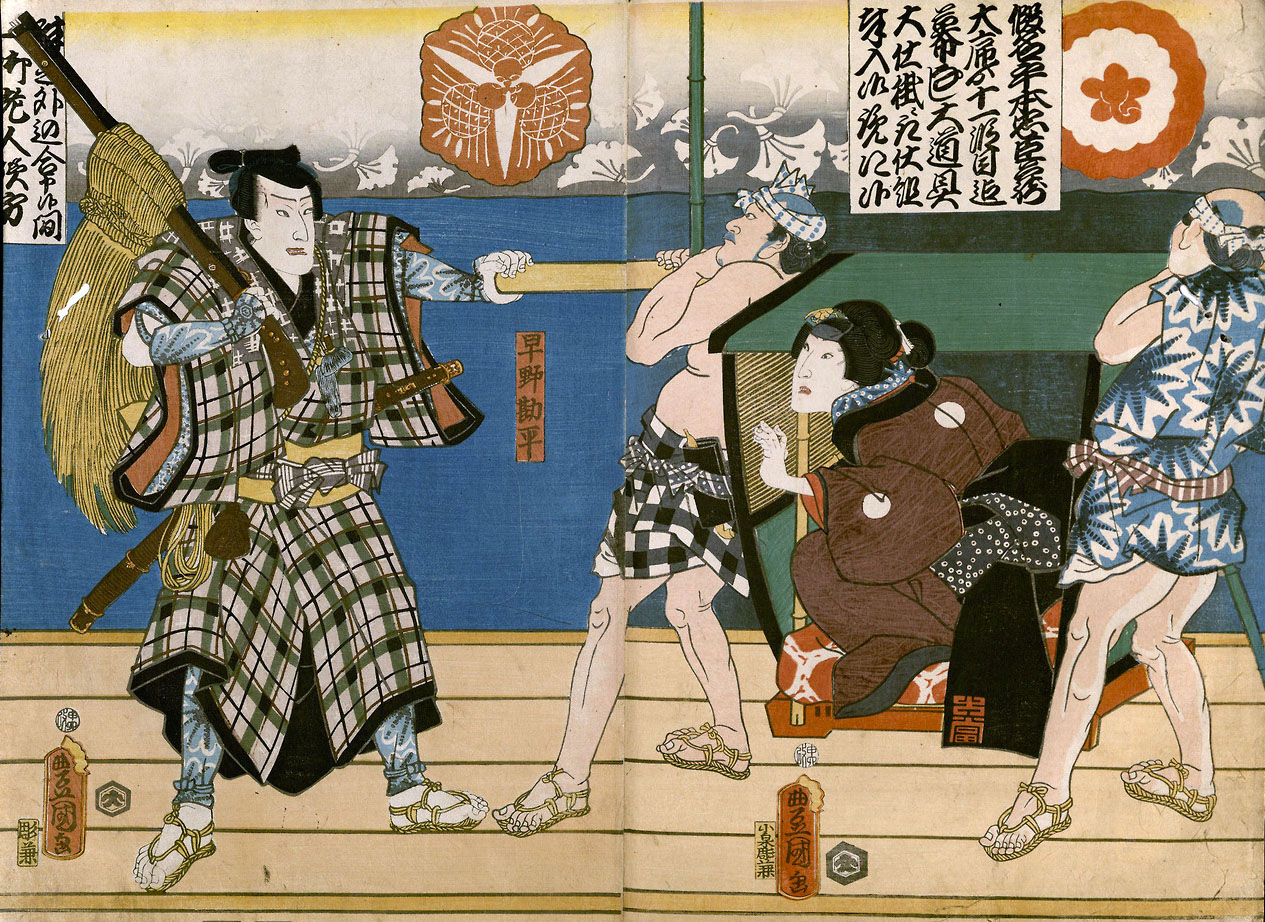
「六段目」　初代中村福助の早野勘平、四代目尾上菊五郎のおかる。万延元年4月、江戸中村座。三代目豊国画。
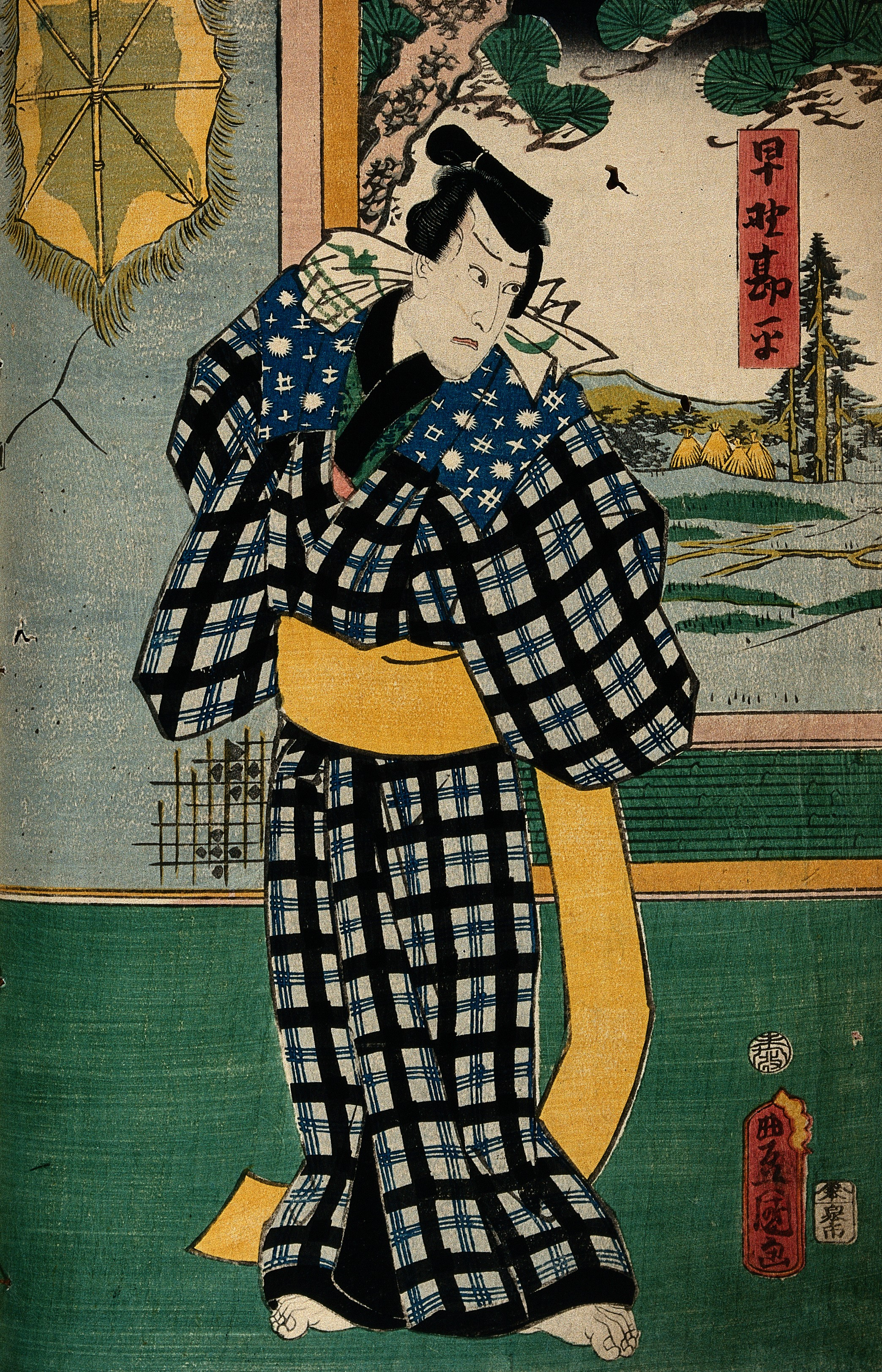
「六段目」　初代河原崎権十郎の早野勘平。安政6年9月、江戸市村座。三代目豊国画。
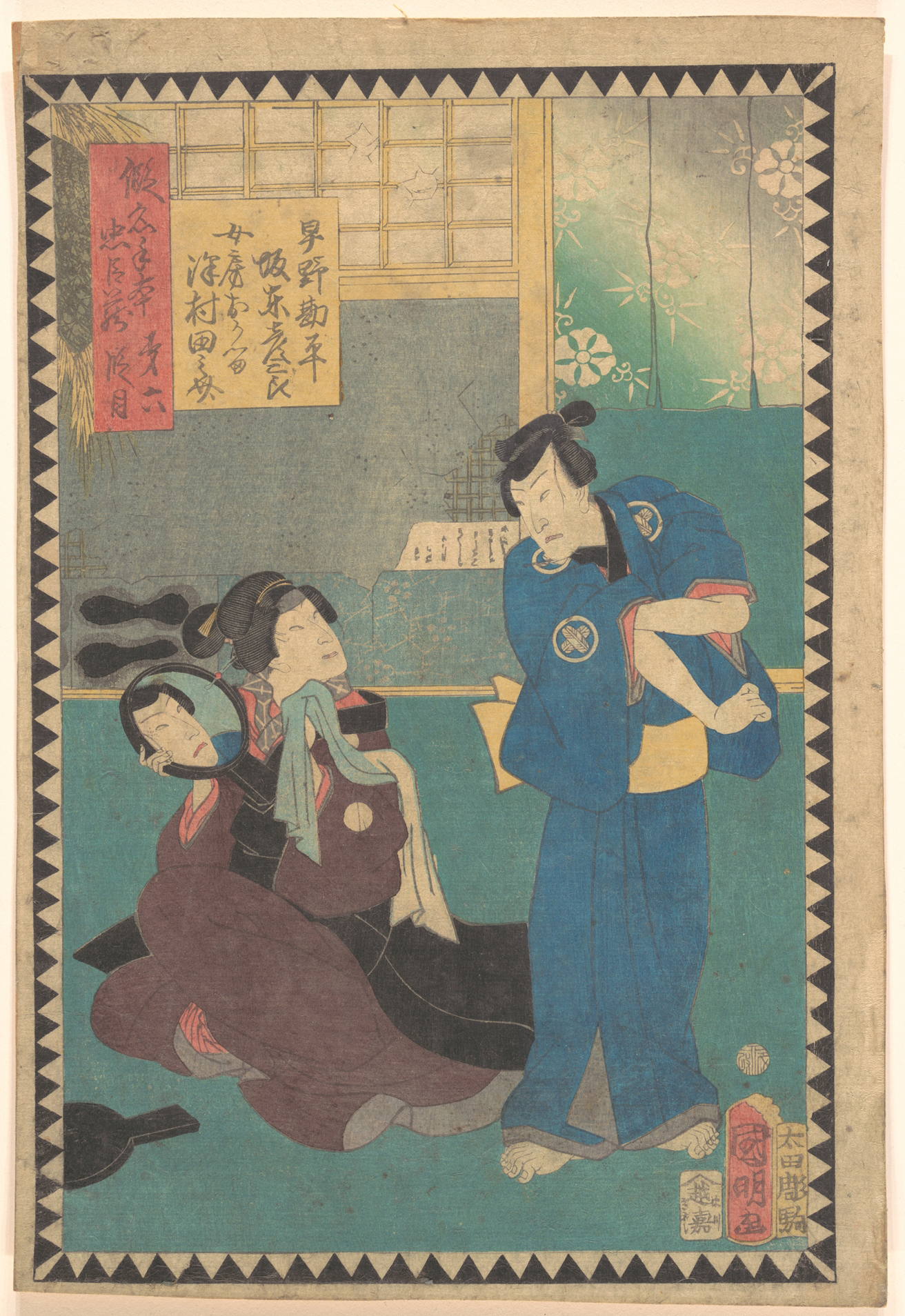
「仮名手本忠臣蔵　第六段目」　五代目坂東彦三郎の早野勘平、三代目澤村田之助の女房おかる。文久2年3月、江戸中村座。国明画。
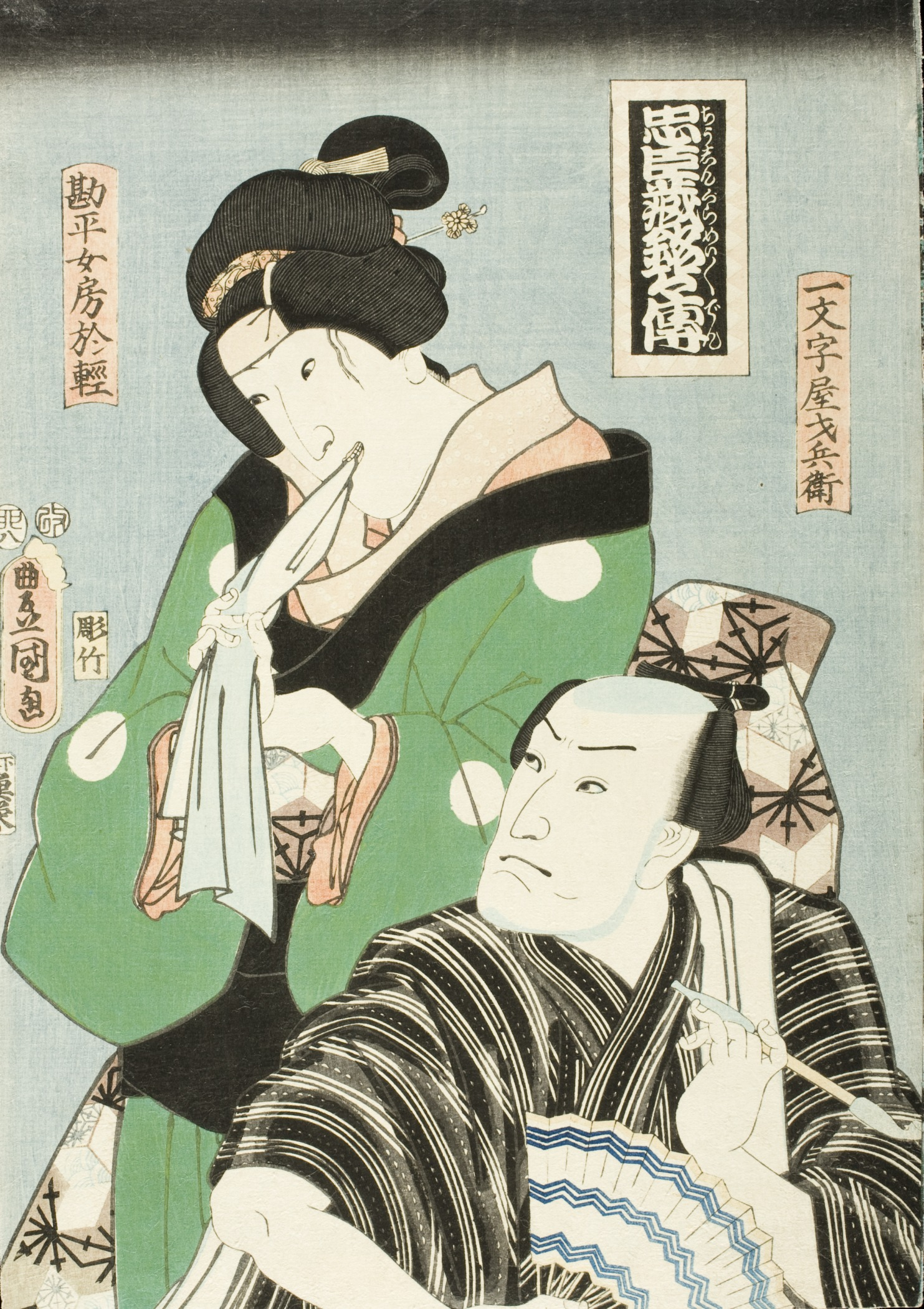
「忠臣蔵銘々伝」　四代目坂東彦三郎の一文字屋才兵衛、三代目岩井粂三郎の勘平女房於軽。「六段目」を描く。三代目豊国画。
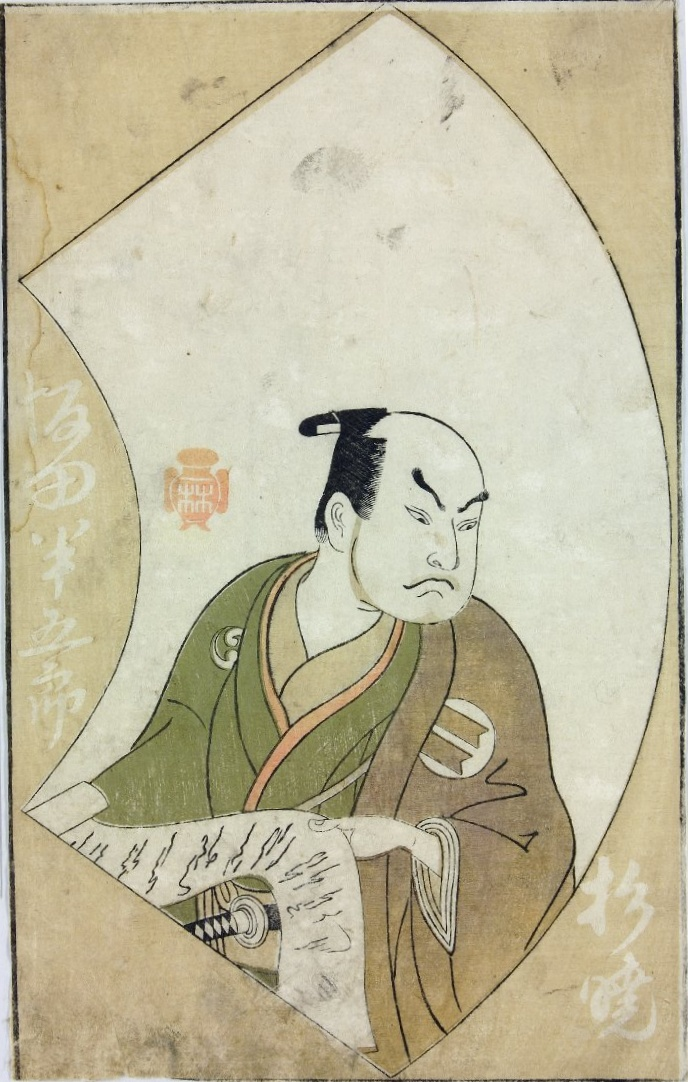
「七段目」　初代坂田半五郎の大星由良助。『絵本舞台扇』（明和7年〈1770年〉刊）、勝川春章画。
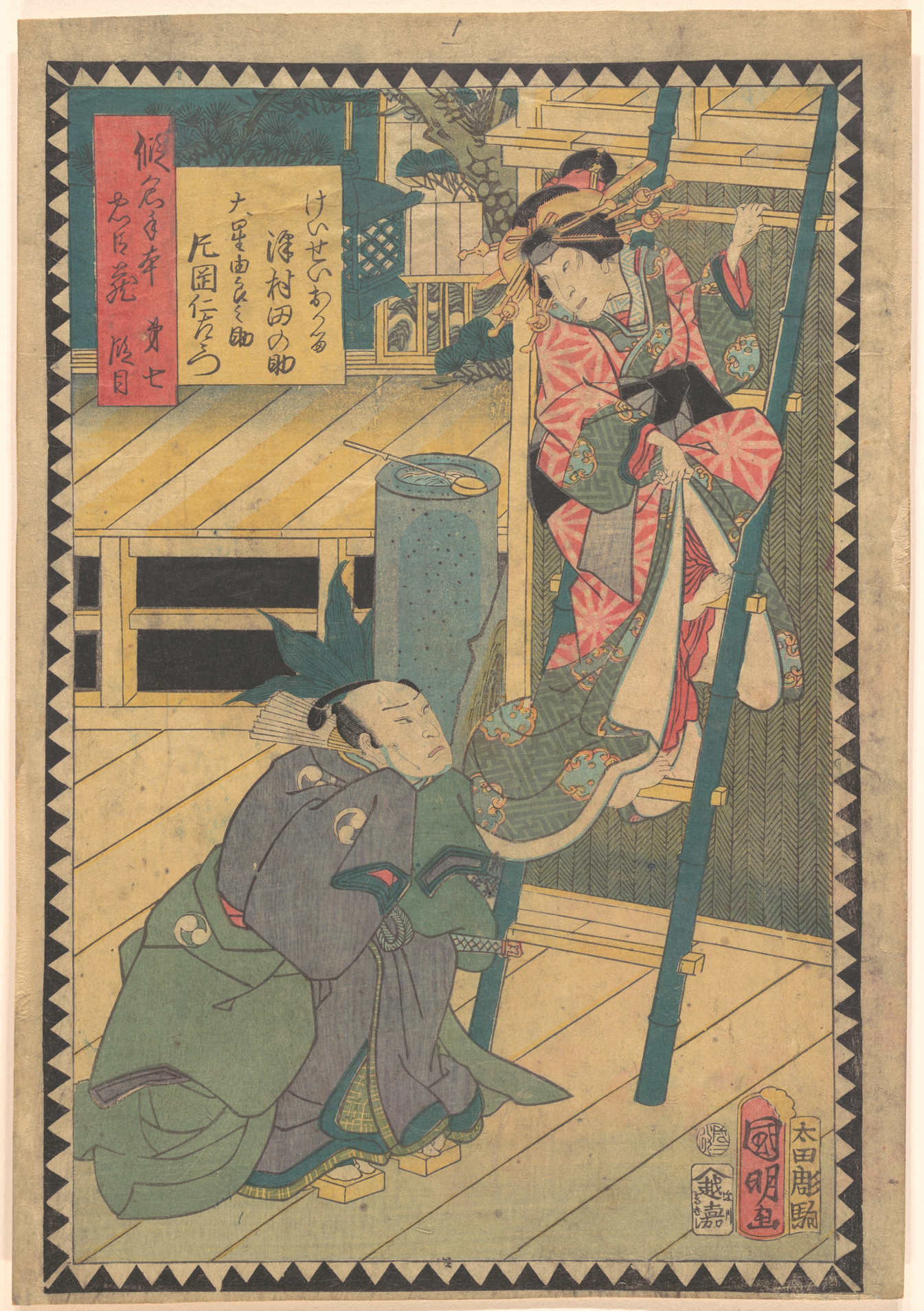
「仮名手本忠臣蔵　第七段目」　三代目澤村田之助のけいせいおかる、八代目片岡仁佐衛門の大星由良之助。文久2年3月、江戸中村座。国明画。
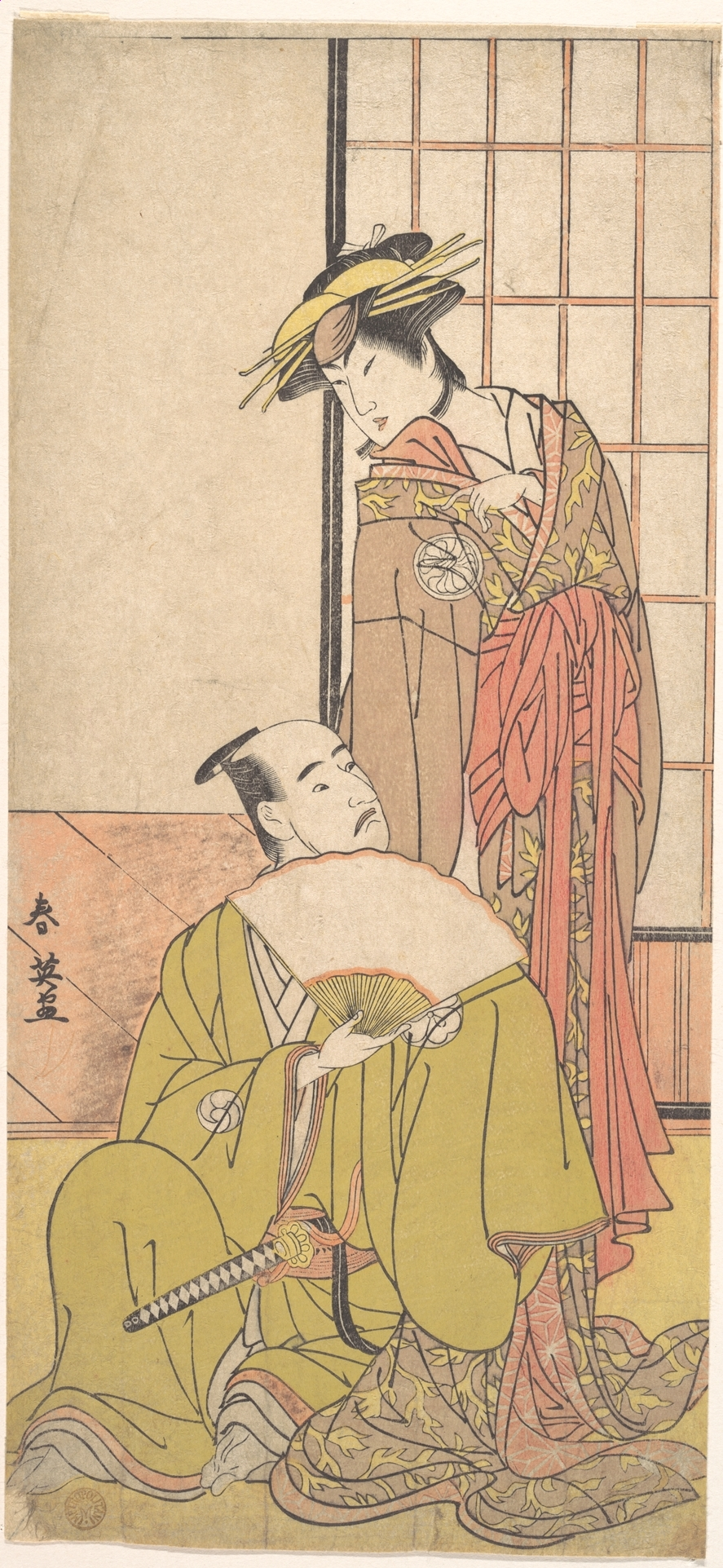
「七段目」　三代目瀬川菊之丞のおかる、八代目森田勘彌の大星由良助。天明7年（1787年）8月、江戸森田座。勝川春英画。
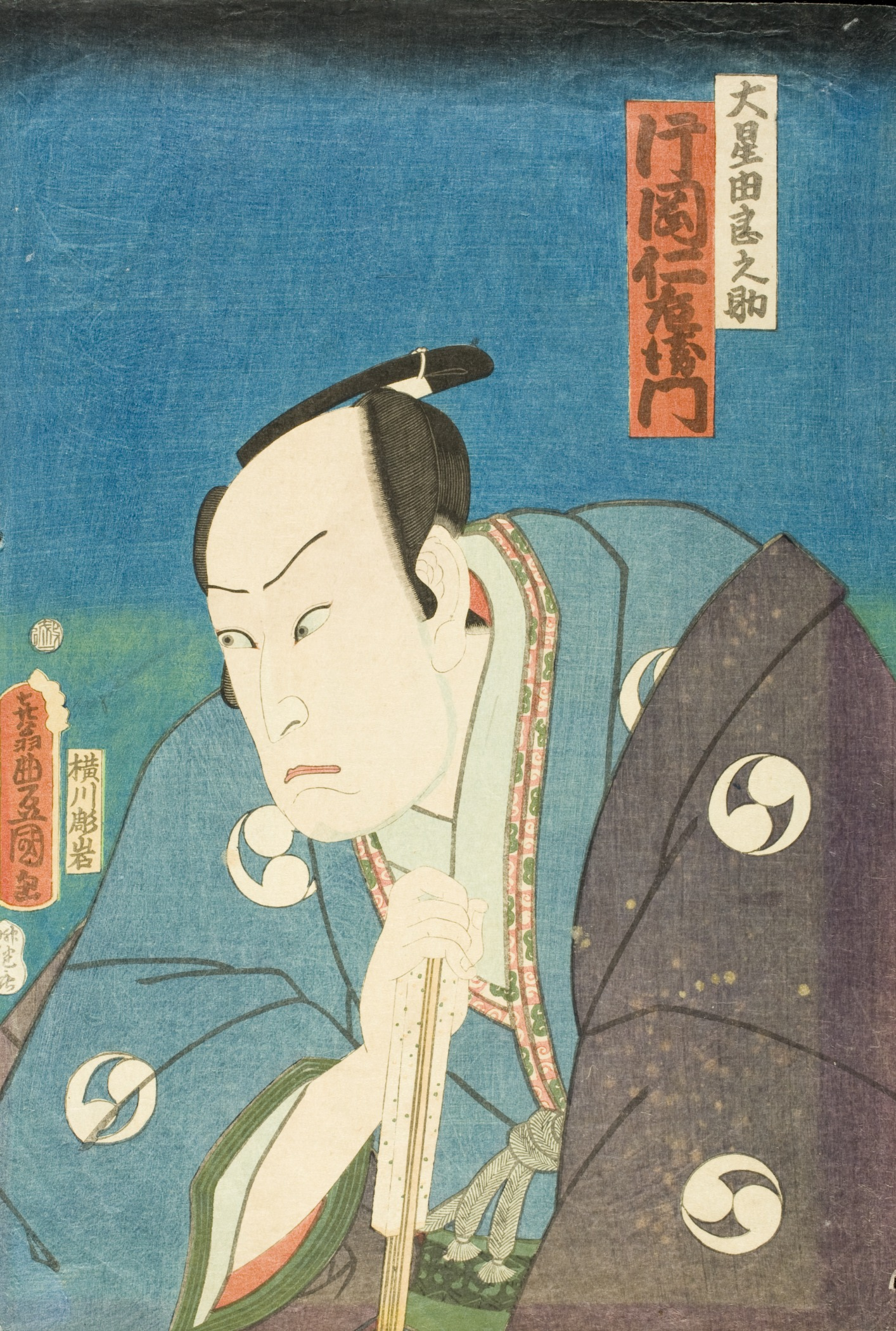
「七段目」　八代目片岡仁左衛門の大星由良之助。文久2年3月、江戸中村座。三代目豊国画。
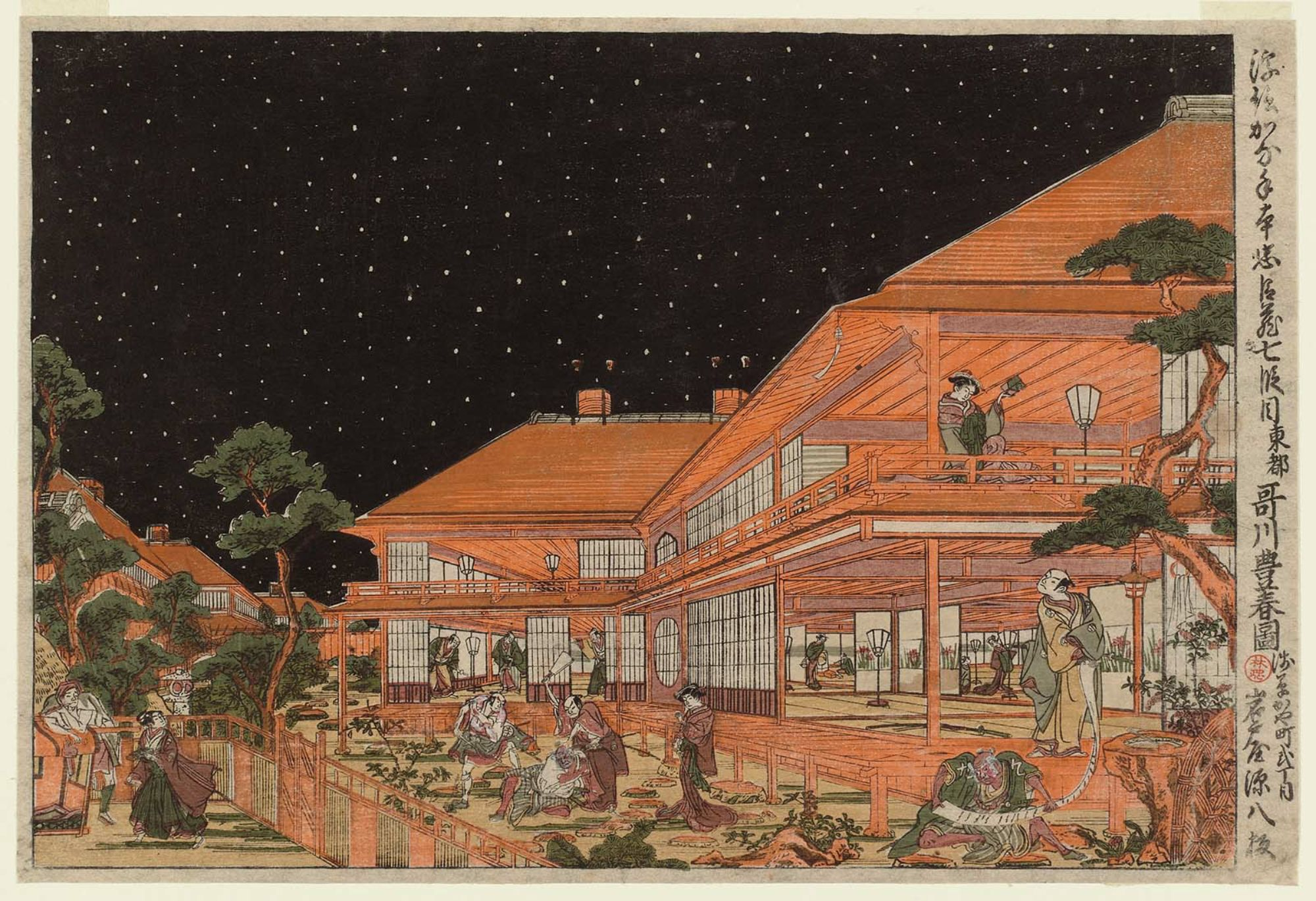
「浮絵かな手本忠臣蔵七段目」　歌川豊春画。
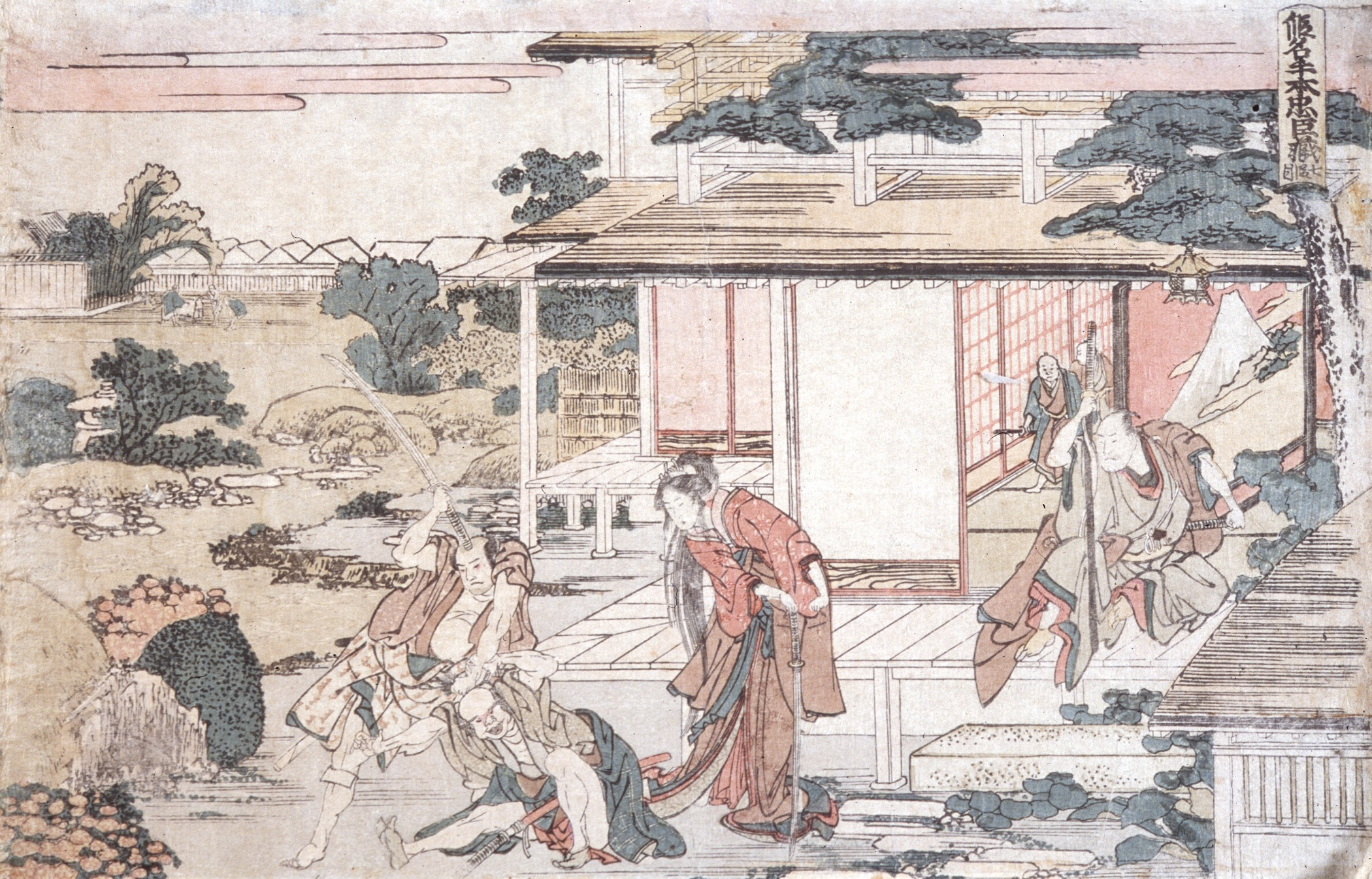
「仮名手本忠臣蔵　七段目」　北斎画。
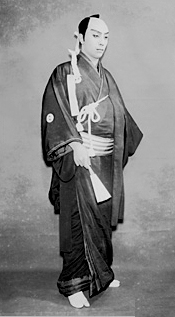
「七段目」　九代目市川海老蔵の大星由良助。
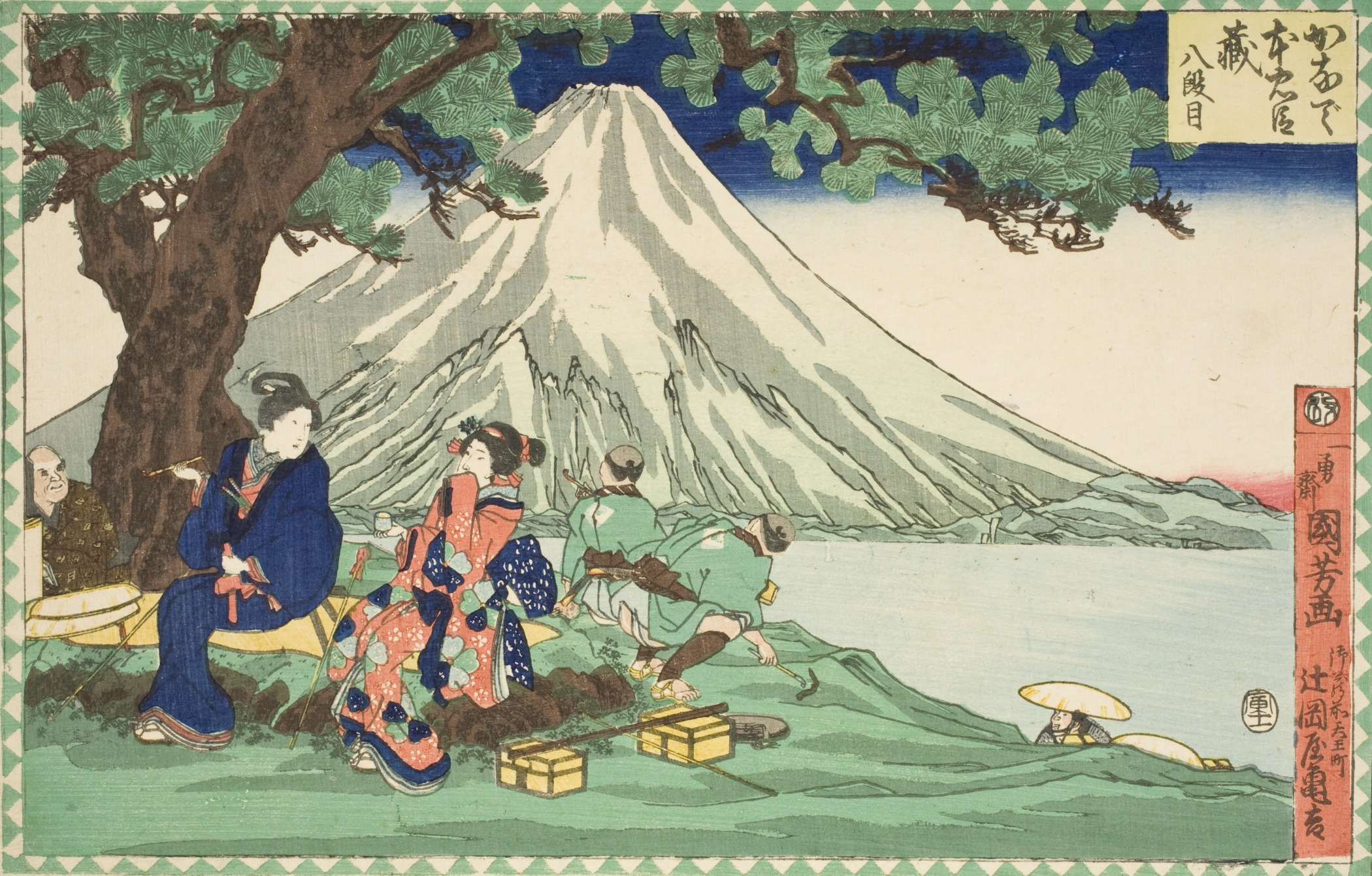
「かなで本忠臣蔵　八段目」　富士山を背景に一休みする戸無瀬と小浪たちを描く。国芳画。
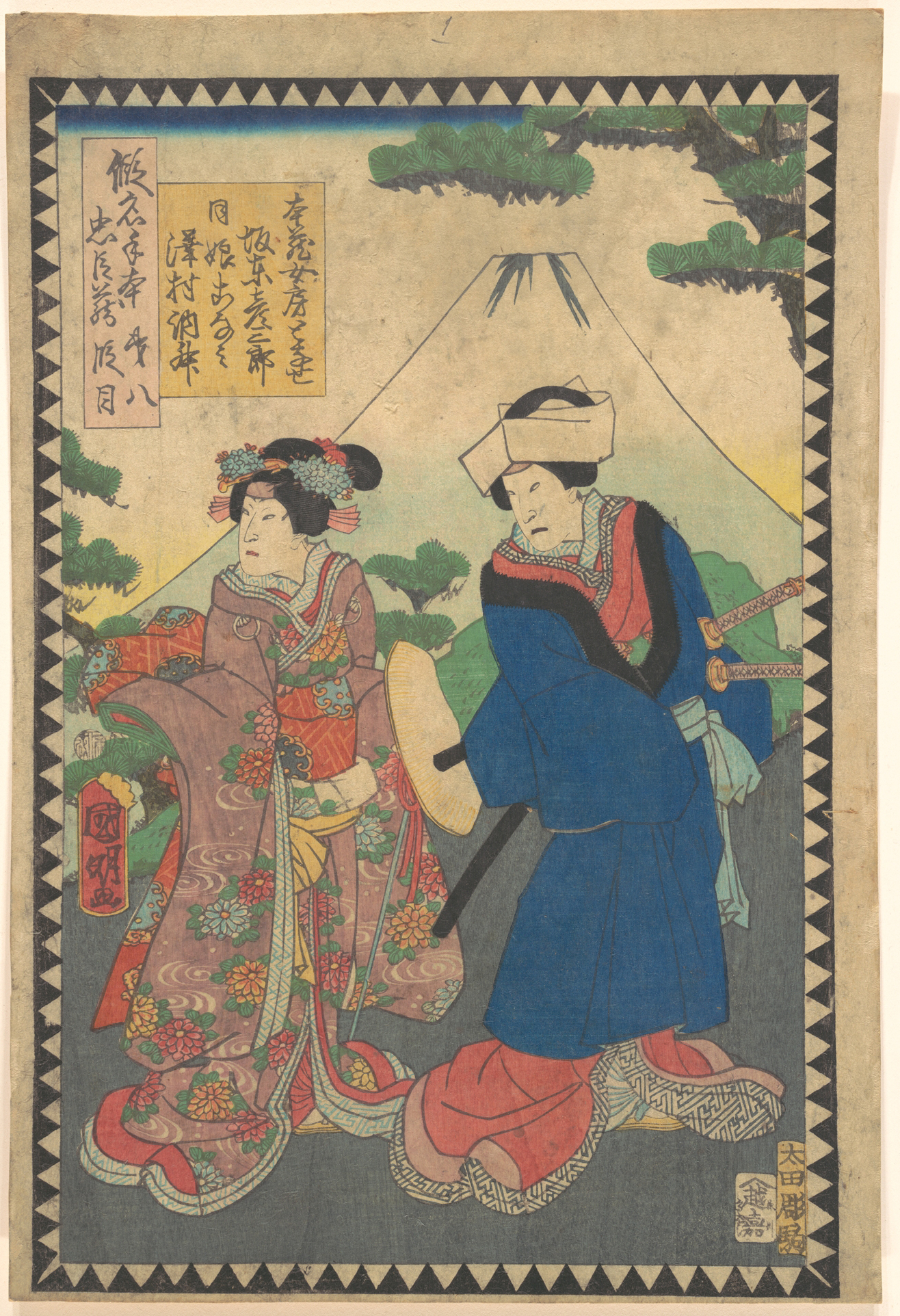
「仮名手本忠臣蔵　第八段目」　五代目坂東彦三郎の本蔵女房となせ、二代目澤村訥升の同娘こなみ。文久2年3月、江戸中村座。国明画。
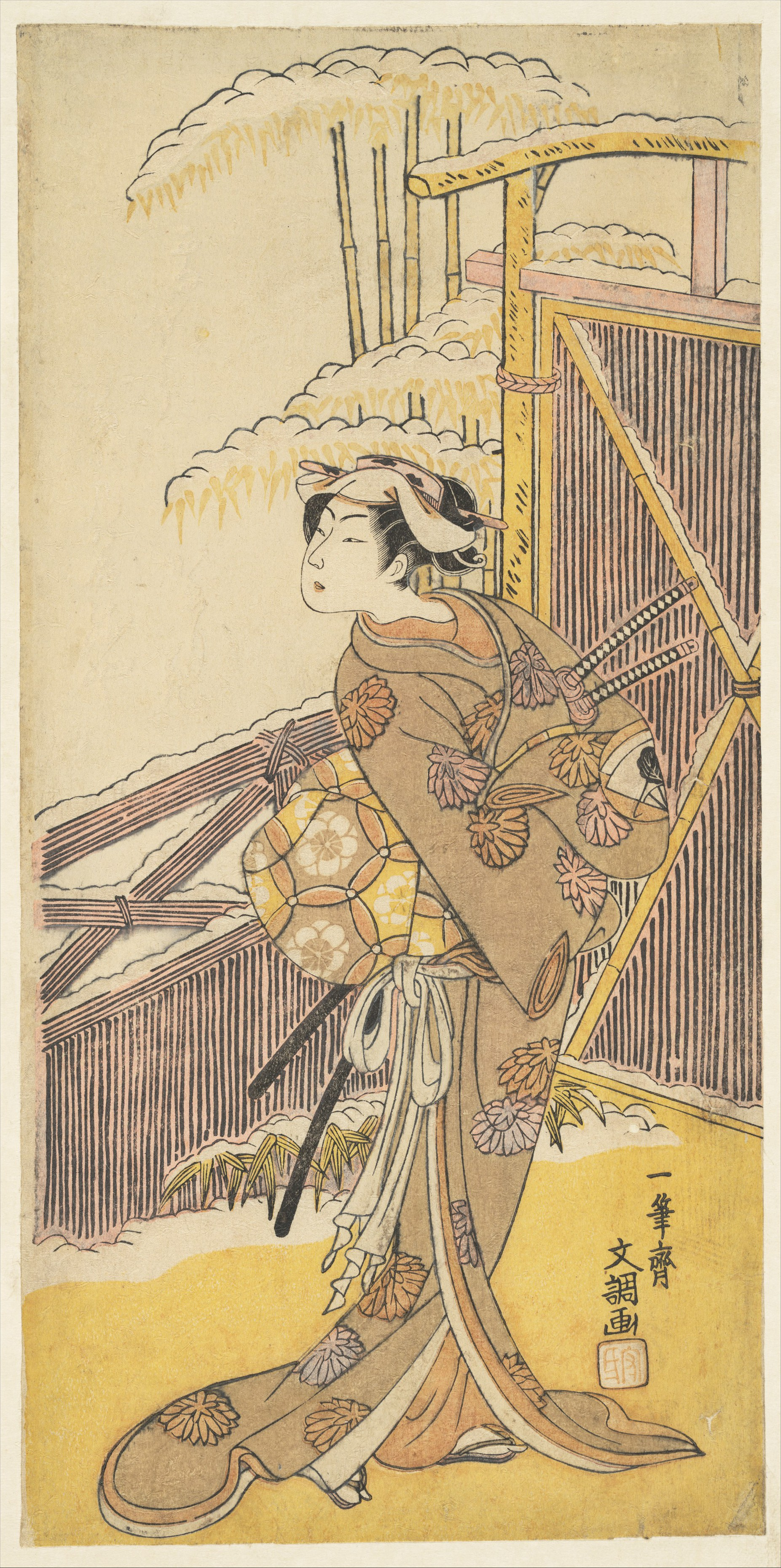
「九段目」　初代尾上菊五郎の戸無瀬。安永2年（1773年）9月、江戸市村座。一筆斎文調画。
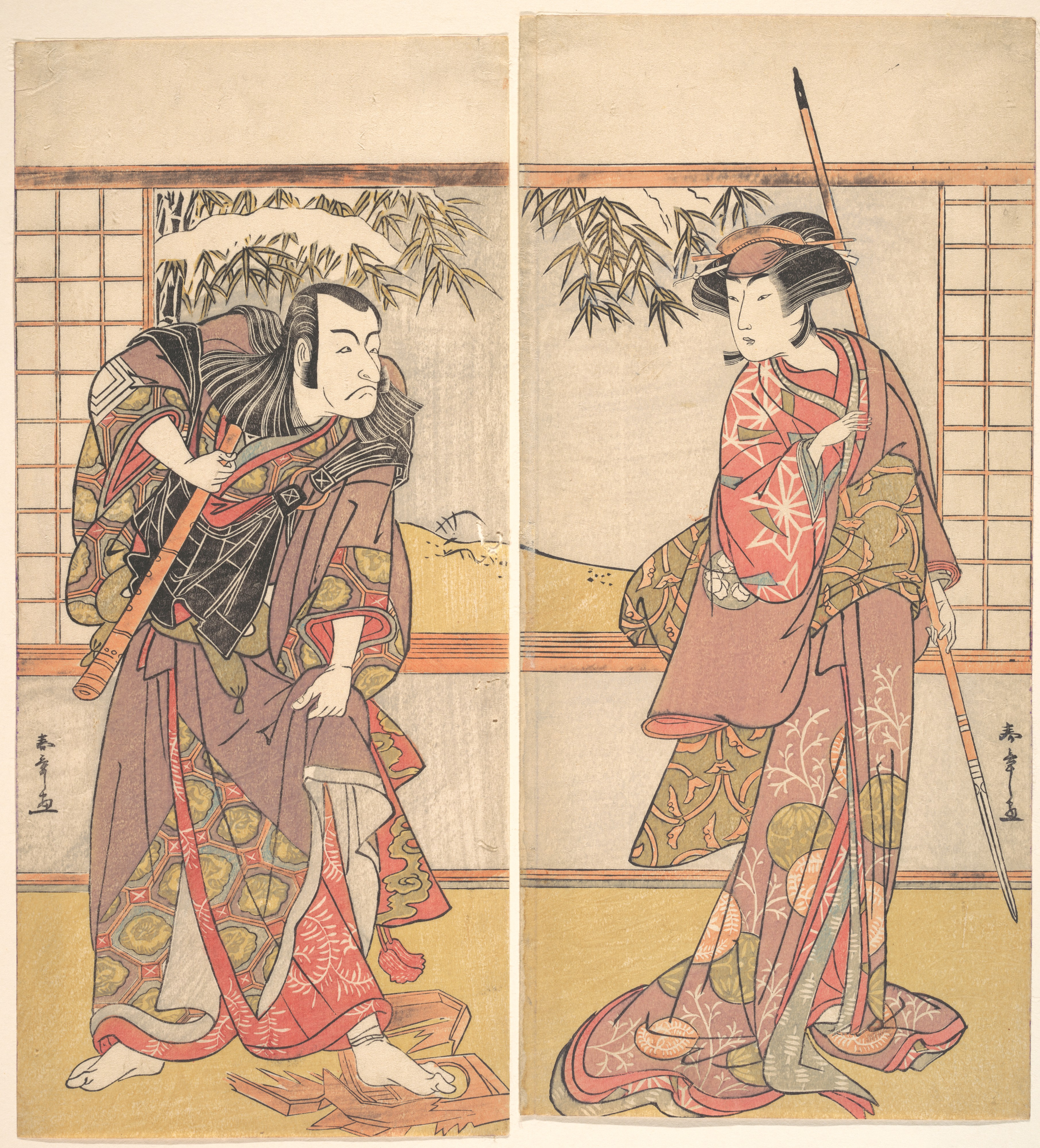
「九段目」　二代目小佐川常世のお石、五代目市川團十郎の加古川本蔵。安永8年（1979年）8月、江戸森田座。春章画。
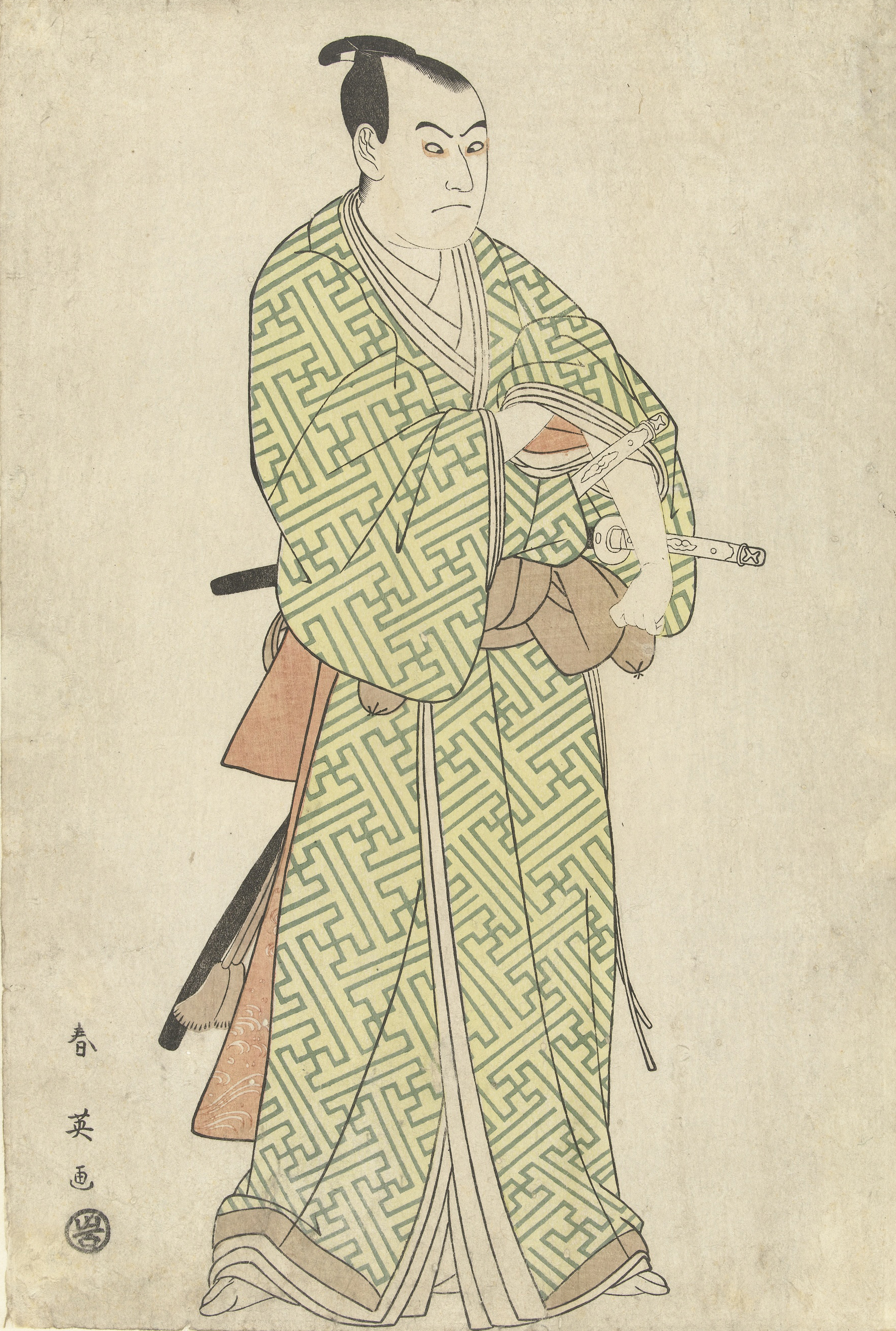
「九段目」　三代目澤村宗十郎の加古川本蔵。寛政7年（1797年）4月、江戸都座。勝川春英画。
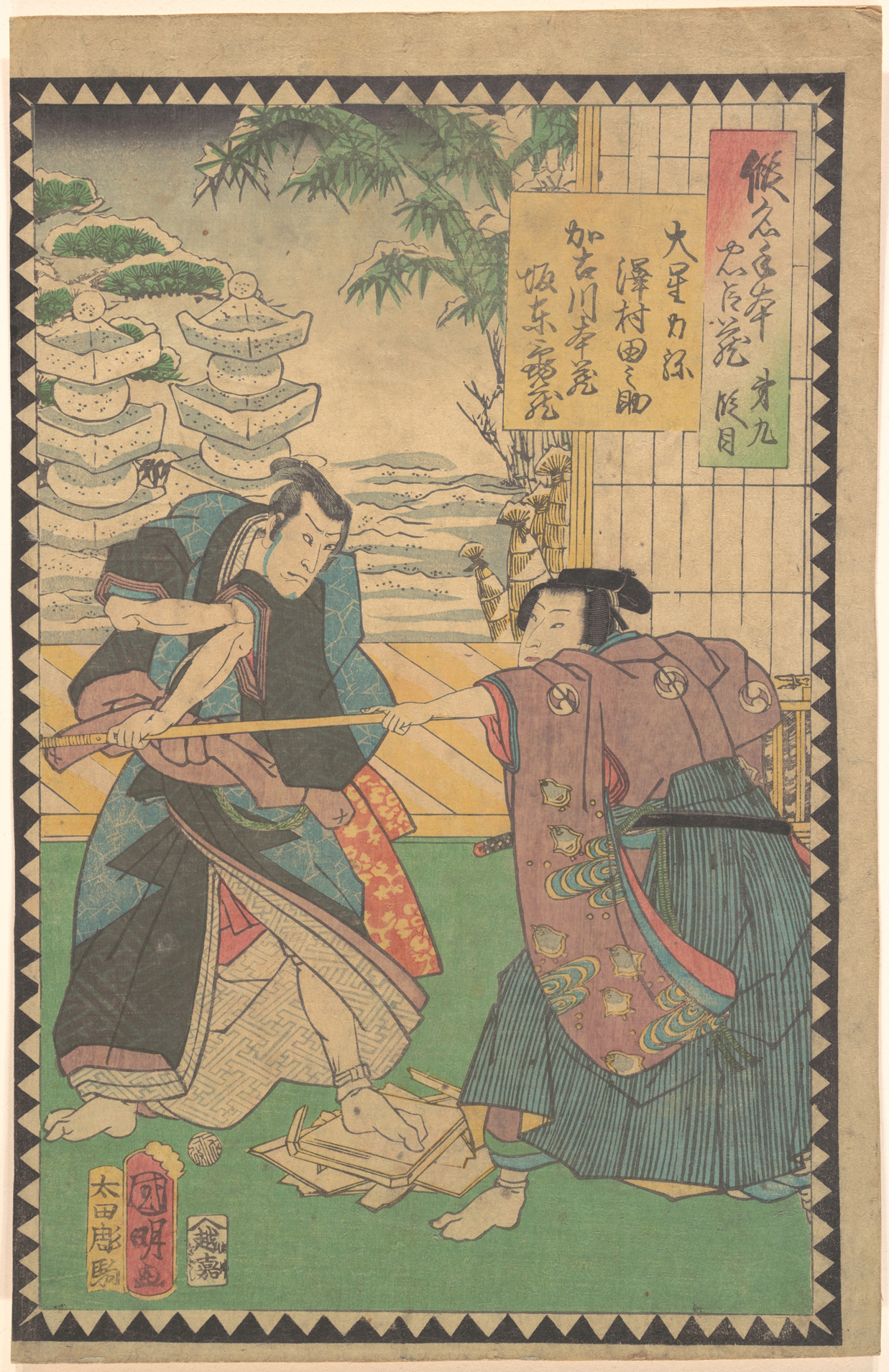
「仮名手本忠臣蔵　第九段目」　三代目澤村田之助の大星力弥、初代坂東亀蔵の加古川本蔵。文久2年3月、江戸中村座。国明画。
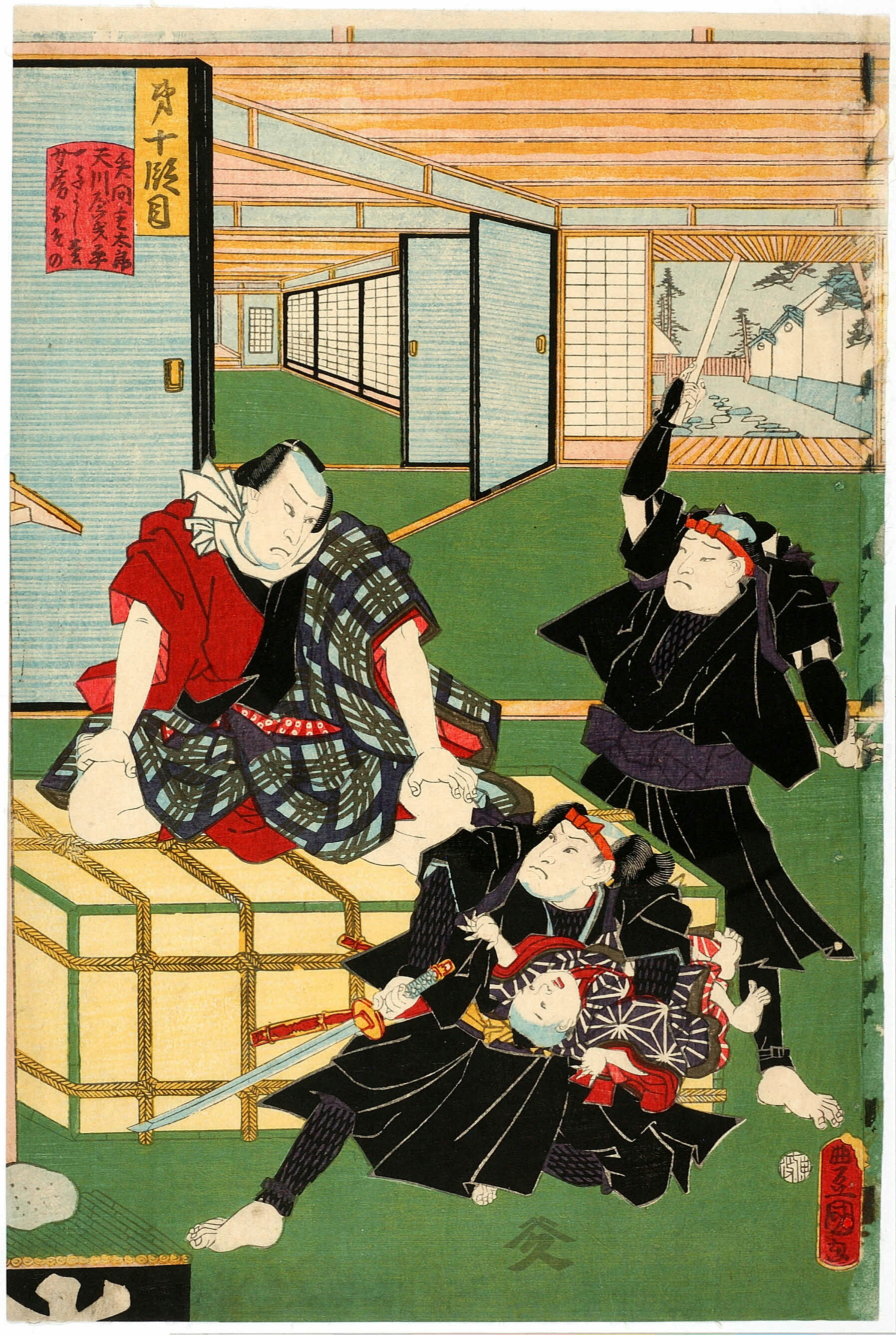
「第十段目」　八代目片岡仁左衛門の天川屋義平。万延元年4月、江戸中村座。三代目豊国画。
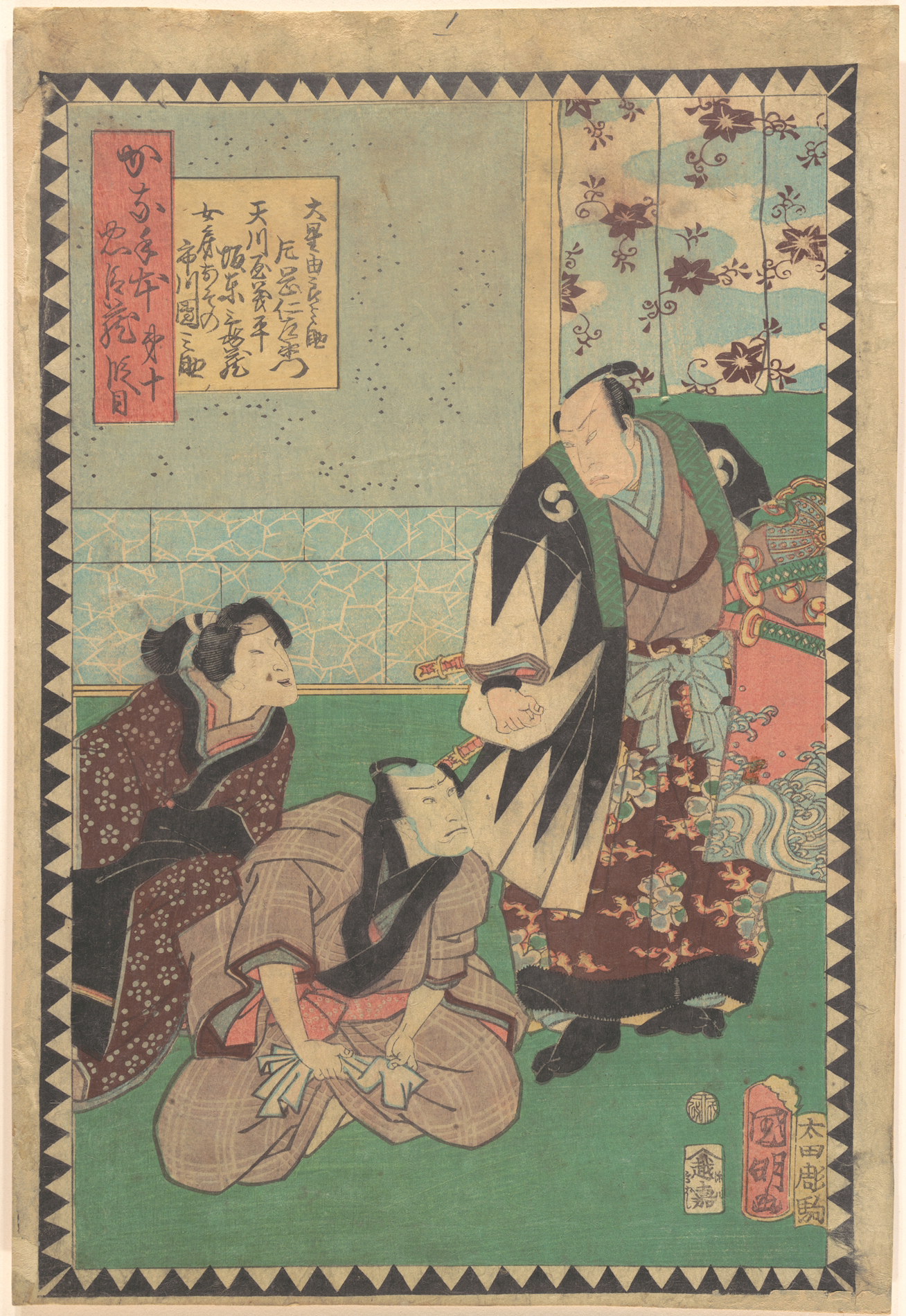
「かな手本忠臣蔵　第十段目」　八代目片岡仁佐衛門の大星由良之助、初代坂東亀蔵の天川屋義平、五代目市川團之助の女房おその。文久2年3月、江戸中村座。国明画。
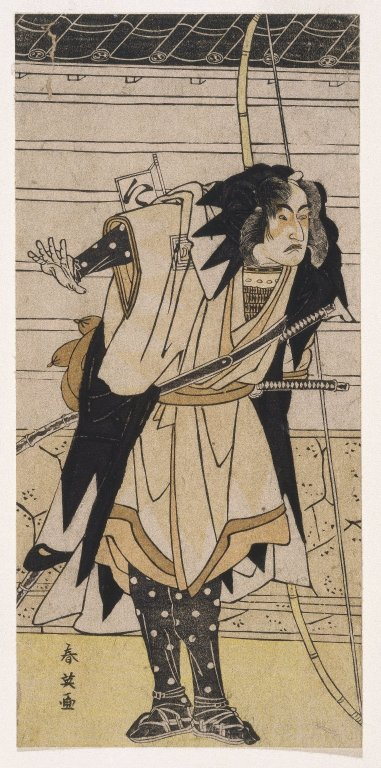
「十一段目」　三代目市川八百蔵。春英画。天明3年（1783年）7月、江戸中村座上演の時のものと見られるが、この時の番付を見ると八百蔵の役は「天川屋義平」の一役だけである。
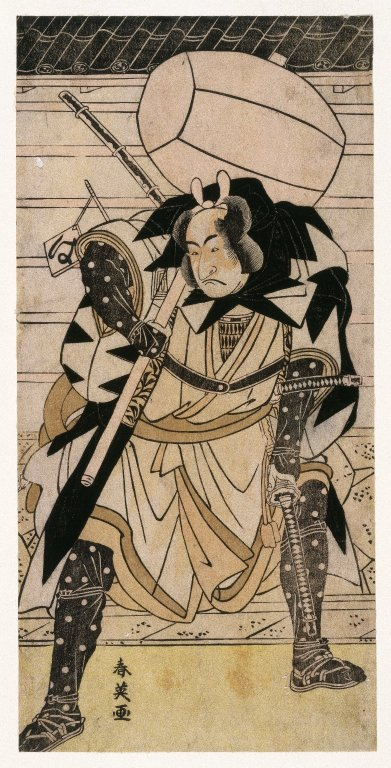
「十一段目」　二代目市川門之助。春英画。これも天明3年7月、江戸中村座上演の時のものと見られるが、番付では門之助の役は「矢間十太郎」となっている。討入りで掛矢を持つのは通常大鷲文吾である。
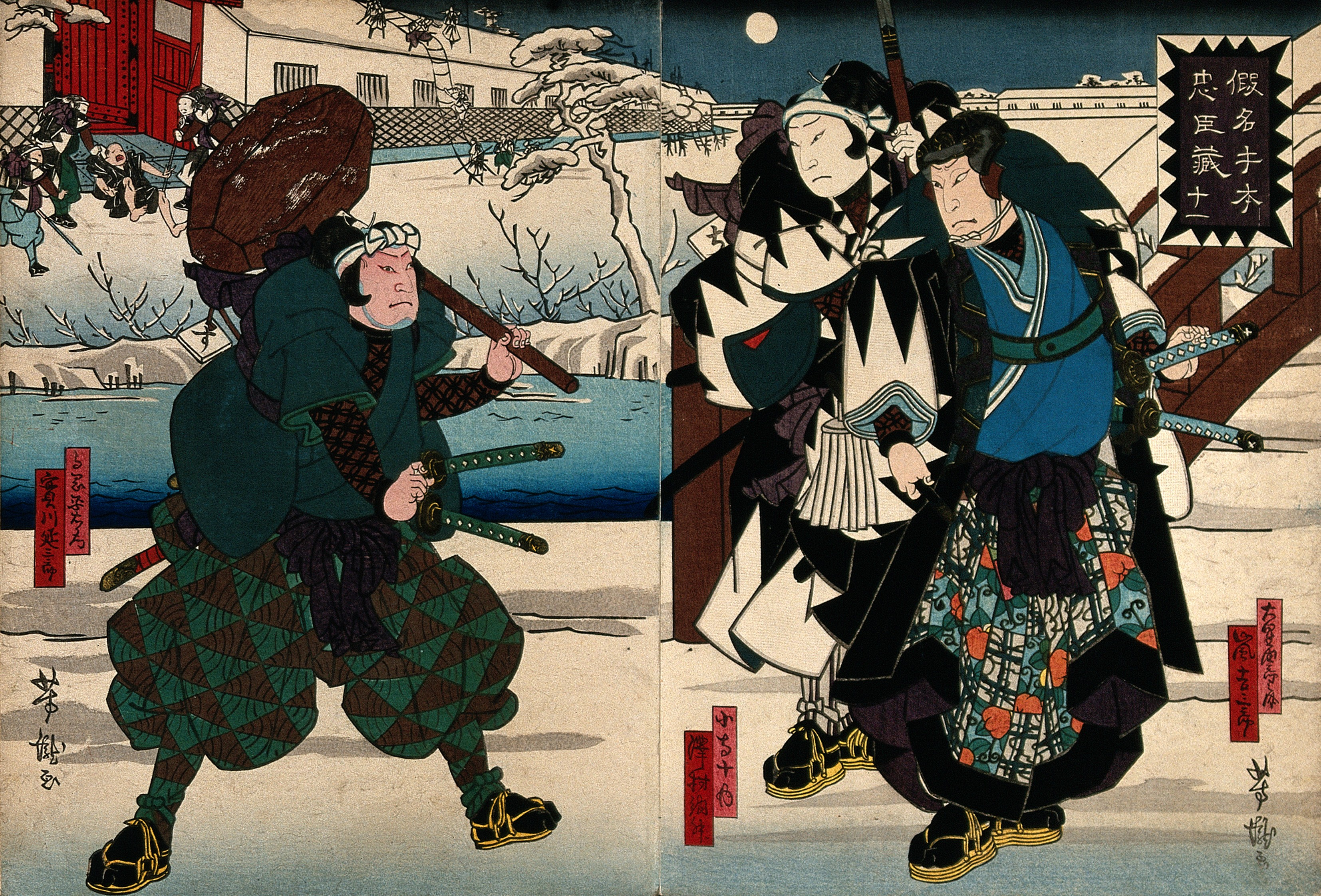
「仮名手本忠臣蔵　十一」　右より三代目嵐吉三郎の大星由良之助、二代目澤村訥升の小寺十内、初代實川延三郎の寺岡平右衛門。安政7年3月、大坂中の芝居。芳滝画。
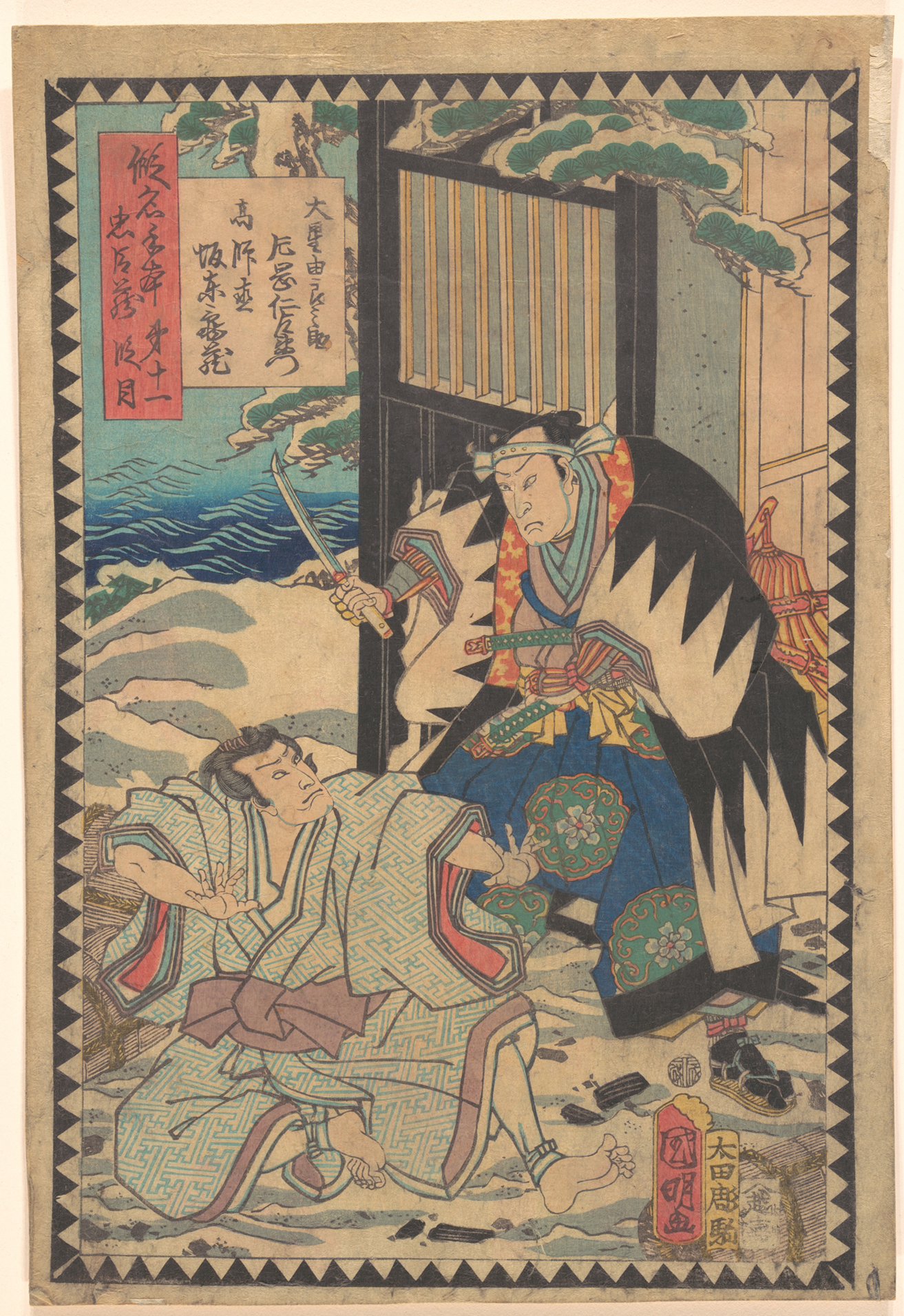
「仮名手本忠臣蔵　第十一段目」　八代目片岡仁佐衛門の大星由良之助、初代坂東亀蔵の高師直。文久2年3月、江戸中村座。国明画。
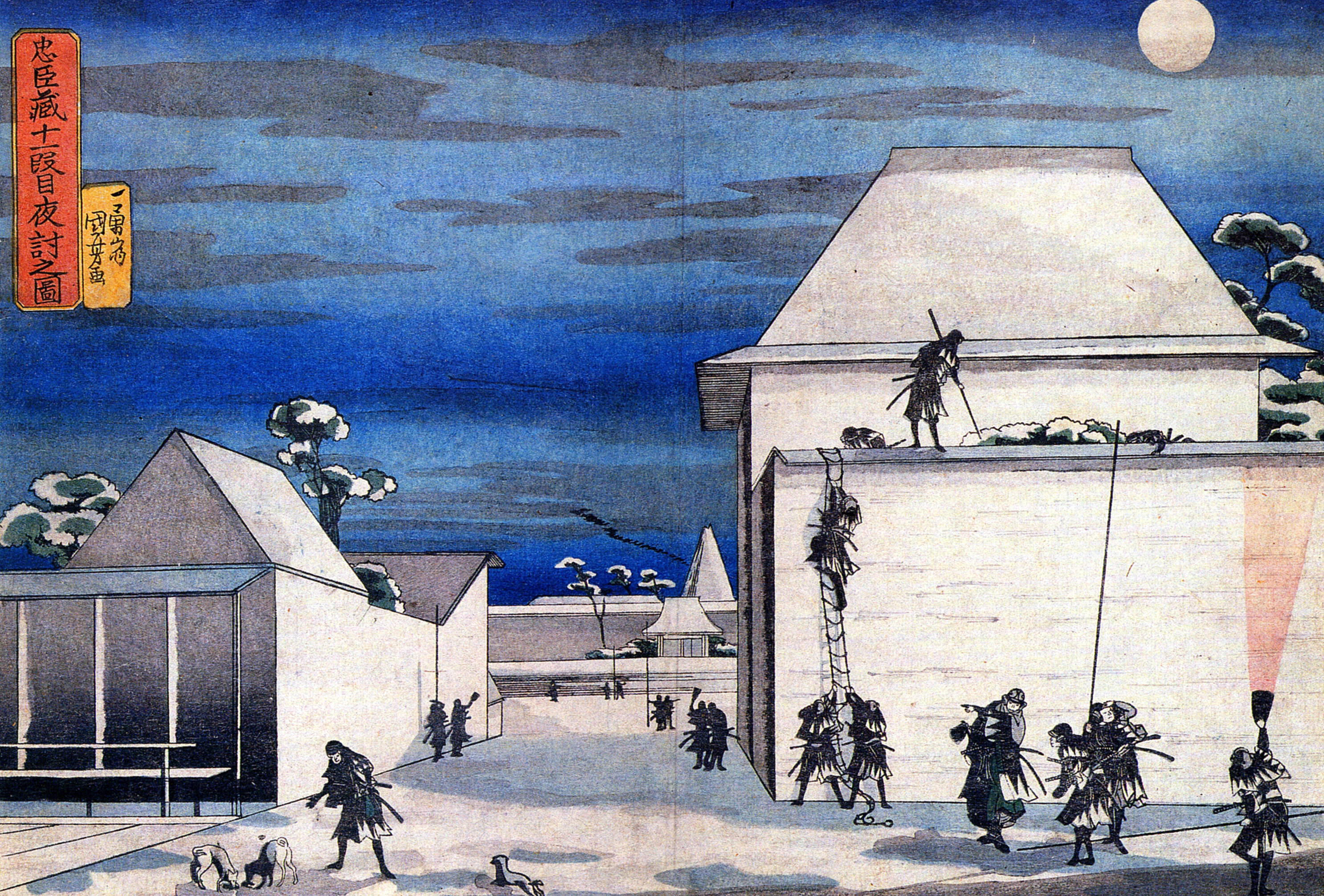
「忠臣蔵十一段目夜討之図」　国芳画。
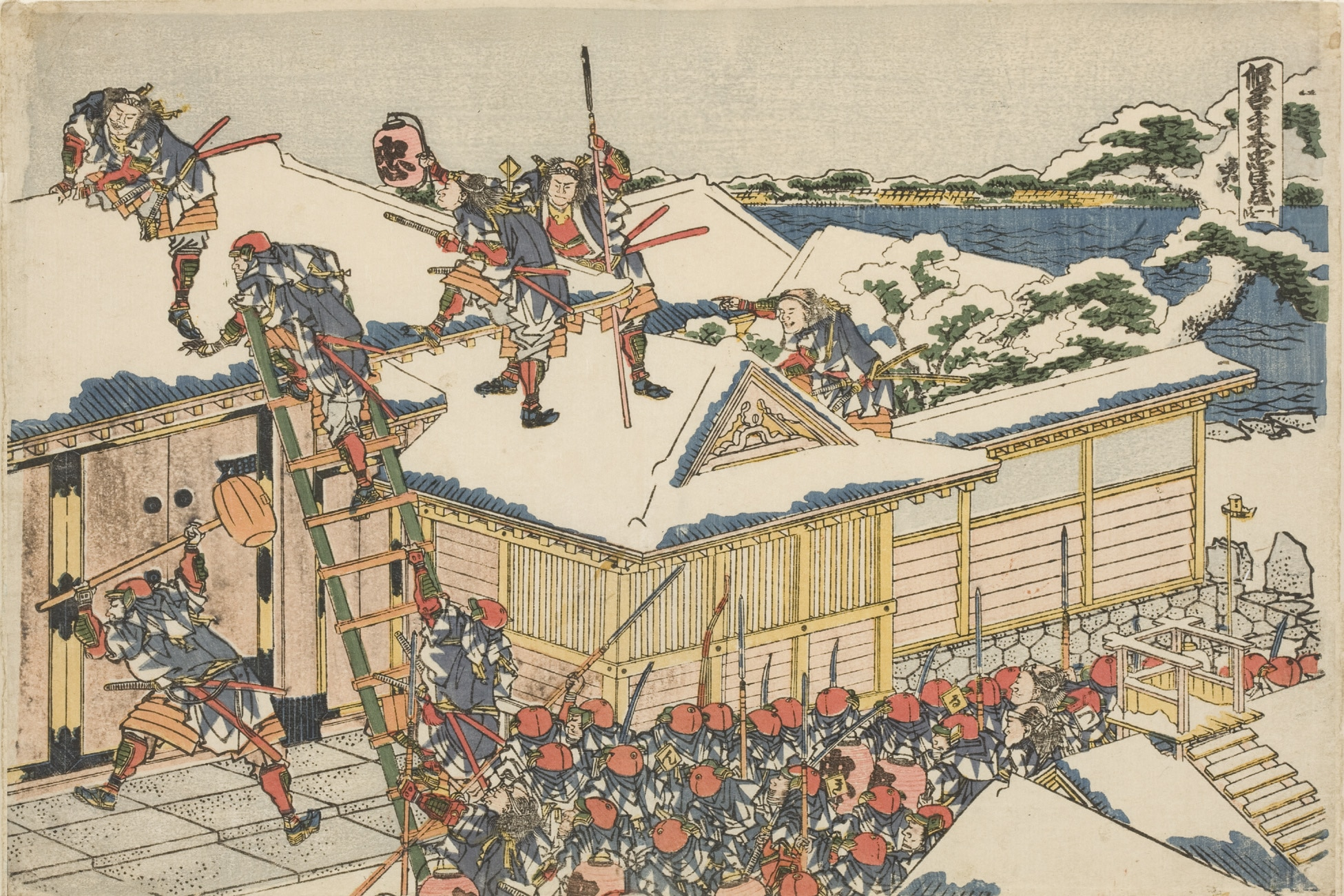
「仮名手本忠臣蔵　十一段」　北斎画。

## 登場人物の実説との比較
以下、参考として『仮名手本忠臣蔵』の主な登場人物と、それに当て嵌まるとされる実説上の人物について示す。あくまでも実説との比較なので、与市兵衛やその女房といった創作上の人物は省く。また四十七士についてもその全てを掲げるのは煩瑣なので、由良助、力弥、郷右衛門、弥五郎、平右衛門を除きそれらも省いた。
| 登場人物                                        | 登場する段               | 人物設定                                                 | モデル・備考 |
| ----------------------------------------------- | ------------------------ | -------------------------------------------------------- | --- |
| おおぼし ゆらのすけ よしかね 大星由良助義金     | 四・七・九・十・十一     | 塩冶家家老                                               | 赤穂藩浅野家筆頭家老・大石内蔵助（良雄）。「ゆらのすけ」は「由良之助」と書かれることが多いが原作に拠る表記は「由良助」。 |
| えんや はんがん たかさだ 塩冶判官高定           | 一・三・四               | 伯耆国の大名・直義の饗応役                               | 赤穂藩主・浅野内匠頭（長矩）。史実の塩冶判官からは、その名と事件の発端となる逸話を借りる。「塩冶」は赤穂藩の名産物「赤穂の塩」にひっかけている。なお本来は「高貞」であるが、原作では「高定」となっている。また「塩冶」が「塩谷」と書かれることも多い。                            |
| こうの もろのう 高師直                          | 一・三・四・十一         | 武蔵守・幕府執事                                         | 高家肝煎・吉良上野介（義央）。史実の高師直からは、その名と物語の発端となる逸話を借りる。「高」は吉良上野介が「高家」だったことにひっかけている。 |
| あしかが ただよし 足利直義                      | 一                       | 将軍足利尊氏の弟                                         | 京から下向して饗応を受けるとすれば、史実の勅使柳原資廉らにあたるが、通常は五代将軍徳川綱吉に擬えられている。 |
| かおよ ごぜん かほよ御前                        | 一・四                   | 塩冶判官の正室                                           | 浅野内匠頭正室・阿久利（瑤泉院）。『太平記』に記される塩冶高貞の妻からは、事件の発端となる逸話を借りる。ただし『太平記』では高貞の妻の名については記していない。高貞の妻の名を「かほよ」とするのは、『狭夜衣鴛鴦剣翅』（並木宗輔作、元文4年〈1739年〉初演）など先行作に例がある。 |
| おいし お石                                     | 九                       | 大星由良助の妻                                           | 大石内蔵助の妻・りく（香林院）。 |
| おおぼし りきや 大星力弥                        | 二・四・七・九・十・十一 | 大星由良助の嫡男                                         | 大石内蔵助の嫡男・大石主税（良金）。「力弥」は「主税」を「ちから」と読むことにひっかけている。 |
| もものい わかさのすけ やすちか 桃井若狭之助安近 | 一・二・三・十一         | 塩冶判官と相役の直義の饗応役                             | 大田南畝は『半日閑話』で元禄11年に勅使饗応役になった津和野藩主・亀井茲親がモデルだと指摘している。亀井茲親の官位は、はじめ能登守、のちに隠岐守で、「若狭之助」は若狭国が能登国と隠岐国の中間に位置していることにひっかけている。                                                  |
| かこがわ ほんぞう ゆきくに 加古川本蔵行国       | 二・三・九               | 桃井家家老                                               | 大田南畝は『半日閑話』で津和野藩亀井家留守居役の角頭一学がモデルだと指摘しているが、名前の類似性から同じく津和野藩亀井家の家老・多胡外記（真蔭）がモデルだとも考えられる。ただし浅野長矩を松の廊下で抱きとめた梶川与惣兵衛を当てる事もある。                                      |
| おの くだゆう 斧九太夫                          | 四・七                   | 塩冶家家老                                               | 赤穂藩浅野家家老・大野九郎兵衛（知房）。 |
| おの さだくろう 斧定九郎                        | 四・五                   | 斧九太夫の嫡男                                           | 大野九郎兵衛の嫡男・大野群右衛門。 |
| はやの かんぺい しげうじ 早の勘平重氏           | 三・五・六               | 塩冶家家臣                                               | 赤穂藩士萱野三平（重実）。「はやの」は「早野」と書かれることが多いが、原作の表記では「早の」である。 |
| おかる                                          | 三・六・七               | 百姓与市兵衛の娘で早の勘平の女房、のち一文字屋抱えの遊女 | 大石内蔵助の妾・二文字屋おかる。 |
| はら ごうえもん 原郷右衛門                      | 四・六・十一             | 塩冶家諸士頭                                             | 赤穂藩足軽頭・原惣右衛門。 |
| せんざき やごろう 千崎弥五郎                    | 四・五・六・七・十一     | 塩冶家家臣                                               | 赤穂藩徒目付・神崎与五郎。 |
| てらおか へいえもん 寺岡平右衛門                | 七・十一                 | おかるの兄で、塩冶家足軽                                 | 赤穂藩足軽・寺坂吉右衛門（信行）。 |
| あまがわや ぎへい 天河屋義平                    | 十                       | 塩冶家に出入りの廻船問屋                                 | 赤穂浪士を支援したと伝わる天野屋利兵衛。 |
| やくしじ じろうざえもん 薬師寺治郎左衛門        | 四                       | 塩冶判官に対して非情な上使                               | 幕府大目付・庄田三左衛門（安利）。 |
| いしどう うまのじょう 石堂右馬之丞              | 四                       | 塩冶判官に対して同情的な上使                             | 幕府目付・多門伝八郎（重共）。「石堂」は「多門」を「おかど」と読むことにひっかけている。 |